# Historia de la Argentina entre la Conquista y el Virreinato
La República Argentina es la heredera de las gobernaciones coloniales del Tucumán y del Río de la Plata y del Corregimiento de Cuyo, territorios que fueron conquistados por el Imperio español a lo largo del siglo XVI. Durante ese período inicial tuvo lugar la fundación de quince ciudades, además de varias otras que fueron abandonadas, principalmente debido a la resistencia indígena. A fines del siglo XVI, el ciclo de las fundaciones ya estaba cumplido, y el territorio permanecía relativamente pacificado.
Los manuales escolares de historia suelen saltar rápidamente desde el relato de la conquista a la creación del Virreinato del Río de la Plata, dejando la imagen de que en ese territorio «no pasó nada» durante los casi ciento ochenta años intermedios. Muy por el contrario, ocurrieron durante ese período cambios sustanciales que dieron forma a la Argentina inicial.

## La conquista
La conquista del sector del actual territorio argentino que fue colonizado por España comenzó desde cuatro direcciones: desde el noroeste por la puna jujeña, desde el noreste por Asunción, desde el sudeste por el río de la Plata, y desde el oeste por Chile, región con la cual la actual región de Cuyo se mantendría en estrecha relación. Estos territorios no formaron ninguna entidad unificada, e integraban el Virreinato del Perú desde 1566. Como todo el resto de la América española, hasta el siglo XVIII este territorio no pertenecía a España, país que no existía como tal, sino a la Corona de Castilla.
A mediados de la última década del siglo XVI, el territorio estaba dividido en dos provincias, también llamadas gobernaciones: el Río de la Plata, que incluía el Paraguay y algunos territorios más al norte, y el Tucumán; por su parte, el territorio de Cuyo dependía de la Capitanía General de Chile. La población europea se concentraba casi exclusivamente en las ciudades: en Cuyo existían las ciudades de Mendoza, San Juan y San Luis; en el Río de la Plata, la capital, Asunción, y las ciudades de Buenos Aires, Santa Fe, Corrientes y Concepción del Bermejo; en el Tucumán, la capital, Santiago del Estero, y las ciudades de San Miguel de Tucumán, La Rioja, Salta, Córdoba, Esteco y San Salvador de Jujuy. A éstas se agregaría, en 1607, la ciudad de Londres. Cada gobernación estaba regida por un gobernador, nombrado por la Corona, y cada ciudad por un cabildo, regido por los vecinos más influyentes de cada ciudad. Las dos gobernaciones dependían, en lo político, del Virreinato del Perú, y en lo judicial de la Real Audiencia de Charcas.
Conquistadas por separado, las gobernaciones y el territorio de Cuyo permanecieron administradas de forma autónoma, con excepción del breve período en que Fernando Ortiz de Zárate fue simultáneamente gobernador del Río de la Plata y del Tucumán, en 1594 y 1595. También existieron varios proyectos para hacer de ambas gobernaciones una sola, pero la idea fue finalmente descartada por el tamaño que hubiese alcanzado ese territorio. No obstante, obligadas por su cercanía y por la ausencia de otras provincias limítrofes, la influencia mutua de ambas gobernaciones era muy fuerte.
Desde las primeras fases de la conquista, el sistema económico de estos territorios estaba basado en la explotación del trabajo de las poblaciones indígenas, en un régimen heredado del feudalismo español de la Edad Media, habitualmente llamado encomienda. Las más notables excepciones fueron las ciudades de Santa Fe y Buenos Aires, que carecían de población indígena sedentaria en sus alrededores, y que fracasaron en asentar poblaciones indígenas a la fuerza; en estas dos ciudades el sistema económico estaba centrado, principalmente, en el comercio. En la práctica, la falta de control promovía el contrabando en detrimento del comercio legítimo, y especialmente Buenos Aires fue una ciudad sostenida por el comercio ilegal y la evasión fiscal.

## Los vencidos
En los últimos años del siglo XVI, la conquista estaba consumada: quince ciudades controlaban un territorio de más de un millón de kilómetros cuadrados, con cientos de miles de habitantes nativos puestos al servicio de los españoles. Los conquistadores podían sentirse orgullosos: aunque no habían conseguido las enormes cantidades de oro y plata que habían logrado otros españoles más al norte, habían vencido y conquistado un enorme territorio, ascendiendo en la escala social de humildes trabajadores manuales en España a señores de vidas y haciendas en las Indias.
El destino de los aborígenes vencidos, en cambio, no era tan halagüeño. Habían perdido su autonomía como entidades sociales, y su libertad personal, sometidos a la encomienda.

### La encomienda y el repartimiento
En los primeros años de la conquista, los españoles intentaron recurrir a la esclavitud de los indígenas, pero ésta fue prohibida por la reina Isabel I de Castilla junto con la declaración de los indígenas como «vasallos libres de la Corona». Entonces adoptaron la encomienda, una institución de la España medieval que compensaba a los conquistadores con parte del trabajo de los pueblos conquistados. En teoría, consistía en una cesión a cada conquistador individual, por parte de la Corona, del derecho a percibir los tributos que pagaban los súbditos de Su Majestad. Pero como los indígenas no manejaban dinero, rápidamente el tributo fue reemplazado por trabajo en favor del encomendero, que lo repartía entre los miembros de las encomiendas; este derecho a repartir los turnos de trabajo, más la muy escasa capacidad de control que tenían los representantes de la Corona, dieron lugar a frecuentes abusos, y a formas más o menos veladas de trabajo forzoso

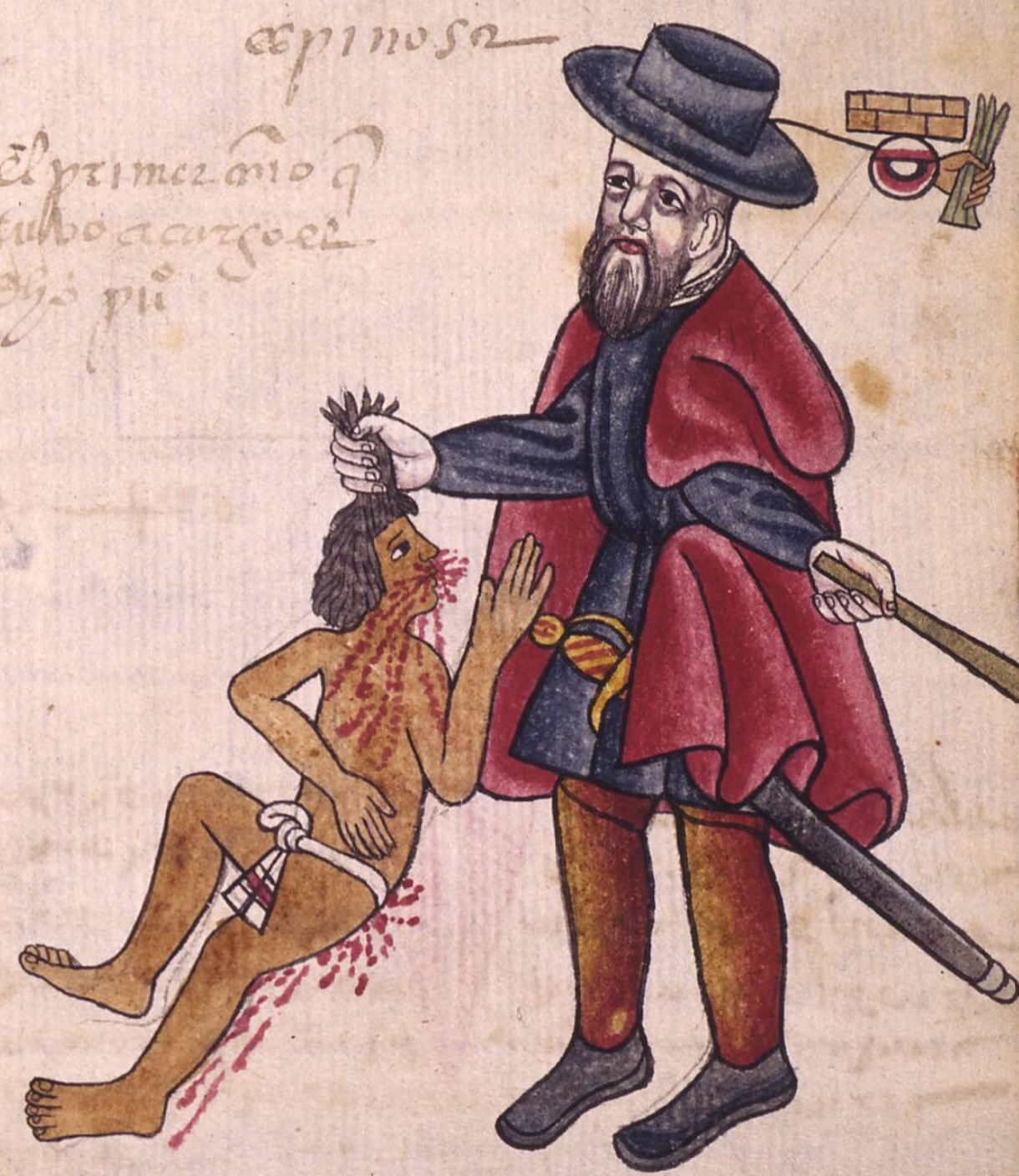
Códice Kingsborough: un encomendero veja a un indio. Copia del italiano Agostino Aglio 1825-1826, para Lord Kingsborough.

Las primeras décadas del siglo XVI presenciaron un continuo tironeo entre encomenderos y protectores de indios. Estos últimos no lograron eliminar la encomienda, pero en 1542, Carlos I promulgó las Leyes Nuevas, que prohibían asignar nuevas encomiendas y establecían que las ya existentes habrían de morir necesariamente con sus titulares. Las revueltas contra las Leyes Nuevas en México y especialmente en el Virreinato del Perú, y la necesidad de premiar a los conquistadores de nuevos territorios –como en los casos del Tucumán y el Plata– obligaron a la Corona a tolerar la creación de nueva encomiendas y permitir que fueran heredables.
La solución fue acudir a una institución similar, el repartimiento de indios, con lo que la situación de los indígenas no varió sustancialmente y, en cierto sentido, empeoró: los indígenas estaban obligados a trabajar un número de días por mes por una retribución mínima para su señor, que ya no tenía obligación de catequizarlos, y seguían debiendo el tributo al Rey. El encomendero estaba en contacto con la encomienda, pero su lugar habitual de residencia era la ciudad, núcleo del sistema colonial español. De hecho, una ley de 1550 prohibía expresamente que residiera en la misma encomienda.
La encomienda también sirvió como centro de culturización y de evangelización obligatoria: reagrupados por los encomenderos en pueblos llamados "doctrinas", los indígenas debían trabajar y recibir la enseñanza de la doctrina cristiana, a cargo inicialmente de religiosos pertenecientes a las órdenes regulares, aunque luego pasaron al clero secular. Los indígenas debían encargarse también de la manutención de los religiosos.
Los encomenderos debían permitir a los indígenas cultivar sus propios sembrados sin interferencias, pero lograban utilizar más mano de obra que la asignada por las leyes comprando u obteniendo por "merced" real la tierra en torno a los pueblos: de esa forma obligaban a los indígenas a complementar sus ingresos con trabajos mal pagados para sus encomenderos, que a su vez podían disponer de sus trabajadores sin control externo.
Las primeras encomiendas en la futura Argentina estuvieron en los alrededores de Asunción y de Santiago del Estero, con indígenas guaraníes y tonocotés respectivamente. Posteriormente se distribuyó por toda la región ocupada por los españoles, con excepción de las ciudades de Santa Fe y Buenos Aires. En el entorno de estas dos ciudades, la población indígena era exclusivamente nómade, de modo que era imposible reunirla en pueblos. El término «encomienda» se usó muy poco en estos territorios, donde se prefería el nombre de «repartimiento de indios».
En la zona andina del norte también se aplicó una institución que había sido desarrollada por el imperio incaico: la mita era la obligación de las poblaciones de una región de aportar una parte de su población masculina adulta por turnos para la construcción y mantenimiento de obras públicas, en beneficio del imperio y de la comunidad. Los españoles mantuvieron ese sistema, pero lo modificaron sustancialmente; una séptima parte de la población de cada pueblo era enviada por un año a gran distancia, no a mantener obras públicas, sino a trabajar en las minas de mercurio y de plata –especialmente en el cerro Rico de Potosí– para beneficio de los propietarios de las minas y del Rey. En el Tucumán se aplicó para algunos proyectos mineros y para la construcción de edificios públicos. Si bien los indígenas encomendados no formaban parte del sistema de mitas del Alto Perú, los encomenderos los capturaban ilegalmente y los vendían a los corregidores de Potosí para que los enviaran a la mita. Parte de la pérdida de la población del Tucumán se debió a esto.

Las denuncias frente al maltrato de los indígenas por parte de algunos encomenderos y el advenimiento de la llamada catástrofe demográfica de la población indígena, provocaron que la encomienda entrara en crisis desde finales del siglo XVI en México y Perú, aunque fue reemplazada por el repartimiento de indios, con características muy similares: los nativos eran reclutados de forma forzada para trabajar durante ciclos de semanas, años, o meses en granjas, minas, obrajes y proyectos públicos. También hubo progresos en el trabajo asalariado, y en muchos lugares los indígenas fueron reemplazados parcialmente por los esclavos africanos.
A partir de mediados del siglo XVI, con la monetización del tributo indígena, la situación de los nativos en gran parte de América quedó equivalente a la de los pecheros en España. No obstante, las instituciones de los pueblos de indios y los repartimientos continuaron existiendo, especialmente en lugares alejados de las ciudades del Tucumán y el Río de la Plata.

### Las Ordenanzas de Alfaro
En 1610 se produjo la visita de Francisco de Alfaro, fiscal de la Real Audiencia de Charcas, a las provincias del Tucumán y del Río de la Plata. Su objetivo era frenar los abusos de los españoles sobre los indígenas, y antes de sancionar medida alguna recorrió cinco ciudades: Santiago del Estero, Córdoba, Buenos Aires, Santa Fe y Asunción. En esta última ciudad promulgó sus conocidas Ordenanzas el 11 de octubre de 1611, con alcance para toda la Gobernación del Río de la Plata y el Paraguay. Por las mismas, se reemplazaba el sistema de servicios personales de los indios por una organización socioeconómica mucho más moderna: prohibición de la esclavitud, reconocimiento de la libertad natural, libertad de contratación por un máximo de un año a cambio de un salario, protección de los pueblos de indios, trabajo comunal para el sostenimiento de éstos, eliminación de la mita y el yanaconazgo, pago del tributo indígena en especie.
Se ha criticado que estas ordenanzas no tenían en cuenta las diferencias entre las distintas regiones incluidas en las mismas, y se ha llegado a afirmar que –al menos en el Paraguay– la convivencia entre los blancos y los indígenas era casi idílica. En todo caso, el hecho es que fueron muy resistidas en Asunción: los encomenderos se negaban a renunciar a sus privilegios, y los indígenas no notaban realmente una mejora con el nuevo sistema; algunos entendieron las normas como un permiso para abandonar los poblados y regresar a la selva, cosa que tampoco deseaban.
La resistencia de los asuncenos obligó a Alfaro a ceder al menos en un punto: se autorizó una mita limitada a treinta días por año. No fue suficiente: tras los alegatos del procurador de Asunción y el superior de los Mercedarios, que las consideraron inaplicables, la casi totalidad de la población blanca se negó a admitirlas, y en términos generales fueron ignoradas. El Consejo de Indias las modificó varias veces en los años sucesivos, y finalmente fueron aprobadas con la firma del Rey en 1618. No obstante, con el paso del tiempo la mayor parte de las mismas fueron ignoradas y anuladas.
A largo plazo, la encomienda y el repartimiento finalmente serían reemplazada por una relación más "moderna" entre empleadores y empleados a lo largo de los siglos XVII y XVIII, pero este cambio no sería obra de las Ordenanzas de Alfaro, sino de cambios poblacionales, étnicos y económicos. Por otro lado, con las reformas del siglo XVIII, los indígenas se vieron despojados de las tierras comunales que se suponía eran para su subsistencia, las cuales pasaron a ser propiedad de los hacendados, y los nativos pasaron a ser simples peones a sueldo. Las formas más arcaicas del repartimiento sólo subsistieron en lugares alejados de las ciudades hasta inicios del siglo XIX.

### Decadencia de la población indígena
El esquema ideal de la conquista, con una clase social española "pura" dominante y una masa de indígenas sometidos a los primeros, no se mantuvo por mucho tiempo. La escasez de mujeres españolas llevó, muy tempranamente, a la formación de parejas mixtas y de una población mestiza siempre creciente. La absorción cultural, la desnaturalización de las comunidades indígenas, y el traslado de poblaciones enteras de un lugar al otro favoreció el rápido crecimiento de una población mestiza o criolla, que además pobló las ciudades a la sombra de la autoridad de los «vecinos» blancos. Las comunidades indígenas sometidas a la encomienda sobrevivieron mucho tiempo, por supuesto, pero siempre disminuyendo su población.
Si a esto se le agregan las numerosas pérdidas de vidas por las epidemias de enfermedades traídas por los conquistadores –y para las cuales los nativos no habían desarrollado ninguna inmunidad– y las matanzas de indígenas durante los alzamientos, se comprende por qué la población total disminuyó, y por qué las poblaciones nativas en particular casi desaparecieron; los encomenderos debieron hacer grandes esfuerzos por mantener la población indígena que los servía, y de todos modos ésta seguía disminuyendo. Las poblaciones más cercanas a las ciudades se aculturaron por completo y pasaron a ser consideradas criollas, mientras que sólo unos cuantos pueblos aislados permanecieron bajo el régimen de encomienda y conservaron siquiera una mínima parte de su acervo cultural –aunque en todos los casos abandonaron sus creencias religiosas y en casi todos lados su lengua.
Debido a las guerras y a las muertes durante los trabajos a que se los obligaba, era habitual que los hombres fueran menos numerosos que las mujeres; y también era norma que las mujeres se casaran más jóvenes que los hombres. Eso generaba un excedente de mujeres solteras que eran repartidas primeramente entre los blancos, y luego entre los criollos. Ese fue otro factor que contribuyó a la mestización, y a la disminución numérica de la población indígena "pura".
Algunas regiones, sin embargo, mantuvieron un alto porcentaje de población indígena, especialmente las jurisdicciones de las ciudades de Jujuy, Catamarca y La Rioja. En esta última, por ejemplo, había "partidos" donde la población indígena superaba a la criolla, como Vinchina o los Llanos. Los pueblos de indios, sin embargo, habían casi desaparecido, y la población nativa habitaba en los mismos pueblos que los criollos. En los Llanos, por ejemplo, sólo quedaban los pequeños pueblos de Atiles y Olta.
Resulta casi imposible estimar la población indígena y su variación para cualquier período de tiempo, porque los datos son insuficientes y poco confiables. Como ejemplos, se puede ver que, al momento de la fundación de Asunción en 1537, el gobernador Irala había repartido 27 000 «hombres de guerra», que equivalen a 100 000 habitantes, aproximadamente; en un censo hecho en 1655, ese número se había reducido a la mitad. Y a la fecha de la fundación de La Rioja, Juan Ramírez de Velasco había repartido más de 20 000 indígenas. De acuerdo a un censo levantado por el gobernador Esteban de Urizar, en el año 1719 sólo quedaban 159.

## Resistencia indígena
A partir de la conquista, y durante tres siglos más, los indígenas quedaron divididos en dos grupos bien diferenciados: los que habían sido conquistados y sometidos, y aquellos que se mantuvieron fuera del control de los invasores. De éstos, gran parte sobrevivieron en el Chaco, las selvas del este de la cuenca del Plata, las colinas de la Banda Oriental del Río de la Plata, la mayor parte de la llanura pampeana y la Patagonia. Pero también hubo indígenas que inicialmente aceptaron –no necesariamente de buena gana– la sumisión a los españoles y la dura experiencia los inspiró a sublevarse e intentar recuperar la libertad.

### Alzamientos indígenas en el Tucumán
Parte de los indígenas sedentarios del Tucumán eran pacíficos y habían estado previamente sometidos a los incas, por lo que no ofrecieron una resistencia organizada a la conquista española. Hubo dos pueblos en cambio, que resistieron ferozmente el avance español, y fueron los más numerosos: los omaguacas de la Quebrada de Humahuaca y algunas de las fracciones de los diaguitas, como los que ocupaban el oeste de la actual provincia de Catamarca y, muy especialmente, los de los Valles Calchaquíes. Algunas de las primeras ciudades, como las de la El Barco, se establecieron entre los calchaquíes pero fueron expulsadas por los nativos, que se negaron a trabajar para ellos. Las peores amenazas para la estabilidad de la conquista del Tucumán provinieron de la primera guerra calchaquí, dirigida por el cacique Juan Calchaquí en 1560, y de la rebelión de Viltipoco, cacique de Purmamarca, en la Quebrada de Humahuaca, en 1594. Ambas fueron vencidas a muy alto costo, y las poblaciones indígenas fueron sometidas en su totalidad al régimen de encomienda. No obstante, la escasez de españoles en el Tucumán les permitía un cierto grado de autonomía.
La presión sobre la población indígena aumentó gradualmente: en 1607 se refundó en el oeste de la actual provincia de Catamarca la ciudad de Londres, que ya había sido destruida dos veces por los diaguitas. Su jurisdicción abarcaba el oeste de las actuales provincias de Catamarca y La Rioja, y desde allí eran administradas las encomiendas de la zona. Esta ciudad ya había cambiado de ubicación varias veces, y en 1612 volvió a ser trasladada a corta distancia.
En 1630, el gobernador Felipe de Albornoz se molestó con un grupo de indígenas de Hualfín –pueblo de indios dependiente de Londres– y los castigó con azotes y cortándoles el cabello, el máximo insulto que se le podía hacer a un diaguita. El resultado fue que Chalimín, curaca o cacique de Hualfín, inició un alzamiento que incluyó a toda la jurisdicción de Londres, pero también a los calchaquíes, los pulares del valle de Lerma y los olongastas de los Llanos riojanos.
A mediados de 1630, los indígenas atacaron y mataron a los encomenderos que encontraron fuera de las ciudades. Albornoz interpretó que el mayor peligro estaba en los Valles Calchaquíes, por lo que dirigió una rápida expedición desde Salta con doscientos españoles y trescientos indígenas hacia los valles, donde en mayo de 1631 fundó la ciudad de Nuestra Señora de Guadalupe de Calchaquí, en realidad no más que un fuerte. Pero en los meses siguientes, pese a una segunda campaña de Albornoz, Guadalupe fue destruida y debió ser abandonada.
Mientras tanto, Chalimín había sitiado Londres, privándola de acceso al agua; el teniente de gobernador Luis de Cabrera se vio obligado a evacuar la ciudad, y todos los vecinos huyeron hacia La Rioja. Ésta también fue sitiada, aunque pudo resistir con ayuda de un refuerzo recibido desde Tucumán –donde los indígenas del valle de Aconquija habían sido masacrados. Cabrera pasó entonces a la ofensiva y logró destruir a los olongastas de Atiles, en los Llanos. Desde Chile fue enviado un contingente a ayudar a los españoles del Tucumán, pero éste se limitó a recorrer Valle Fértil y Guandacol, haciendo una matanza y capturando mujeres y niños para llevarlos a Chile. Tras una campaña por Famatina y Tinogasta, donde descubrió que la población indígena se había retirado hacia los valles de Quinmivil y Hualfín, Cabrera ocupó los pueblos del oeste de la sierra de Ambato. Allí volvió a fundar Londres, en el actual pueblo de Pomán, obligando a los vecinos históricos de la ciudad a establecerse en ella. Pese a que Chalimín permanecía en armas, Cabrera consideró que había logrado pacificar la jurisdicción de La Rioja y abandonó el mando militar.
A principios de 1634, Albornoz volvió a fundar Guadalupe de Calchaquí, y pasó los años siguientes hostigando a los pueblos de los Valles. No obtuvo ninguna victoria decisiva, pero arruinó las cosechas y terminó por someter a los indígenas por el hambre y por el terror: los españoles exhibían en los caminos cuerpos ahorcados, cabezas cortadas en picas y miembros mutilados.

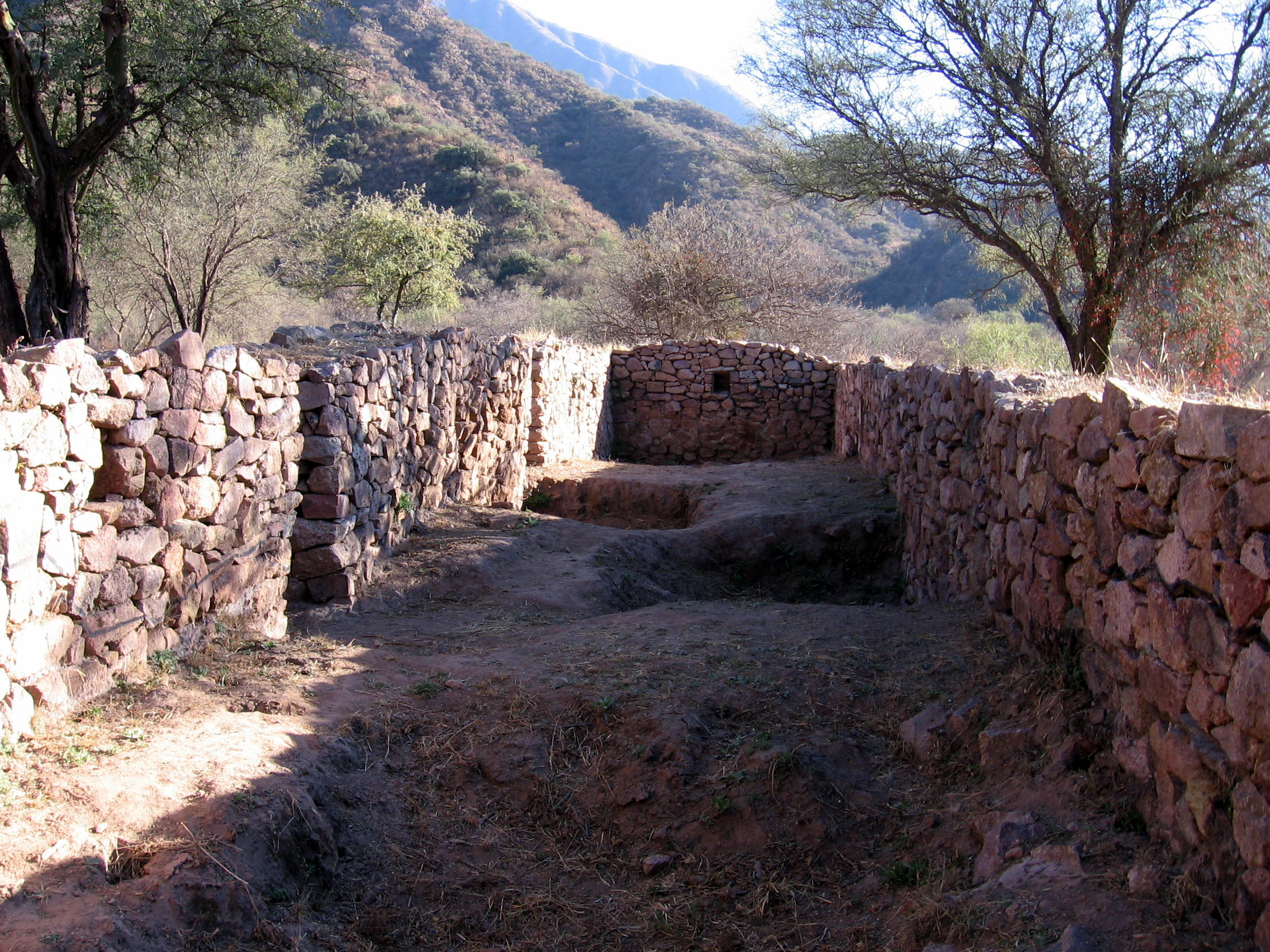
El Shincal, centro ceremonial incaico en el valle de Quimivil, epicentro de la segunda guerra calchaquí.

La guerra en el sur fue dirigida desde Londres por Pedro Ramírez de Contreras, quien fundó el fuerte del Pantano en Machigasta y el de San Felipe de Andalgalá. Persiguió a Chalimín durante dos años, obligándolo a encerrarse en el valle de Hualfín, adonde finalmente logró capturarlo en 1637. Chalimín fue ahorcado y descuartizado, mientras gran parte de los sobrevivientes huyeron a los Valles Calchaquíes. Tras haber logrado al menos una cierta pacificación en los Valles, Albornoz pasó a Hualfín, donde los últimos rebeldes diaguitas aún resistían dirigidos por un hijo de Chalimín, que fue vencido y ejecutado. Los únicos cuatrocientos hualfines y abaucanes sobrevivientes fueron enviados a la ciudad de Córdoba en carácter de encomendados.
La población diaguita quedó reducida a su mínima expresión y sometida por completo a los encomenderos españoles. Gran cantidad de indígenas fueron enviados a las encomiendas de Salta, Córdoba y Santiago del Estero, donde perdieron sus costumbres y su idioma, pasando a integrarse a la población indígena local.
Los Valles Calchaquíes, en cambio, a pesar de haber perdido parte de su población, sirvieron como refugio a los indígenas huidos desde el sur y quedaron sometidos a una encomienda más nominal que real. La única presencia real de los españoles en los Valles fueron dos misiones jesuitas: Santa María y San Carlos.

### Fracaso en el Chaco
Cuando, en 1616, la gobernación del Río de la Plata y el Paraguay fue dividida, la ciudad de Concepción del Bermejo podría haber quedado como el vínculo ideal entre el Paraguay y el Tucumán; pero al quedar separada de ambas y unida a la lejana Buenos Aires, perdió toda razón de ser. Por otro lado, la población indígena que sostenía la ciudad abandonó sus tierras, posiblemente debido a un cambio en el recorrido del río que permitía su agricultura, que podría haber sido un ramal del río Bermejito. Además el aumento de la agresividad de los indígenas de la región, y la llegada de guerreros vilelas, que comenzaban a utilizar caballos, determinó el abandono definitivo de la ciudad en 1632, tras una larga historia de aislamiento y decadencia.
No era la única fundación en el Chaco: en 1624 había sido fundada a ciudad de Santiago de Guadalcázar en el valle de Zenta, cerca de la actual San Ramón de la Nueva Orán. Sin embargo, su situación era muy alejada de Concepción, y nada se podía hacer desde allí en ayuda de ésta. Por lo demás, estaba rodeada de indígenas chiriguanos muy agresivos, que obligaron a su evacuación en el mismo año de 1632. No hubo más intentos de fundación de ciudades en el Chaco durante el resto del período colonial.
Los indígenas del Chaco adoptaron el caballo para sus expediciones contra las poblaciones españolas, aunque en menor medida que los de la región pampeana. No obstante, fue suficiente como para mantener permanentemente amenazadas a las poblaciones de algunas ciudades, como Santa Fe, Santiago del Estero y San Miguel del Tucumán. La respuesta de los gobiernos españoles fue lanzar sucesivas campañas de castigo y a continuación firmar tratados de paz que asegurasen al menos algunos años de tranquilidad.
Entre 1735 y 1764, los mocovíes lanzaron gran cantidad de ataques en dirección al Tucumán; pese a ser la provincia más expuesta, Santiago del Estero no sufrió grandes daños, pero Esteco, y especialmente San Miguel de Tucumán, fueron atacados casi continuamente. Luego sobrevino un breve período de paz, que coincidió con el final de las guerras calchaquíes; preocupado por la pérdida de indios encomendados que había causado la guerra, el gobernador Ángel de Peredo lanzó una campaña punitiva contra los mocovíes, durante los cuales capturó algunos miles de personas que repartió entre los vecinos. La respuesta de los mocovíes fue aumentar drásticamente la severidad de sus ataques: por primera vez, un malón llegó a entrar en la ciudad de San Miguel, logrando matar algunas decenas de habitantes. También la ciudad de Esteco sufrió sus desmanes, y terminó siendo evacuada.
Desde 1711 los jesuitas intentaron la fundación de varias reducciones de indígenas chaqueños; obteniendo varios éxitos importantes, con doce misiones que llegaron a durar varias décadas. No obstante, la frontera continuó siendo tan insegura como antes, porque la gran mayoría de la población nativa permaneció fuera de las reducciones; algunos lograban cruzar exitosamente el río Paraná y atacar la jurisdicción de Corrientes. Las misiones fueron abandonadas gradualmente después de la expulsión de los jesuitas en 1767, y se volvió a la política de las expediciones y los tratados de paz: el gobernador del Tucumán, Gerónimo Luis de Matorras, organizó la campaña más masiva ocurrida hasta entonces, logrando que un gran número de caciques firmasen un tratado de paz en la laguna La Cangayé. Al año siguiente moría Matorras, y tres años más tarde se creaba el Virreinato del Río de la Plata, sin que los españoles hubieran logrado un solo avance permanente en toda la región del Chaco.

### El falso Inca
Casi veinte años después del final del Gran Alzamiento diaguita, los indígenas de los Valles Calchaquíes seguían siendo casi autónomos respecto de los españoles, seguían siendo paganos y se limitaban a pagar un tributo a sus encomenderos. En 1656 apareció en Pomán –es decir, en la ciudad de Londres– un español que se hacía llamar Pedro Bohórquez, de quien nadie tenía antecedentes; es que, con su nombre real de Pedro Chamijo, había engañado a varios virreyes del Perú con expediciones a las fuentes del río Marañón y había terminado en una cárcel, de la que había huido con nombre falso. Él y su esposa convencieron a los indígenas de la zona de que era el heredero de los incas del Cuzco, y de que podía reinar como un nuevo inca. Tras convencer al cacique calchaquí Pivante, ingresó en los Valles, siendo recibido como un verdadero rey. A continuación convenció a los misioneros jesuitas de Santa María de que podía convertir masivamente a los indios al cristianismo y, para demostrárselo, convenció a varios cientos de nativos de fingir haber sido convertidos, asistir a misa y pedir el bautismo. Además los indígenas prometían revelar un lugar oculto donde tendrían escondidos enormes tesoros; los misioneros se pusieron ciegamente a su servicio, al igual que varios españoles notables.
Los españoles no le dieron importancia hasta que los indios encomendados en Pomán y en otros lugares comenzaron a huir a los Valles Calchaquíes. El gobernador Alonso Mercado y Villacorta se trasladó a Pomán e invitó al falso inca a visitarlo, preparándole una recepción principesca; el boato del supuesto monarca lo superó ampliamente: llegó llevado en andas sobre un trono de oro por una multitud de caciques. A continuación convenció al gobernador de que podía cristianizar a todos los indios sin esfuerzo, y que podía entregarle los Valles sin ninguna resistencia; el gobernador lo nombró Justicia Mayor del Reino, Capitán de Guerra y lugarteniente de gobernador para los Valles. El único que se opuso al personaje fue el obispo Melchor Maldonado y Saavedra, pero estaba permanentemente en conflicto con el gobernador y nada pudo hacer para hacerlo cambiar de idea. Bohórquez regresó a los Valles.
Los indígenas tenían otros planes: abandonaron su cristianismo ficticio y, con o sin apoyo de Bohórquez, saquearon primero las misiones, luego las haciendas encomenderas y por último las ciudades. Una rebelión a gran escala sacudió todo el Tucumán. El falso inca se puso al frente de sus tropas y dirigió el ataque a la ciudad de Salta, que resultó en una completa derrota. De regreso a los Valles, se encontró con la hostilidad de los indígenas, de modo que solicitó un indulto a la Real Audiencia de Charcas, que le fue otorgado públicamente, y se entregó en 1659. Pero fue arrestado y, faltando al juramento de indulto, fue condenado a muerte y ejecutado siete años más tarde por el garrote vil; el cadáver fue decapitado y su cabeza exhibida como escarmiento.

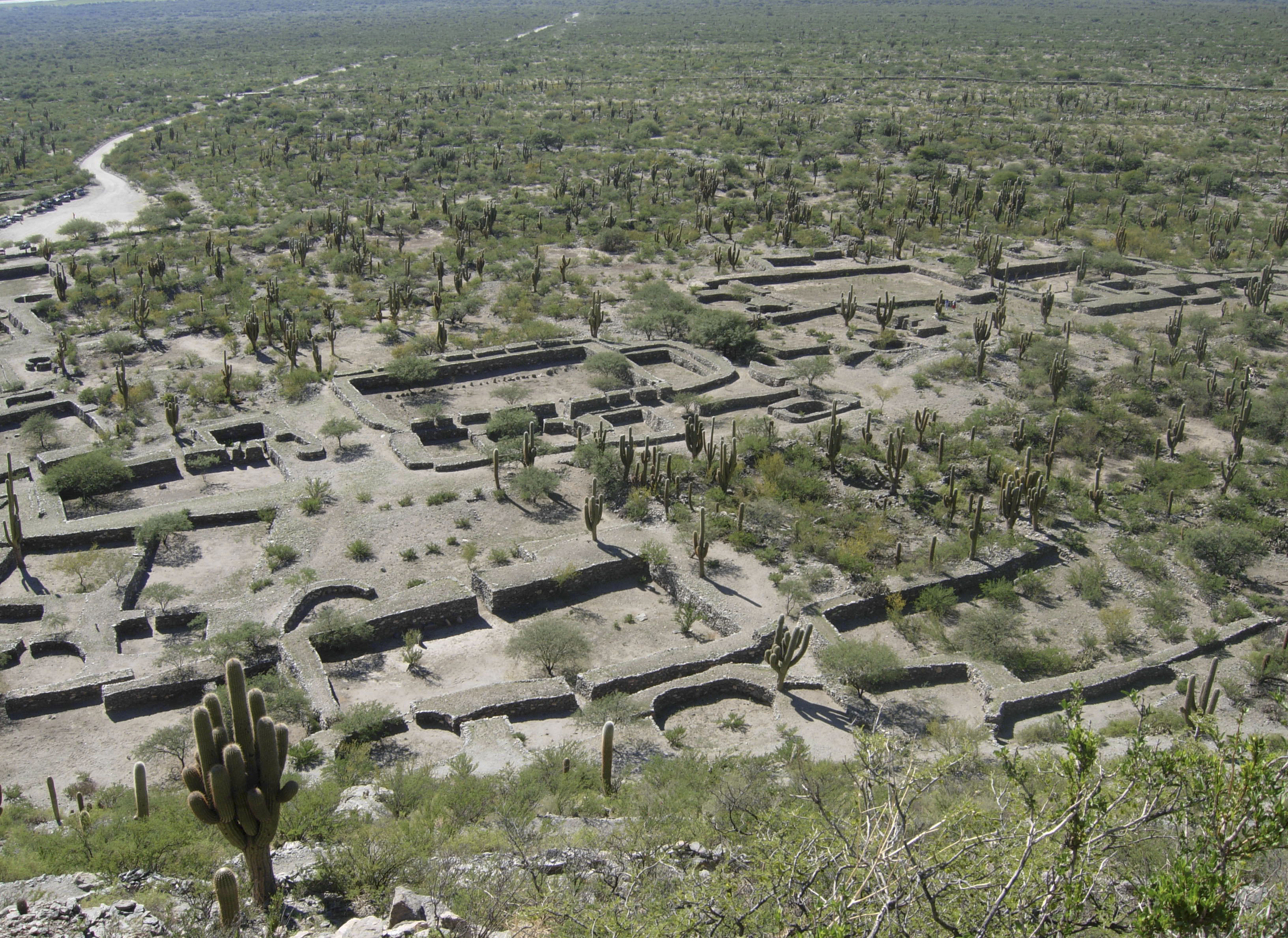
Ruinas del pueblo de los Quilmes.

La guerra continuó, pero ya los indígenas estaban en retroceso: enfrentados entre sí, hicieron una desesperada defensa en los Valles. Esta vez los españoles no se detuvieron hasta la victoria definitiva: destruyeron los pueblos uno por uno, y trasladaron a los vencidos lo más lejos que pudieron; por ejemplo, al caer la ciudad de Quilmes, sus habitantes fueron trasladados hasta la orilla del Río de la Plata, donde permanecieron reducidos y perdieron rápidamente su identidad étnica; el lugar es hoy la ciudad de Quilmes, que forma parte del Gran Buenos Aires. La guerra terminó con la caída del pueblo de Amaicha del Valle en 1667. Tras la deportación de los últimos sobrevivientes, los Valles Calchaquíes, que al comienzo del conflicto tenían varias decenas de miles de habitantes, quedaron virtualmente despoblados.
Cientoveinticuatro años después del inicio de la entrada de Diego de Rojas al Tucumán, finalmente la región quedaba enteramente conquistada.

### La Patagonia

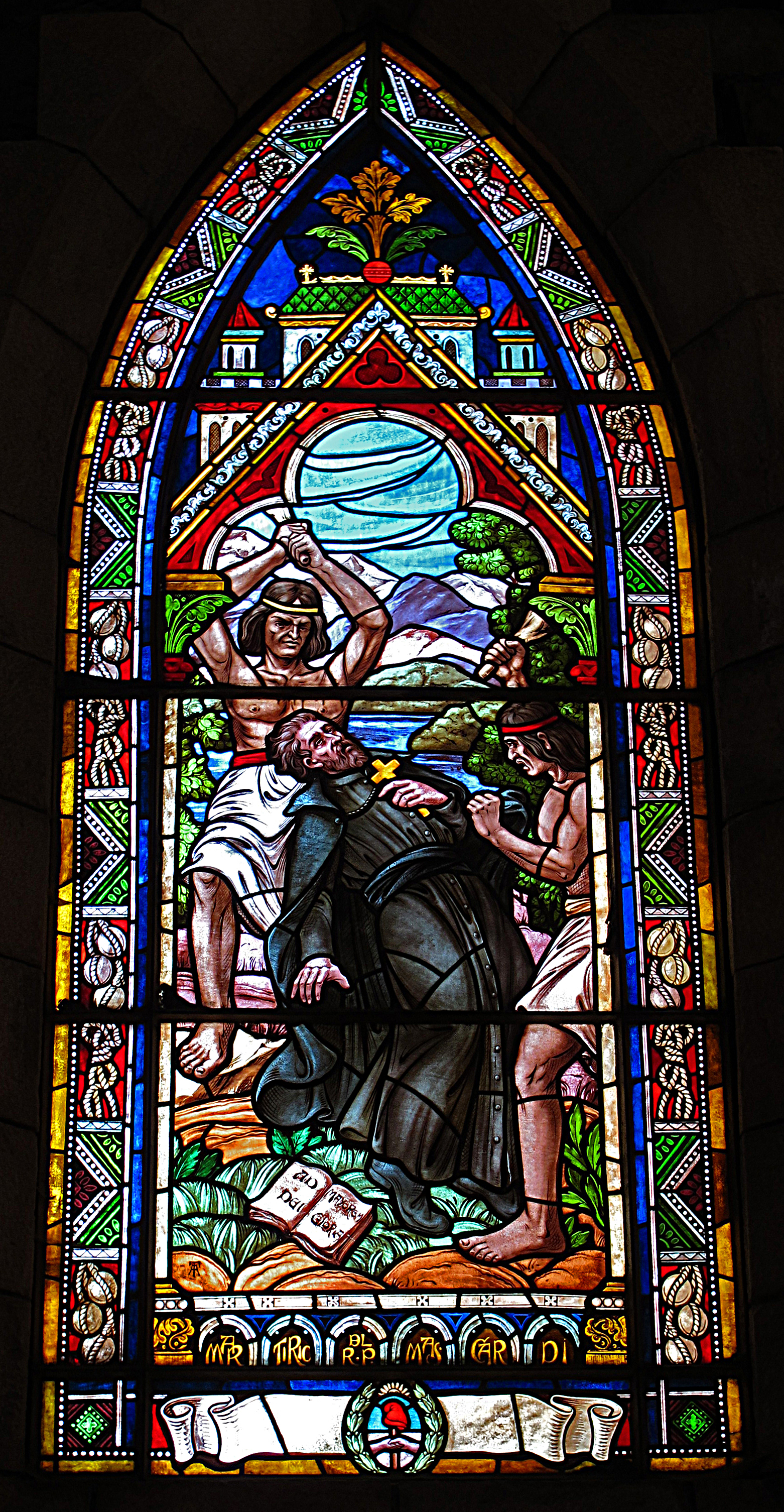
Vitral de la Catedral de San Carlos de Bariloche que representa el martirio del padre Nicolás Mascardi.

Las exploraciones del siglo XVI dejaron en claro que la costa patagónica no permitía asentamientos humanos ni actividad agrícola, y que la ruta del Estrecho de Magallanes era demasiado peligrosa para ser útil –por razones climáticas y por los piratas– de modo que las expediciones en la zona se detuvieron. También en el siglo XVI hubo varias entradas desde el sur de Chile, particularmente a la zona de los lagos cordilleranos, pero el alzamiento general de los indígenas obligó a abandonar esas expediciones, que sólo se reanudaron hacia 1640, no para explorar ni poblar, sino para capturar indígenas para las encomiendas chilenas. La reacción de los araucanos obligó a abandonar también esta actividad. Entonces se pusieron en acción los jesuitas: el primero en intentar misionar entre los puelches (gente del este) fue Diego Rosales en 1653, pero debió huir, hostilizado por los indígenas. Algo más al sur lo intentó en 1670 Nicolás Mascardi, que instaló la Misión del Nahuel Huapi al norte del gran lago de ese nombre, con indígenas de tres etnias distintas –ninguna de las cuales hablaba mapuche. Desde allí hizo varias expediciones hacia el norte y el sur, antes de ser muerto por una fracción de indígenas.
En 1684 José de Zúñiga misionó en el centro del Comahue, y en 1703 Felipe Laguna –en su neerlandés natal, Philip Van der Meeren– logró establecer una misión que resultó efímera. Años más tarde, el padre Guillelmo pagó con su vida un nuevo intento de establecerse. Era difícil mostrarse amistosos con los indígenas viniendo de Chile, desde donde al mismo tiempo los españoles cazaban indios para comerciarlos como esclavos y masacraban a quienes se resistieran. En 1753, el padre Bernardo Havestadt recorrió el norte del Neuquén misionando, y en 1766 hizo una entrada Segismundo Güell, justo antes de la expulsión.
Hubo algunas expediciones por tierra desde el río de la Plata, como la de Hernandarias, que cruzó la pampa bonaerense y pudo explorar dos ríos a los que llamó Turbio y Claro, que se cree que pudieron ser el río Colorado y el Río Negro. En 1621, Jerónimo Luis de Cabrera (nieto) hizo una expedición similar desde Córdoba con grandes carruajes, que alcanzaron un gran río pero fueron obligados a regresar por la hostilidad indígena.
En plena efervecencia de la Ilustración, en tiempos del Rey Carlos III, se ordenó una serie de exploraciones de las costas y ríos de las posesiones españolas en América. Le tocó al piloto Basilio Villarino dirigir una expedición a la costa atlántica patagónica, y hacer la primera exploración del río Negro, en 1773. Sobre esa base tendrían lugar las exploraciones de los primeros años del Virreinato del Río de la Plata, con sus generosos resultados en conocimientos geográficos, y con la fundación del fuerte de San Carlos en la Península Valdés y de Carmen de Patagones en la boca del río Negro.
En todo caso, hasta la época de la Independencia y mucho más tarde, la Patagonia y la mayor parte de la región pampeana permanecieron lejos de la influencia y del dominio español.
Desde principios del siglo XVIII como mínimo, la superioridad numérica y técnica de los mapuches de Chile les permitió ir dominando la mayor parte del Comahue, el norte de la Patagonia y la región pampeana. Eran hábiles jinetes, expertos en forjar alianzas militares, e intensamente vinculados a los mapuches del lado occidental de los Andes; esto último les permitía forjar alianzas muy numerosas y les daban un mercado para sus saqueos en regiones dominadas por los blancos. Durante los malones, se dedicaban a llevarse efectos personales, mujeres, caballos, vacas y ovejas. Los caballos eran para uso personal, las ovejas eran consumidas durante la expedición, pero las vacas eran trasladadas a campos con buenos pastos; desde allí salían más tarde en un largo camino –la rastrillada– que terminaba en los pasos cordilleranos, desde donde los indígenas locales los trasladaban al otro lado de la Cordillera. No eran pocas las veces que las vacas terminaban en manos de hacendados chilenos blancos.
Este sistema militar-comercial les daba una superioridad que llevó a la araucanización de la pampa y el norte patagónico: por invasión, por influencia o por aculturación, la gran mayoría de los indígenas quedó bajo el dominio de caciques araucanos –es decir, mapuches llegados desde Chile, sus descendientes o los indígenas tehuelches y puelches aculturados e incorporados al complejo araucano, y adoptaron el idioma mapuche.

## La Iglesia en elsigloXVII
La Iglesia católica era la religión de Estado, y estaba íntimamente asociada al mismo: por el Patronato Regio, la Corona tenía el privilegio de nombrar a los obispos y los jefes locales de las órdenes religiosas, de erigir y modificar diócesis y parroquias, y de construir los lugares de culto. Los párrocos y obispos eran funcionarios de la Corona, y las autoridades civiles eran responsables por la acción local de la Iglesia. Esa interacción mutua llevaba a veces a choques entre autoridades civiles y eclesiásticas, pero en general se mantuvo una buena convivencia para su mutuo beneficio.
Había una diócesis para cada provincia: existían las diócesis del Tucumán, con sede en Santiago del Estero hasta el año 1700 y luego en Córdoba, y de Buenos Aires, ambas dependientes de la Arquidiócesis de Charcas, mientras que Cuyo dependía de la diócesis de Santiago de Chile. Un sistema económico fluido, basado en el diezmo y otros ingresos regulares, sostenía el funcionamiento de la Iglesia, mientras que su patrimonio crecía, basado tanto en el apoyo de la Corona como en las abundantes donaciones, especialmente las testamentarias. Con base en esas donaciones se pudieron erigir los grandes templos, conventos y catedrales católicas que dominaban el paisaje de las ciudades y pueblos de la actual Argentina, algunos de los cuales han sobrevivido hasta hoy.

### Evangelización y educación
Teóricamente, la conquista y el sometimiento de los indígenas a los españoles fueron para difundir la religión católica entre los nativos. Varios autores e historiadores han argumentado que eso era una excusa, y que el único impulso para la conquista era la búsqueda de riquezas, el ascenso social y la evasión del trabajo manual, considerado indigno, por parte de los conquistadores. En cualquier caso, la conversión de los indígenas al catolicismo era muy útil para darle estabilidad a la conquista, de modo que se hizo un gran esfuerzo por promoverla. Desde el principio fueron las órdenes religiosas quienes proveyeron los misioneros entre los indígenas, mientras que el clero secular prefería servir las parroquias de las ciudades. Inicialmente, las misiones fueron dirigidas por los mercedarios y los franciscanos; impulsados por una fuerte vocación y sacrificio, hicieron enormes avances en la evangelización de los nativos y en su educación.
La evangelización se hacía en idiomas indígenas, pero la gran cantidad de idiomas que se hablaba en el Tucumán llevó a los misioneros a promover la enseñanza de una lengua franca, que garantizara la continuidad de la predicación más allá de los primeros contactos. Para ello, tanto los franciscanos como posteriormente los jesuitas generalizaron el uso del quechua en toda la provincia del Tucumán. Esto les facilitó la tarea de evangelización pero llevó a la extinción en poco más de un siglo de las lenguas locales –incluso de algunas muy extendidas, como el cacán, y el tonocoté– reemplazadas por el actual quichua santiagueño y el castellano.
Mercedarios y franciscanos fueron muy exitosos en la educación primaria y la catequesis de los niños criollos, aunque no lograron establecer escuelas secundarias ni universidades. En 1565 se había creado la primera escuela en un convento de San Miguel de Tucumán, y ocho años más tarde una escuela pública en Santa Fe. Los jesuitas fundaron la primera escuela de Santiago del Estero en 1586 y el colegio jesuítico de Asunción en 1609. En 1612 comenzó la educación de niñas en el convento de las monjas catalinas en Córdoba.
En cada ciudad, el cabildo se esforzaba por impartir la educación y fundaba escuelas de primeras letras. Pero para las clases más altas, eran los conventos los encargados de impartir la educación básica, que en general era compartida con los novicios de cada orden. Tanto los jesuitas como los dominicos consideraron que su principal tarea era educar a los niños y adolescentes blancos, mientras que los indígenas, los esclavos, la gran mayoría de las mujeres y una proporción importante de los criollos o blancos tampoco lograron aprender siquiera a leer y escribir.
Las misiones de mercedarios y franciscanos bautizaron indígenas de a cientos o miles por semana, empujados por una visión milenarista que veía muy próximo el fin del mundo y, por consiguiente, pretendían llevar la salvación rápidamente a la mayor cantidad de paganos posible. Pero la conversión de éstos al cristianismo se reveló superficial y pasajera, de modo que los obispos buscaron incorporar un movimiento evangelizador más organizado. El primer obispo del Tucumán, Francisco de Victoria –que se había destacado como comerciante y contrabandista– llamó a la provincia del Tucumán a los jesuitas, quienes llegaron en 1585 desde el Perú a Santiago del Estero, y dos años más tarde a Córdoba.

### Los jesuitas
Desde su llegada, la Compañía de Jesús –los jesuitas– erigió a Córdoba como el centro de la Provincia Jesuítica del Paraguay. Para ello necesitaba un lugar donde asentarse e iniciar la enseñanza superior, que consiguió en el año 1599, cuando le fue asignada una manzana cerca de la plaza principal de Córdoba, conocida actualmente como la Manzana Jesuítica. En ese lugar, a iniciativa del obispo Hernando de Trejo y Sanabria, los jesuitas fundaron el Colegio Máximo de Córdoba en 1613; inicialmente era un seminario en el que también se admitían estudiantes laicos, pero desde 1621 obtuvo autorización para emitir títulos universitarios, lo que dio lugar a su transformación en la Universidad de Córdoba, la más antigua del país y una de las primeras de América. Ese año también se creó la Librería Grande –hoy Biblioteca Mayor– que llegaría a contar con más de cinco mil volúmenes.
La Universidad de Córdoba solamente expediría, hasta la segunda mitad del siglo XVIII, títulos doctorales en teología, filosofía y derecho canónico; había sido creada principalmente para formar el clero de la región, aunque también preparó funcionarios públicos. Los estudiantes que desearan estudiar derecho debían hacerlo en la Universidad de Chuquisaca, fundada –también por los jesuitas– en 1624.
En 1687 se le sumó a la Universidad el "Real Colegio Convictorio de Nuestra Señora de Monserrat", que pasó a ser la primera escuela secundaria de toda la región. Es el actual Colegio Nacional de Monserrat.
El monopolio de la educación secundaria y universitaria dio un enorme poder a los jesuitas, que se enriquecieron enormemente. Como complemento a sus actividades educativas, crearon una serie de establecimientos rurales en la zona de Córdoba, estancias que terminaron siendo en muchos casos el origen de actuales ciudades de esa provincia, como las de Alta Gracia y Jesús María. Allí, una gran cantidad de esclavos producían vino, mulas y cereales, con el producto de cuyas ventas sostenían el Colegio y la Universidad.
Durante el gobierno de Hernandarias, en 1608, los primeros jesuitas llegaron a Buenos Aires, donde fundaron un primer Colegio de San Ignacio, de efímera duración. En 1654 el cabildo de Buenos Aires encomendó a los jesuitas atender la educación juvenil, de modo que se establecieron en la después llamada Manzana de las Luces, donde en 1661 fundaron un nuevo Colegio San Ignacio, que hacia 1675 pasaría a llamarse Real Colegio de San Carlos.
Tras el primer período misional, los jesuitas ejercieron una enorme influencia cultural en casi toda América española, a través de la educación y la predicación. A lo largo del siglo XVII impusieron una visión barroca de la religión, con una fuerte presencia del sentimiento de culpa y sintiendo como una amenaza constante la presencia del diablo, lo que llevaba no pocas veces a concentrarse en el sufrimiento y a excesos en la mortificación corporal. Esta situación se vería aliviada desde el segundo cuarto del siglo XVIII, reemplazada por una religión centrada en sus formas externas.
Durante los últimos años de este período se construyeron la mayor parte de los templos de la época colonial que han llegado hasta el presente, de estilo barroco tardío, con ornamentos externos más bien sobrios y concentrados en la abundante decoración de los altares.

### Las misiones guaraníticas

Localización de las misiones jesuíticas guaraníes en los actuales territorios de Argentina, Paraguay y Brasil.

Algunos de los sacerdotes jesuitas afincados en Córdoba y otros provenientes del Brasil fueron enviados por sus superiores al Paraguay, donde en 1607 crearon la provincia jesuítica del Paraguay o «Paraquaria», con cabecera en Córdoba. Desde allí iniciaron su obra más perdurable: las misiones entre los guaraníes. Desde la fundación de la misión o reducción de San Ignacio Guazú en 1609, fundaron un gran número de misiones en un amplísimo territorio, ubicado al este y noreste del Paraguay, reuniendo varias decenas de miles de indígenas bajo su protección. Tras los ataques de los bandeirantes portugueses de San Pablo en la década de 1630, y una vez reorganizados en torno al curso medio de los ríos Paraná y Uruguay, las treinta misiones sobrevivientes resultaron un modelo de organización social comunitaria.
No fueron las únicas misiones jesuíticas: en el Tucumán. También fundaron las misiones de Santa María y San Carlos, que no lograron ni la pacificación permanente de los valles Calchaquíes ni el exterminio de sus habitantes. Y hubo también varios experimentos de misiones en otras regiones, incluida la misión del Nahuel Huapi durante el XVII y tres más en la pampa en el siglo siguiente, aunque ninguna de ellas se acercaría siquiera al éxito de las misiones guaraníes. A diferencia del éxito obtenido entre los guaraníes, a pesar de haber perdurado varias décadas, los intentos de fundar misiones en el Chaco no resultaron eficaces. Pese a sus esfuerzos, someter a indígenas dedicados a la caza y recolección, y que en parte vivían de los malones a tierras de españoles resultó imposible: los indígenas se marchaban ante la primera contrariedad, buscando volver a sus medios tradicionales de subsistencia. De las quince misiones fundadas en el siglo XVIII, a mediados de la década de 1760 subsistían menos de la mitad.
Las misiones eran pueblos con un aspecto general remotamente europeo, aunque su población era únicamente por indígenas; fueron diseñados en damero, como las ciudades españolas, pero con mucho más espacio libre y con las viviendas de los nativos, de ladrillo o piedra, adosadas en largas filas, a imitación de las casas tradicionales guaraníes, las malocas. El centro del pueblo era, como en cualquier pueblo español, la iglesia frente a la plaza. Cada pueblo era administrado por un corregidor y un cabildo, formado por los mismos guaraníes bajo el control paternalista de los misioneros. Se conservaba un tanto la estructura tribal, y los corregidores pertenecían a las familias de los antiguos caciques. En la práctica, la pareja de curas residentes en cada pueblo eran la única autoridad indiscutible. Si bien se mantenían conectados entre sí, los pueblos no tenían una organización central: cada uno dependía del provincial del padre provincial de la Provincia Jesuítica del Paraguay, y éste respondía al Prepósito o general de la Compañía, que residía en Roma, junto al Papa.
La tierra se dividía en dos: la tupá mbaé –propiedad de Dios– comunitaria y la avá mbaé –propiedad del hombre– para la explotación familiar. El excedente era comercializado por todas las colonias circundantes, dentro del Río de la Plata, el Tucumán, el Brasil y hasta el Alto Perú y España, y proporcionaba medios a los jesuitas para expandir las misiones y mantener sus colegios y universidades. Los principales productos comercializados por las misiones eran la yerba mate –por mucha diferencia, el que más beneficios les daba–, el tabaco, el cuero y las fibras textiles.

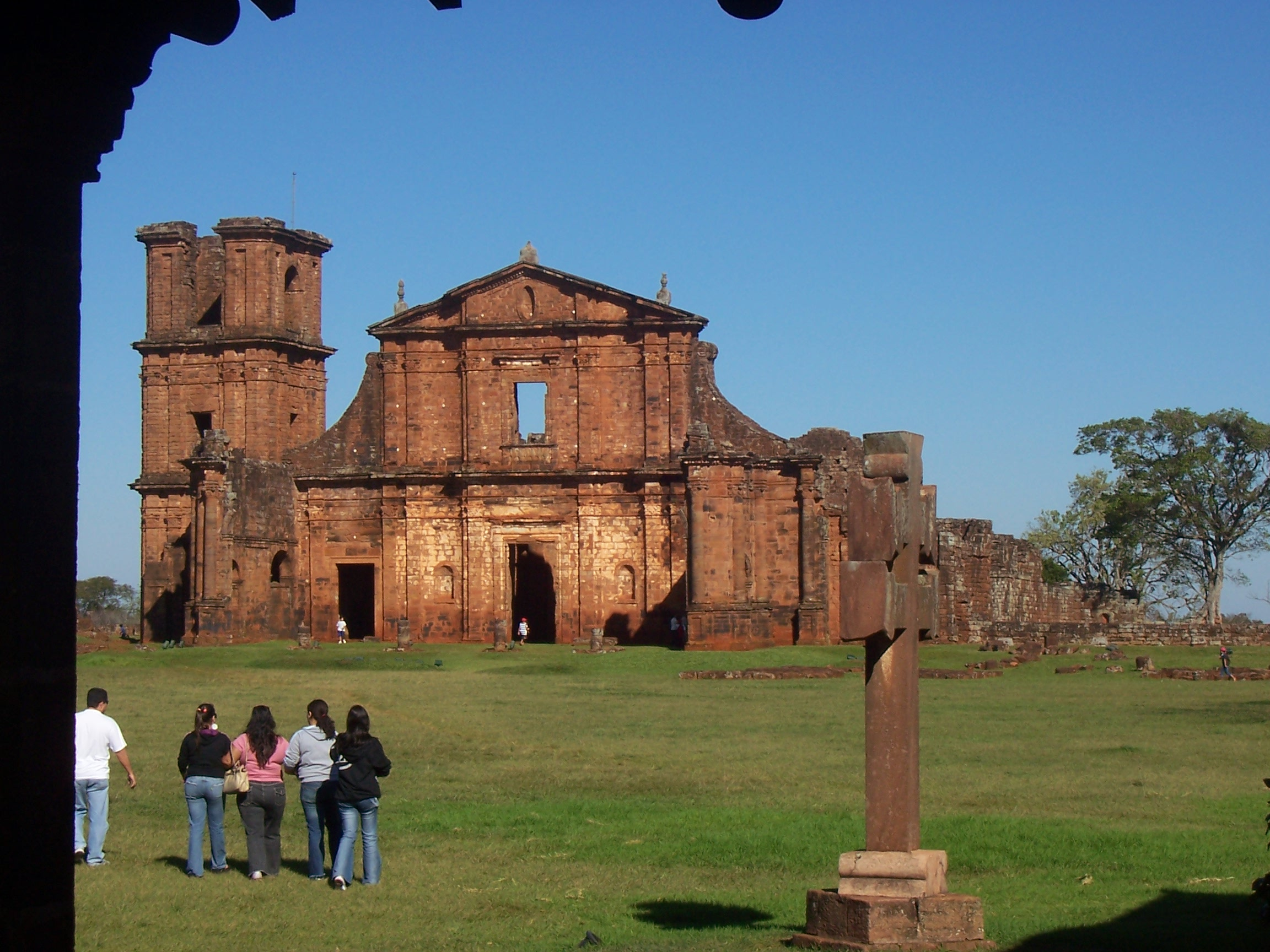
Aspecto actual de las ruinas de San Miguel Arcángel

Las misiones guaraníes formaban un complejo sistema social y económico, estabilizado y exitoso: en el siglo XVIII llegaron a ser un verdadero emporio comercial, un "estado dentro del estado" –como lo denominaban sus detractores– establecido como un sistema de organización económica y social distinto al de las colonias que las rodeaban. Su autonomía política y económica, más la adaptación de la organización social comunitaria de los guaraníes a un nuevo contexto permitieron que su sistema subsistiera y progresara.
Pasada la crisis de los bandeirantes, la población conjunta de los treinta pueblos ascendía a unos 30 000 habitantes en 1638, y mantuvieron un alto nivel de crecimiento demográfico hasta mediados de los años 1730: en 1734 ya habían aumentado hasta superar las 140 000 personas. Una serie de epidemias en esa década causaron la muerte de un número enorme de indígenas, y la población se redujo en casi la mitad hacia el año 1740, cuando llegó a poco más de 73 000 individuos. En 1755, cuando habían logrado recuperarse hasta superar los 100 000 habitantes, la noticia del Tratado de Permuta llevó a miles a huir de las reducciones a la selva. Al momento del final de la administración de los jesuitas, habitaban las treinta misiones algo menos de 90 000 personas.
Además de a trabajar, rezar y combatir, los jesuitas enseñaron a los guaraníes a leer y a escribir: todos los varones eran letrados, y a todos se les había enseñado rudimentos de matemática. Las niñas también aprendían a leer y escribir, además de a hilar, tejer y cocinar. Entre los niños se elegía a los más destacados en las actividades artísticas, a los que se les enseñaba música, escultura, orfebrería y otras artes, de las que aún se pueden admirar. En las ruinas de los pueblos se destacan las arquitecturas "barrocas" exornadas con relieves resaltados en las piedras sillares o tallados en los rojos ladrillos de tipo romano. Es por eso que, luego de la expulsión de los jesuitas, muchos guaraníes se trasladarían a las ciudades coloniales como Corrientes, Asunción o Buenos Aires, donde se destacaron como compositores y maestros de música, plateros y pintores.

### La cultura y la Iglesia
La identificación entre los términos "español" y "cristiano", y entre "pueblo" e "Iglesia" era absoluta, y en el Imperio Español la unidad social se concebía a través de la unidad de la fe de la Iglesia católica: todo súbdito de la Corona española era católico, se comportaba como católico, estaba sometido al control de sus actos privados y públicos por la Iglesia, y el poder político garantizaba el castigo a cualquier violación a las normas morales y canónicas. Como consecuencia, todo lo relacionado con la cultura estaba también influido por la religión y la Iglesia.
La arquitectura que sobrevive de la época colonial es, aún más que en el resto de Latinoamérica, poco más que un conjunto de iglesias, monasterios, conventos y colegios regidos por las órdenes religiosas. Aún la arquitectura civil de uso público, como los cabildos, seguía un estilo enteramente influido por el arte religioso. Y, para casi todo el período, el estilo dominante fue el barroco, en particular una especie de «barroco provincial», ya que los recursos no permitían llegar al barroco pleno. A diferencia del barroco europeo, que no dejaba espacio en blanco sin cubrir, en las Indias los edificios son anchos y bajos, de paredes gruesas, mayormente desnudas y pintadas generalmente de blanco, con franjas y esquinas atiborradas con una decoración abigarrada de imágenes de santos, ángeles, flores y hojas. Cuanto más humilde fuera la iglesia, menor era la proporción de superficie decorada.
Todas las piezas musicales que han sobrevivido fueron obras de inspiración religiosa, así como gran parte de la literatura. Tras el paso de varios músicos extranjeros como Pedro Comentale o Enrique Sepp por las misiones jesuíticas, donde educaron a cientos de músicos indígenas, el punto más alto de la música colonial fue alcanzado por un músico profesional italiano, Domingo Zipoli, que se instaló en Córdoba para ser ordenado sacerdote, aunque nunca llegó a recibir la ordenación. Resulta difícil establecer cuáles de sus obras, de entre las alrededor de veinte que han sobrevivido, fueron compuestas en América, pero su influencia es innegable; como era de esperar, fue profusamente interpretado en las misiones guaraníticas.
De la música profana del siglo XVII, en cambio, no ha quedado ninguna muestra. Sí consta, por documentos judiciales, que se utilizaba la guitarra para acompañar el canto, que las composiciones e improvisaciones giraban en torno a temas de amor y que solía utilizarse como herramienta de seducción, lo que llevaba a pleitos y duelos.
Tras el período de la conquista, en que las obras más relevantes habían sido crónicas épicas acerca de exploraciones y conquistas, llenas de observaciones sobre las maravillas del Nuevo Mundo, la literatura se encerró en temas religiosos, tendiendo hacia el intimismo, la piedad personal y un sentimiento generalizado de culpa por los pecados, usualmente relatados en tiempo pasado. El primer exponente de literatura local fue Luis José de Tejeda, un militar que cambió su vida para hacerse fraile dominico, y que dejó media docena de escritos, casi exclusivamente de inspiración religiosa o mística. También el teatro parece haber girado en torno a obras de inspiración religiosa. De todos modos, si existieron obras escritas, estas se han perdido en su mayor parte, porque fueron solamente manuscritas –la primera imprenta llegó de la mano de los jesuitas solamente en 1765– o bien fueron impresas en España, de modo que sólo un número ínfimo llegó de regreso al sur de los dominios españoles.

### El Santo Oficio de la Inquisición
En el año 1618 se presentó un inquisidor en la colonia portuguesa de Bahía, anunciando que venía a castigar a los judaizantes, es decir a los descendientes de judíos que pasaban por cristianos pero en realidad seguían siendo ocultamente judíos. Una cantidad importante de descendientes de conversos huyó a Buenos Aires, burlando la vigilancia porteña e incorporándose rápidamente al grupo contrabandista local, mientras que otro número, algo menor, se distribuyó por el interior de las dos gobernaciones del sur. En Buenos Aires se había intentado ya sin éxito instalar un tribunal del Santo Oficio, y desde entonces la ciudad había alojado a un representante del tribunal de Lima. Pese a sucesivos intentos, nunca se logró instalar un tribunal de la Inquisición en Buenos Aires.
Los criminales y delincuentes comunes solían ser castigados con prisión y torturas, mientras que quienes habían incurrido en herejía u otra falta de orden religioso caían en manos de los representantes de la Inquisición Buenos Aires, que enviaron al tribunal de Lima a varias docenas de prisioneros acusados de judaizantes o herejes, entre los varones, y de brujería en las mujeres.
Paradójicamente, los más desprotegidos muchas veces se salvaban, porque el viaje debía ser pagado por los acusados, a quienes previamente se les había incautado todos sus bienes; como resultado, los más adinerados pagaban el viaje con el dinero de sus parientes, mientras que los más pobres no podían pagarlo y quedaban en la ciudad de origen, donde era mucho menos probable que fueran ejecutados.
El tribunal de la Inquisición en Córdoba fue particularmente activo, al menos mucho más que el de Buenos Aires: llevó a cabo procesos por solicitación, proposiciones heréticas, censura, bigamia y hechicería. Los solicitantes y los herejes eran, casi sin excepción, pertenecientes a las clases altas, mientras que la hechicería era adjudicada en su inmensa mayoría a mujeres de las clases más bajas, con especial participación de las esclavas; usualmente, éstas eran mujeres solteras, viudas o abandonadas, que practicaban la prostitución y que eran denunciadas por sus propios clientes y sus esposas. No obstante el enorme aparato de poder desplegado por el Santo Oficio en Córdoba, el número de condenados fue mínimo –aunque no hay forma de saberlo con exactitud: el tribunal de Lima condenó a lo largo de su existencia a 1700 personas, de las cuales sólo 30 fueron ejecutados; de esas cantidades, un porcentaje muy bajo venía de Córdoba. Es que la Inquisición supo infundir en la población un gran temor a actuar o hablar en contra de la autoridad eclesiástica, pese a quela represión realmente ejercida sobre la población fue poco significativa, y se aplicó especialmente sobre la población indígena y esclava.

## Gobierno e instituciones
Tras la noticia del descubrimiento de América, la Corona de Castilla dispuso que los nuevos territorios estuviesen bajo la autoridad civil y militar de un virrey –con el título de «adelantado», que se abandonaría a fines de ese siglo– y las ciudades bajo el mando de un cuerpo municipal nombrado por el mismo adelantado, con acuerdo del Rey. En la práctica, ese sistema no tuvo oportunidad de funcionar, tanto por la lejanía de la metrópoli como por la visión que tenían los conquistadores de sus derechos: ellos habían llevado adelante la conquista, por consiguiente eran ellos y sus descendientes quienes debían gobernar sus propias ciudades.
Para principios del siglo XVIII, en efecto, ya existía un entramado de cabildos formados por autoridades elegidas por los vecinos. En un principio, el término se refería a los conquistadores y sus descendientes, a los que más tarde se incorporaron forasteros propietarios a quienes se les reconocía el privilegio, o que lo compraban. Los regidores salientes elegían anualmente a sus sucesores entre el conjunto de los «vecinos», y éstos elegían a los demás cargos.

### El Cabildo

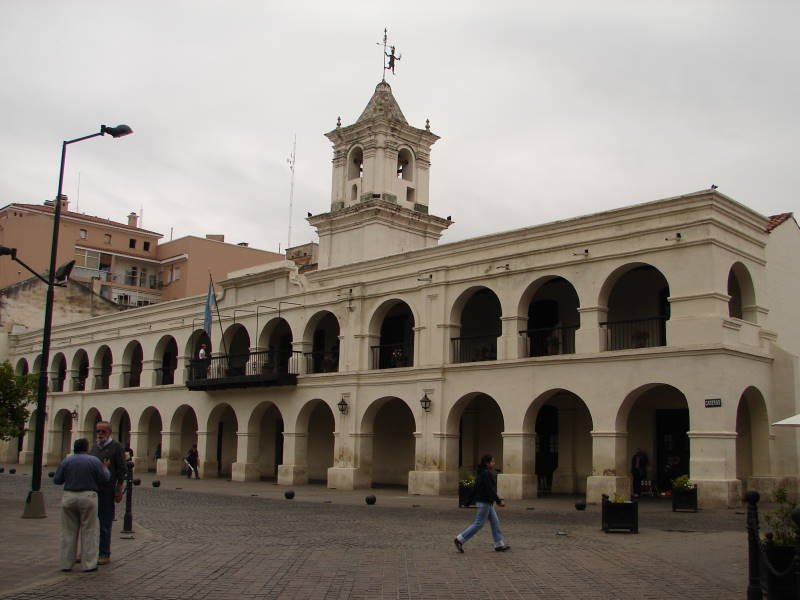
El cabildo de la ciudad de Salta.

El núcleo del cabildo eran los regidores; el número de regidores de cada cabildo variaba entre los seis y los doce, en función del tamaño e importancia de la ciudad. Cada año, usualmente el día primero de enero, los regidores del cabildo se reunían y elegían cada uno a su sucesor por voto público. A su vez, los nuevos regidores elegían a los alcaldes de primer y segundo voto, se repartían los cargos del cabildo –alférez, defensor de menores, defensores de pobres y ausentes, fiel ejecutor– y nombraban o confirmaban al síndico procurador y un escribano. En su origen, las sesiones del cabildo debían estar presididas por la máxima autoridad de la ciudad –el virrey, gobernador o teniente de gobernador– pero para principios del siglo XVII ya no se les permitía estar presentes.
Los regidores administraban la ciudad y su jurisdicción, es decir que cobraban impuestos, decidían y mandaban a ejecutar los gastos, y sostenían la milicia urbana y la rural. Por lo demás, los regidores eran también responsables por la seguridad ciudadana, de armar tropas para la guerra, de mantener y mejorar los edificios públicos, de sostener la salud y la educación, etc. Cuando se producía una vacante de gobernador o de teniente de gobernador, el cabildo asumía el mando político, como «Cabildo Gobernador».
Los alcaldes administraban justicia, sin distinción entre la civil, penal o comercial; cuando la ciudad podía sostener los gastos que ocasionaban, también había un fiscal. Con el paso del tiempo, los alcaldes presidieron y ocuparon los primeros puestos en cualquier sesión del cabildo. Había otros oficios concejiles, como el Juez Ejecutor de la Renta, es decir el recaudador de impuestos, el Mayordomo del Hospital, los Alguaciles Menores, que vigilaban la ciudad, y algunos otros, de acuerdo al tamaño de la población. En teoría, la justicia de los alcaldes era apelable a la Real Audiencia, pero en la práctica se necesitaba mucho dinero para acceder a la misma, de modo que, para la mayoría de la población, las sentencias de la justicia local eran inapelables.
El cabildo siempre ocupaba un edificio propio, que también servía de oficina de recaudación de impuestos y de cárcel. Allí los regidores administraban los propios, es decir el conjunto de los recursos financieros –derechos de pastoreo, de juntar leña, de uso del molino, de vaquería– y los arbitrios, que eran las contribuciones extraordinarias para gastos fuera de lo común, como la alcabala, que era un impuesto a las ventas, o las licencias a pulperías. Con el paso del tiempo, dado el déficit crónico tanto de la Corona como del mismo cabildo, ambos se convirtieron en permanentes.
A partir del siglo XVIII, también las villas, siempre de menor dimensión que las ciudades, tenían sus propios cabildos, con menor cantidad de funcionarios. Al finalizar el período, tenían la categoría de villa localidades como Luján, San Nicolás de los Arroyos, Rosario, Paraná o San José de Jáchal. El término «pueblo» se reservaba aún para los de indios, de modo que los fundados por blancos eran llamados «lugares» o, por su denominación eclesiástica, «curatos».
Permanentemente condenada al déficit, la Corona castellana recurrió a todo tipo de artilugios irregulares para aumentar sus ingresos. Uno de los más comunes era devaluar su propia moneda, haciendo que contuviese menor cantidad de plata; el ardid funcionaba por corto tiempo pero se pagaba caro más tarde, ya que pronto los precios aumentaban. Otro de esos «trucos» era la venta de cargos en los cabildos americanos y en los ayuntamientos peninsulares: no sólo se vendían los cargos, sino que el comprador los adquiría de por vida. Para la segunda mitad del siglo XVII, casi todos los cargos de los que se podía obtener algún ingreso o ventaja estaban ocupados por regidores perpetuos. Eso convertía a las ciudades en territorio personal, compartido entre unas cuantas familias, mientras que muchos de los vecinos pobladores quedaban perpetuamente alejados del cabildo.

### El gobernador
Los gobernadores eran los responsables de la administración y de la defensa de una provincia o gobernación, que usualmente incluía más de una ciudad. Eran nombrados por el rey, o bien por el Consejo de Indias a nombre del rey, excepto durante las vacantes, circunstancia en la que las audiencias definían los interinatos. Durante los siglos XVII y XVIII, los gobernadores duraban en sus cargos cinco años cuando estaban en Europa y debían cruzar el Atlántico, o tres años si ya estaban en América. Tenían el mando general de la administración pública, bastante exigua, y de los ejércitos y milicias. Estaban obligados a recorrer al menos una vez todas las ciudades y villas de su provincia, debían mantener la paz y el orden, organizaban las milicias, podían fundar ciudades, llevaban adelante obras públicas y controlaban el tráfico internacional, incluidos los puertos. Originalmente tenían muy amplias facultades para dictar ordenanzas, pero a lo largo de los dos siglos ésta atribución le fue siendo lentamente arrebatada por el cúmulo de normas dictadas por el Consejo de Indias. Durante largos períodos, el cargo de gobernador fue comprado por inversores, que una vez en el cargo abusaban de los vecinos y hasta los robaban, en su afán para recuperar el capital invertido.
Por debajo del nivel de provincia existían los cabildos, ubicados en ciudades o villas, y también el territorio podía estar organizado en Corregimientos, gobernados por un corregidor. La compra del cargo de corregidor era aún más frecuente y, como no tenían un límite temporal, podían abusar libremente de sus gobernados y esquilmarlos durante años; en muchos casos, forzaban a los indios de su corregimiento a comprar obligadamente la mercadería que el propietario tuviera para ofrecer –especialmente textiles– al precio que demandase.
En las ciudades subalternas no debería haber existido más autoridad que el cabildo, pero cuando existían fuerzas militares –es decir, a partir de comienzos del siglo XVII, casi siempre– los gobernadores nombraban tenientes de gobernadores, con rango militar de capitanes generales, a los que se agregaban funciones civiles generales y de justicia mayor. El equilibrio entre los gobernadores –y los tenientes de gobernadores– y los cabildos osciló a lo largo del tiempo en una u otra dirección, sin nunca decantarse por uno de ellos. Eso se debía al modelo español de control de los gobernantes, delegados de un rey demasiado lejano, que se pretendía lograr por medio de equilibrios y superposiciones, de modo que cada funcionario estaba siempre controlado por otros. Y, además, cada cierto tiempo se producían «visitas» de funcionarios de cualquier otro nivel de autoridad superior; éstos elaboraban informes para sus superiores, y podían impulsar la remoción y el castigo de cualquier funcionario, inclusive los de más alto rango.
Dadas las enormes distancias entre la metrópoli y las colonias, que impedía controlar adecuadamente a los funcionarios reales, se instituyó un juicio de residencia para cada gobernador en el momento en que bajase del poder: idealmente, el gobernador o virrey saliente permanecía no lejos de la capital durante algunos meses, mientras que cualquier agraviado durante su gobierno podía acusarlo de los excesos que hubiese cometido. La Audiencia luego juzgaba sumariamente los hechos e informaba a la Corona del resultado de la pesquisa. El gobernador –o inclusive el virrey, que también estaba sometido a juicio de residencia– podía terminar con un simple agradecimiento real, con una felicitación enérgica en los casos de buenos administradores, o con condenas de prisión los abusones, siempre y cuando la Audiencia pudiese demostrar las acusaciones.

### El virrey
No había un virrey en el actual territorio argentino: éste dependía del Virreinato del Perú y residía en Lima. El virrey era la máxima autoridad del  reino, también llamado virreinato, en nombre del Rey. Era el jefe militar de su virreinato, pero también dirigía el gobierno civil, la administración de justicia –era el presidente de la Audiencia de la capital del virreinato– y la administración del tesoro. Gozaba de la pretensión de una completa intangibilidad, ya que había sido elegido personalmente por el Rey. Dos diferencias notables con los gobernadores eran que los virreyes sí presidían las sesiones de la Real Audiencia de su ciudad de residencia, y que podían desplazar a cualquiera de un cargo concejil. Durante el período de los gobernadores, ni uno solo de los virreyes del Perú visitó el Tucumán ni el Río de la Plata. Análogamente, nunca un rey de España visitó ningún punto de la América española.
Aunque necesitaban la aprobación real, a diferencia de los gobernadores, sus ordenanzas entraban en vigencia en el momento en que eran promulgadas; dado que las comunicaciones con la Corona tardaban muchos meses en llegar de ida y vuelta, cuando se producía una emergencia podían actuar con mucha libertad. No obstante, su autoridad tenía algunas limitaciones: siguiendo el modelo clásico español de autoridades cruzadas, los gobernadores y los cabildos podían comunicarse con el Consejo de Indias o con el mismo Rey sin necesariamente pasar por el virrey. Pero además, a medida que pasó el tiempo, las abundantes leyes y reglamentos emitidos desde la Corona o el Consejo limitaron cada vez más su poder, que cada vez más quedó reducido al de una simple autoridad de aplicación de decisiones ajenas. No tenía autoridad para iniciar ningún proyecto de gran magnitud por su propia voluntad, y ni siquiera para modificar el presupuesto que le era asignado. A partir del siglo XVII, el virrey debía consultar todas sus decisiones con la Audiencia, que en general no se oponía a sus iniciativas, pero que las pocas veces que se manifestó hostil para con el virrey le complicó su accionar en gran medida.

### Las fuerzas militares
España comenzó la conquista de América en 1492, y hacia mediados del siglo XVIII dominaba varios millones de km² sin haber nunca formado un ejército profesional. La inercia generó que se siguiera durante tres siglos con el mismo modelo de la conquista, en que los propios conquistadores eran responsables de la defensa de su ciudad, y los habitantes de la campaña posteriormente fueron también responsables de las milicias rurales. Algunas fuerzas profesionales veteranas fueron enviadas en el siglo XVIII, por ejemplo con los dos viajes de Cevallos a Buenos Aires, pero tampoco quedaban usualmente en el destino, sino que apenas terminado el conflicto eran enviadas de regreso a España. La primera fuerza militar profesional en la América española se formó en una fecha tan tardía como el año 1762 en el Virreinato de Nueva España, y sólo se formarían en las provincias del sur después de la creación del Virreinato del Río de la Plata.
De modo que la defensa del imperio español dependía de milicias urbanas y milicias rurales –estas últimas llamadas inicialmente Santa Hermandad– todas ellas armadas, comandadas y pagadas por los cabildos. Los vecinos tenían obligación de formar parte de estas milicias, y ya para mediados del siglo XVII esta obligación recayó también en todos los hombres capaces de cargar un arma. Ni siquiera el virrey tenía una guardia profesional subvencionada por la Corona. Estas fuerzas eran movilizadas a petición de los gobernadores, y en general no ponían reparos al traslado a cierta distancia de su ciudad de origen, como ocurrió cuando las Guerras Calchaquíes, aunque hubo excepciones, como en el caso de La Rioja, cuyo cabildo y milicianos se negaron a movilizarse hacia los Valles del norte en la época del alzamiento de Bohórquez.
El armamento era básicamente de armas blancas, en particular alabardas, lanzas y espadas de distintos modelos. La provisión de armamento en manos de los cabildos era mínima –San Miguel de Tucumán contaba solamente con nueve fusiles útiles más tres que requerían reparación– y en su mayoría era privado, propiedad de los propios milicianos. Las armas de fuego, es decir pequeños cañones móviles y arcabuces, eran muy poco numerosos y menos precisos aún. No hubiesen tenido utilidad combatiendo contra invasores europeos; pero en los combates con los indígenas su ruido los asustaba y confundía. Los cañones también se utilizaban en los fortines para avisar a las tropas dispersas o al fortín más cercano cuando eran atacados.
En las décadas finales de la época de las gobernaciones, las tropas de las ciudades estaban divididas entre veteranos y milicianos. Al parecer, los veteranos no serían lo que hoy conocemos como militares de carrera, sino más bien milicianos que a lo largo de los años prefirieron dedicar la mayor parte de su vida y recibir la mayor parte de sus ingresos de la milicia.

### La Real Audiencia  y la administración de justicia
A diferencia de las audiencias españolas, que eran simples cortes judiciales, las Reales Audiencias americanas cumplían también las funciones de órgano consultivo para los virreyes o gobernadores, y la provisión de reemplazos cuando uno de éstos dejaba vacante su gobierno, usualmente por fallecimiento.
Las gobernaciones del Río de la Plata y del Tucumán estuvieron durante casi toda su existencia bajo la autoridad de la Real Audiencia de Charcas, situada fuera de su territorio. La breve excepción fue la efímera creación de la Real Audiencia de Buenos Aires, que funcionó brevemente como audiencia pretorial entre 1663 y 1672 con un distrito que comprendía, dentro del virreinato del Perú, las gobernaciones del Río de la Plata, Paraguay y Tucumán erigidas en capitanía general. Su presidente era el gobernador del Río de la Plata, José Martínez de Salazar.
La función judicial de la Audiencia era decidir en los casos de apelación de cualquiera de los tribunales inferiores, fueran los cabildos, corregidores o gobernadores, y también de otros cuerpos colegiados que actuaran como tribunales de algún tipo, como la Casa de Moneda, el Consulado de Comercio, la Aduana o el Tribunal de Cuentas. Sus decisiones en los juicios civiles eran sólo apelables al Rey, pero en los juicios criminales no había apelación: usualmente, la pena de muerte se aplicaba pocas horas después de la lectura de la sentencia.
En los únicos casos en que la Audiencia era la primera instancia judicial eran los juicios por herejía presentados ante la Inquisición y aprobados por ésta. Las brujas y judaizantes, cuando no eran considerados herejes y por consiguiente no eran asunto de la Inquisición, aún eran castigados con torturas, humillaciones y muerte. Aunque es posible que la muerte para estos delitos –habitualmente se utilizaba la hoguera– sólo fuese aplicada a las clases inferiores y los esclavos, parece haber sido relativamente habitual: primero se paseaba al reo en la situación más humillante imaginable para escarmiento del resto de la población, y luego se lo quemaba vivo. De hecho, también había muchos otros delitos que se castigaban con la muerte: no sólo los homicidios, sino cualquier falta que pudiese ser identificada como lesa majestad también se pagaba con la vida, incluyendo rebeliones, insultos a las autoridades, o ciertos tipos de robos. Y, por supuesto, los homicidios también se castigaban, casi sin excepción, con la muerte.
Cuando un condenado tenía la suerte de evadir la pena capital, usualmente su condena era de destierro permanente o temporal; por debajo de éstas quedaban los azotes en la plaza pública y otras infamantes, que marcaban de por vida al reo. Las cárceles eran tan inseguras –usualmente ocupaban habitaciones del cabildo, con paredes de barro– que sólo se utilizaban durante los juicios, y no como forma de condena.

## El Tucumán, antes y después de las guerras
La provincia o gobernación del Tucumán fue oficialmente creada en 1549, y su conquista comenzó al año siguiente. Pero debió atravesar conflictos de todo tipo para establecerse: si bien contaba a su favor con una muy numerosa población indígena sedentaria y agricultora, no toda ella estaba dispuesta a ser reducida la encomienda, y sucesivos alzamientos pusieron seriamente en peligro su continuidad. Sin embargo recibió suficientes refuerzos desde las ciudades de Charcas y Lima como para sobreponerse, y a fines del siglo XVI ya contaba con siete ciudades, todas ellas provistas de las encomiendas necesarias para subsistir. Esta región mantuvo su preeminencia poblacional, económica y política sobre el resto del Cono Sur hasta mediados del siglo XVIII.

### Santiago del Estero, madre de ciudades
Santiago del Estero no solamente fue la primera ciudad del Tucumán, sino la capital de la gobernación, la sede episcopal desde 1570, y de donde habían partido la casi totalidad de las expediciones fundacionales, lo que le valió el mote actual de madre de ciudades. No obstante, su ubicación excesivamente expuesta a los ataques de los indígenas vilelas y otros de los montes chaqueños, y la excesiva cercanía al río Dulce, que –como los demás de la llanura chaqueña– tienden a cambiar su curso, obstaculizó su crecimiento poblacional y económico. Ciudades políticamente sometidas a ella, como Salta o Córdoba crecían y mejoraban su situación edilicia mientras Santiago seguía siendo un gran rancherío con una casa de gobierno y una catedral con paredes de adobe y techos de paja. En 1615, la nueva y exquisita catedral, próxima a terminarse, fue arrasada por un incendio; aunque reconstruida, una década más tarde fue destruida por las inundaciones. La ciudad siguió siendo la capital de la provincia: aunque los gobernadores no solían residir permanentemente en ella, aún debían formalmente tomar el mando en Santiago. Nuevas inundaciones obligaron a trasladar el centro a varias cuadras de distancia en 1677.
Su decadencia relativa, sin embargo, se terminó de consumar en el año 1700, cuando el obispo Manuel Mercadillo trasladó la sede episcopal a la ciudad de Córdoba, y simultáneamente, el gobernador Juan de Zamudio trasladó la capital de la provincia del Tucumán de Santiago a Salta, donde permanecería hasta el final del período –aunque los gobernadores también solían residir largos períodos en la ciudad de Córdoba, la única que tenía más población que Salta. Desde entonces Santiago volvió lentamente a crecer, pero ya sería solamente una ciudad más de las del interior de la provincia. Durante el siglo XVIII, su economía giraba en torno al cultivo del algodón y su tejido: los tejidos santiagueños, aunque carentes de todo refinamiento, serían durante más de un siglo famosos por su resistencia y durabilidad. También tenían una importante industria de carretas y otros artículos de madera.
Para mediados del siglo XVIII, Santiago era una pequeña ciudad de 2000 habitantes, rodeada de pueblos rurales que sumaban 14 habitantes, la mitad de los cuales eran todavía considerados indígenas, sometidos a repartimiento, y donde bastante más de la mitad de la población era bilingüe: hablaban castellano y quichua. Además seguiría creciendo aceleradamente durante el resto del siglo, llegando a ser en las primeras décadas del siglo siguiente una de las provincias más pobladas de la Argentina.

### Londres, la ciudad móvil, y fundación de Catamarca
Las ciudades eran instituciones políticas, por encima de su carácter geográfico: no estaban definidas por un espacio, sino formadas por sus vecinos y por la jurisdicción que gobernaban. Es por eso que podían cambiar de ubicación, y de hecho muchas de ellas fueron trasladadas de su ubicación original: sin llegar al extremo de El Barco, que tuvo tres ubicaciones distintas en tres años, a cientos de kilómetros de distancia una de otra, también cambiaron de ubicación a corta distancia Santiago del Estero, San Juan, San Luis y Córdoba, todas ellas porque su ubicación original quedaba demasiado expuesta a las inundaciones de los ríos.
Caso distinto fue el de Tucumán, que había sido fundada en un paraje cerradamente selvático y rodeada de altas montañas que limitaban su crecimiento, por lo que fue trasladada en el año 1685 a su actual ubicación. También Santa Fe debió abandonar su ubicación inicial en la actual Cayastá para buscar un lugar mejor conectado con el río Paraná, con un buen cruce a Entre Ríos y más fácil de proteger de los ataques de los indígenas abipones del Chaco y los charrúas de Entre Ríos. La nueva ciudad se instaló en un rincón entre los ríos Salado y Colastiné, que es su ubicación actual.
Otro caso de ciudad móvil fue Londres, que ocupó sucesivamente cinco distintos lugares, la mayor parte de ellos a ambos lados del Bolsón de Pipanaco, una amplia llanura rodeada de valles fértiles que domina el oeste de la actual provincia de Catamarca. Tras la última de la Guerras Calchaquíes ocupaba el pequeño valle de Pomán, al oeste de la sierra de Ambato; su jurisdicción abarcaba el oeste catamarqueño y riojano, mientras que los Llanos y el este riojano, más el valle de Catamarca eran jurisdicción de la ciudad de La Rioja. El gobernador tucumano Fernando de Mendoza Mate de Luna, observando la despoblación que la guerra había causado en el área correspondiente a Londres, decidió hacer un canje: la jurisdicción de La Rioja ganaba los valles de Famatina y Vinchina, y a cambio cedía a Londres el valle de Catamarca. Londres también incorporaba una franja al este de la sierra de Ancasti, abierta a la llanura santiagueña.
Junto con ello, en 1683 se decidió trasladar una vez más la ciudad de Londres, esta vez al valle de Catamarca; el lugar elegido era junto al río del Valle, frente a un pueblo que se había formado espontáneamente en el lugar, que llevó desde entonces el nombre de pueblo viejo, y actualmente el de San Isidro. Los vecinos ocuparon, como de costumbre, los lugares que le correspondían en el reparto de solares, pero esta vez la ciudad cambió de nombre: fue rebautizada como San Fernando del Valle de Catamarca.
Ya sin la amenaza de alzamientos de indios, y ubicada en un valle de clima menos severo, Catamarca creció rápidamente, impulsada por el cultivo del algodón, mientras que las encomiendas y haciendas del oeste se especializaban en la vitivinicultura.

### San Miguel de Tucumán
San Miguel de Tucumán, a diferencia de Londres, nunca debió ser abandonada. Pero había sido fundada en Ibatín, un paraje cerradamente selvático y rodeada de altas montañas que limitaban su crecimiento y también limitaba el curso de agua del río de la Quebrada, que se salía de curso con cada lluvia fuerte y arrasaba con todas las construcciones. Por ello se ordenó su traslado al noreste, en una zona con una amplia llanura, a la que se llamaba La Toma.
No obstante, el cabildo y muchos de los vecinos se opusieron: conocían la zona, tenían sus cosechas allí, y edificar casas, un cabildo y una iglesia en otro lado sería muy costoso. Durante el retraso causado por las quejas y negativas, el gobernador Fernando de Mendoza Mate de Luna consiguió hacer el traslado de Londres, fundando exitosamente San Fernando del Valle de Catamarca. Sólo cuando pudieron constatar que el traslado se había hecho cuidadosamente y sin perjudicar a nadie, los vecinos de San Miguel accedieron al traslado. En el año 1685 se instalaba la ciudad en su actual ubicación.
Como en todos los casos de mudanzas de ciudades, la nueva fue espejo de la vieja: los vecinos principales de la ciudad ocuparon exactamente el mismo lugar en el nuevo plano, aunque se repartieron unos cuanto solares adicionales, y se pasó de una cuadrícula de siete por siete cuadras a una de nueve por nueve.
Algunos de los habitantes de la vieja San Miguel se negaron a trasladarse y se retiraron al monte durante el traslado para no verse forzados. Años más tarde, los tucumanos encontraron que junto a la ciudad abandonada se había formado un pueblo, al que se llamó Monteros. Si bien una versión tradicional afirma que el nombre hace referencia a que los remisos habían escapado al monte, es probable que se deba a un vecino de apellido Montero. Este pueblo, y luego villa, fue por mucho tiempo la segunda localidad de la jurisdicción de San Miguel de Tucumán.
Por lo demás, la vida de esta tranquila ciudad provinciana no era muy diferente a las demás y, dado que no era capital, participó en los conflictos comunes –por ejemplo, en las guerras calchaquíes– pero no fue tocada directamente por éstos. Quienes sí atacaron la ciudad fueron los mocovíes, que amenazaron la ciudad durante toda la segunda mitad del siglo XVII y llegaron a entrar en ella. La guerra intermitente contra los mocovíes continuó hasta el año 1762, en que los sucesivos ataques a las tolderías finalmente cruzaron alguna clase de límite, y estos indígenas se movilizaron hacia el este, donde recrudecerían los ataques sobre Santa Fe pero dejando ya en paz a las jurisdicciones de San MIguel de Tucumán y Santiago del Estero. En San Miguel no volvieron a haber ataques de indígenas, pero en Santiago la situación no mejoró debido a la aparición en la frontera de los abipones, una tribu emparentada con aquéllos.
La jurisdicción de San Miguel del Tucumán, cuya economía dependía principalmente de una agricultura de subsistencia y de las industrias de la madera, contaba a mediados del siglo XVIII con unos 23 000 habitantes, de los cuales eran indígenas apenas una minoría muy reducida, mientras que los blancos y negros –esclavos y libres– se repartían el resto por partes aproximadamente iguales. Además era una provincia con un saldo migratorio positivo, característica que se mantendría hasta la segunda mitad del siglo XX.

### Esteco y sus mitos
La ciudad de Nuestra Señora de Talavera, fundada en 1567 sobre el antiguo cauce del río Salado, en plena llanura chaqueña, había sufrido toda clase de contratiempos, especialmente la imposibilidad de mantener la disciplina de los indígenas en esa zona, la hostilidad de los aborígenes salvajes y la dificultad de mantener el canal de alimentación de la ciudad y de sus cultivos; también debió soportar el cambio de cauce del río, pero al parecer éste fue posterior al primer traslado de la ciudad. En 1592, el gobernador Juan Ramírez de Velasco mudó la ciudad unos 80 kilómetros aguas arriba, entre dos cadenas montañosas, adonde se instaló la mayoría de los habitantes de Talavera, y le cambió el nombre: ahora se llamaría Madrid de las Juntas. Parte de la población se quedó en la antigua Talavera, que había sido renombrada Esteco por sus habitantes. La nueva ubicación tampoco resultó favorable, al parecer por excesivamente montañosa, por lo que en 1609 volvió a ser trasladada por el gobernador Alonso de Rivera, que la llamó Nuestra Señora de Talavera de Madrid de Esteco, ubicándola cerca de la actual localidad de El Galpón, a mitad de camino entre las dos ubicaciones anteriores. Rivera también obligó a los últimos pobladores de Esteco Vieja a instalarse en ella.
La nueva Esteco sobrevivió casi un siglo, creciendo en forma paralela a las demás ciudades del Tucumán, y llegó a ser notablemente próspera; tenía una muralla, una iglesia muy bien ornamentada y un colegio-seminario, mandado a construir por el obispo Trejo. No obstante, al haber desaparecido posteriormente, se tejieron toda clase de mitos acerca de la ciudad, con exageraciones acerca de supuestas fabulosas riquezas, de sus lujos y vicios, y de idolatrías y brujerías a las que se habrían entregado sus habitantes. El obispo Mercadillo difundió su opinión de que este lujo e inmoralidad habrían atraído el castigo divino sobre la ciudad, versión acerca del fin de Esteco que predominó durante siglos.
La realidad del supuesto castigo fue más mundana: hacia la segunda mitad del siglo XVII había quedado alejada del camino real entre Tucumán y Salta, que había sido movido más al oeste, y se habían cerrado definitivo de las comunicaciones con Asunción a través del Chaco. Aislada y empobrecida, la ciudad fue asaltada por 800 guerreros mocovíes, que la saquearon, destruyéndola en parte. Pero lo peor era su ubicación, en uno de los lugares con más riesgo sísmico de todo el Tucumán: en septiembre de 1692, un terremoto destruyó por completo la ciudad, que permaneció abandonada, y su ubicación desconocida hasta el siglo XXI.

### Córdoba, la mayor de las ciudades
Córdoba, fundada poco después del final del primer alzamiento calchaquí, progresó más rápidamente que las demás ciudades desde el principio. No merced a la población indígena sometida, que era más escasa –alrededor de 6000 indígenas en 1582– y de menor desarrollo cultural que los pueblos ubicados más al norte, sino a la actividad económica de sus propios habitantes españoles y criollos, que abandonaron algunos de los prejuicios contra el trabajo manual, y también, desde comienzos del siglo XVII, de sus esclavos. De hecho, los pequeños pueblos de indios se poblaron muy rápidamente de mestizos y de indígenas que pasaban por tales, y en la segunda mitad del siglo los comechingones, los sanavirones y los olongastas ya habían desaparecido como grupos étnicos.
La ciudad tenía, además, la ventaja de un clima más fresco que el resto de las de la gobernación, lo que facilitaba la producción de trigo y de frutales y hortalizas europeas; pese a que su producción no era particularmente alta, era mayor que la de las demás ciudades, y el carácter español de la producción agrícola llamaba positivamente la atención de los visitantes. También existía, gracias a sus artesanos y sus esclavos, una ingente producción industrial de textiles y de sombreros.
La ciudad creció rápidamente y a mediados del siglo XVII ya tenía una mayoría de edificaciones de ladrillo y techos de teja; lo mejor de la arquitectura era la religiosa, por cierto, casi la única que se podía dar el lujo de fundar sus edificios en piedra, y edificarlos con ese material hasta cierta altura, continuándose con adobe o ladrillo. El principal peligro no eran allí los que amenazaron a otras ciudades tucumanesas, como los terremotos ni los ataques de indios, que rara vez cruzaban en sus ataques desde el su el río Tercero, y que sólo una vez llegaron desde el Chaco hasta Caroya. La ciudad, en cambio, vivía amenazada por el río Suquía y la Cañada, mansas corrientes de agua que, cada cierto tiempo, invadían sorpresivamente la ciudad.
A lo largo de la segunda mitad del siglo XVII y de todo el siglo XVIII, la economía fue creciendo y diversificándose. Además aumentó la participación del comercio, que comunicaba el Río de la Plata con el resto del Tucumán y el Perú, y con Cuyo y Chile. La aduana seca representó un cierto freno al comercio, pero la gran extensión del territorio facilitó el comercio de contrabando, en el que las mercaderías no pasaban por la ciudad, pero sus actores vivían en ella. Cuando la aduana seca fue trasladada a Jujuy, en la última década del siglo XVII, el comercio volvió a crecer.
Con el siglo XVIII comenzó a desarrollarse el comercio hacia Cuyo, y aumentó el tráfico de mercaderías y de personas entre el litoral fluvial y el interior, lo que revalorizó las tierras del sur, en torno al río Tercero, donde se edificaron estancias ganaderas, y la ruta hacia Cuyo, dos procesos que llevaron a la construcción de fortines como el de La Carlota y los que guarnecían la futura ciudad de Río Cuarto. También se hicieron algunos esfuerzos para defenderse de los indígenas del Chaco, que en sus correrías arrasaron varias estancias del noreste, destacándose el fuerte de El Tío. Desde mediados del siglo XVIII, el interior de la provincia fue surcado por los caminos reales, que recorrían los correos y requerían postas, alrededor de las cuales se irían formando los pueblos. Fueron estos fortines y postas el origen de la población de la llanura pampeana cordobesa.
La producción agrícola y ganadera de Córdoba era la mayor de todo el Tucumán, estaba controlada por una clase dominante de origen mercantil, muy desarrollada y con vínculos en toda la futura Argentina, y era también la capital educativa de la región, con el colegio secundario más prestigioso y la única universidad. Córdoba tenía, a mediados del siglo XVIII, unos 11 000 habitantes en su ciudad y totalizaba 50 000 para toda su jurisdicción.
Por su importancia poblacional y comercial, y porque allí se hallaba la sede episcopal, sería Córdoba y no Salta la elegida para ser la capital de la Intendencia de Córdoba del Tucumán, subdivisión del Virreinato del Río de la Plata desde 1777. No obstante, una década más tarde se creó también la Intendencia de Salta del Tucumán.

### Salta, la segunda capital
Salta, fundada en 1582, corrió desde siempre con la ventaja de estar cubierta contra los ataques desde el Chaco y su valle habitado por la más pacífica de las parcialidades cacanas, los pulares. El valle de Lerma era, también, particularmente apropiado para los cultivos, incluyendo los granos, la alfalfa, el tabaco y frutales. Más al este, se asomaba a tierras selváticas donde se hicieron varios experimentos con caña de azúcar.
La gran desventaja de Salta era su riesgo sísmico: ya había sido casi completamente destruida en el año 1592, en un terremoto que inició la tradición del Señor y Virgen del Milagro, la celebración religiosa más popular de Salta. No fue el único: en 1692, el mismo terremoto que causó la despoblación de Esteco castigó también con dureza a la ciudad de Salta.
En la jurisdicción de Salta, las poblaciones de indígenas reducidos estaban concentradas en tres puntos: uno era Luracatao, en la actual ciudad de Perico, compartida con la ciudad de Jujuy; las otras dos, en el Valle de Lerma, eran Pulares, cerca de la actual Chicoana, y Guachipas. En cada uno de estos lugares había una agrupación de pueblos, más algunos "indios sueltos", traídos desde los Valles Calchaquíes durante las sublevaciones de la zona, cada uno de las cuales estaba asignado a un encomendero distinto. Además existían pueblos encomendados que sobrevivieron a las Guerras Calchaquíes en la parte norte de los valles de ese nombre, como Cachi y Payogasta, o incluso algo más al sur, como Cafayate y Animaná.
A diferencia de otras regiones, en la jurisdicción de Salta predominaron por mucho tiempo las haciendas que se transformaban gradualmente en pueblos: tales fueron los casos de Molinos (hacienda desde 1659), Cachi desde1673, San José de Metán, fortín desde 1686, Rosario de la Frontera, misión abandonada y comprada para hacienda en 1735, Cafayate alrededor de 1740, Camposanto desde 1760, más algunos de los pueblos del Valle de Lerma, como Cerrillos y Chicoana, cuya fecha de primera ocupación por habitantes criollos se desconoce.
A mediados del siglo XVIII, los Valles Calchaquíes recibieron una importante corriente inmigratoria desde el Perú y el Alto Perú: los inmigrantes ocuparon localidades nuevas, dejando los antiguos y pequeños pueblos prehispánicos a los muy escasos diaguitas sobrevivientes.
A partir de algún momento del siglo XVII, Salta se especializó en una actividad comercial particular: la invernada y el comercio de mulas. Las mulas, criadas sobre todo en Santa Fe y Entre Ríos, pero también en Catamarca y los Valles Calchaquíes en menor cantidad, eran enviadas al Valle de Lerma, jurisdicción de Salta, donde se detenían varias semanas a recuperarse alimentándose de alfalfas especialmente sembradas para ellas. Durante su estadía tenían lugar las ferias de Sumalao, al sur de la ciudad, donde los mineros de Potosí o los viajeros hacia Chuquisaca y Lima podían evaluarlas y comprarlas, pagándolas siempre en plata. El alquiler de potreros con alfalfa y la intermediación comercial en las ferias de mulas eran algunas de las principales fuentes de ingreso de los comerciantes y hacendados salteños.

### San Salvador de Jujuy
San Salvador de Jujuy fue la última ciudad en ser fundada en el siglo XVI y, aunque pequeña, se conservó próspera por ser la cabecera de la quebrada de Humahuaca, entrada obligada por el norte para la provincia. Cuando en el siglo XVIII se desarrollaron los caminos, fue también el lugar hasta donde llegaban las carretas en su camino al Alto Perú y, eventualmente, hacia Lima: el resto del camino se hacía necesariamente a lomo de mula.
Apenas fundada, debió enfrentar las exigencias de un tal Juan Ochoa de Zárate, a quien la Audiencia de Charcas nombró gobernador, y pretendía segregar del Tucumán. El enfrentamiento legal se complicó con un conflicto por la población de los ocloyas, a quienes diversos grupos pretendían someter a encomienda; finalmente, Ochoa de Zárate viajó a Charcas a buscar apoyo, momento en que el gobernador del Tucumán le quitó todos sus títulos y encomiendas. La integridad del Tucumán quedaba asegurada.
Pocos meses después de la fundación de la ciudad, se formaron dos importantes pueblos de indios en la Quebrada: Humahuaca y Tilcara. En la segunda mitad del siglo surgieron Uquía y Purmamarca, y las haciendas de Volcán, Huajra, Tumbaya y Huacalera.
En 1595 se fundó el único corregimiento de toda la historia argentina, el corregimiento del Valle de Omaguaca, que incluía también la Puna actualmente argentina.
Jujuy: Universidad Nacional de Jujuy, 1982; Sica, «».</ref>
En 1625, el teniente de gobernador Martín de Ledesma Valderrama realizó una expedición hacia el Chaco, fundando la ciudad de Santiago de Guadalcázar, presuntamente en las cercanías de la actual Orán. Pero la ciudad, encerrada en una selva casi impenetrable, estaba rodeada de indígenas belicosos; la presión de los chiriguanos llevó, finalmente, a su abandono en 1632. Durante el resto del siglo XVII, la región fue objeto de los continuos ataques de los indios del Chaco, hasta que se edificó un fuerte en el sitio llamado Pongo, por el que se cerraba el camino a San Salvador. De todos modos, la ruta por el sur seguía siendo demasiado peligrosa, de modo que el tráfico hacia el Perú pasó desde entonces por el escabroso camino que une Salta, La Caldera, El Carmen y Jujuy.
Desde Jujuy se organizaron varias entradas al Chaco occidental, que durante este período fueron todas infructuosas. Lo más que se pudo lograr fue la instalación de haciendas en el valle del río San Francisco, llegando hasta el río Calilegua en el primer tercio del siglo XVIII.
En el siglo XVIII, Jujuy era la jurisdicción de más alto porcentaje de indígenas, que se elevaba hasta el 57% de la población; por consiguiente, era también donde más se mantenía el sistema de repartimiento de indios. Era, además, el destino inicial de una constante corriente migratoria desde el Alto Perú, formada principalmente por indígenas que huían de la mita y la explotación minera, lo cual reforzaba el estrato indígena. Vivían a mediados de ese siglo 4500 personas en la capital y 14 000 en toda la jurisdicción.

### Pueblos del Tucumán
Desde la época de la conquista hubo españoles que se atrevieron a vivir en haciendas solitarias, cerca de los poblados de indios cuyo trabajo explotaban y lejos de las ciudades. Fueron ellos las principales víctimas de las guerras calchaquíes entre los blancos, pero aun así estas haciendas y estancias volvían a poblarse una y otra vez. Los hacendados vivían aislados, sin siquiera tener una iglesia donde oír misa; los más piadosos organizaban rezos comunes y edificaron oratorios personales, y hasta capillas que muy de vez en cuando recibían la visita de un cura. La población de esas haciendas tardó muchas décadas en convertirse en verdaderos pueblos, porque en los lugares aislados quedaron en pie los pueblos de indios, netamente separados de las residencias de sus encomenderos. Solamente el lento avance de la población mestiza fue convirtiendo a las haciendas y pueblos de indios en simples pueblos habitados por criollos. Pero, aún en la época del Virreinato del Río de la Plata quedaban todavía pueblos de indios y haciendas de vecinos ricos, incluyendo mayorazgos.
Mientras tanto, especialmente en el siglo XVIII se inicia la creación de nuevos pueblos, casi todos ellos dedicados a la ganadería. La fundación formal de un pueblo suele identificarse con el momento en que se fundó la parroquia del pueblo.
En la década de 1720 es la primera oportunidad en que un documento público describe el abandono de las ciudades por el campo o los pueblos, donde la vida era más económica: según el obispo Sarricolea, gran parte de los vecinos de La Rioja y Catamarca vivían ya fuera de la ciudad, y este efecto se notaba en alguna menor medida en Santiago del Estero y San Miguel de Tucumán.
Al momento de la creación del Virreinato del Río de la Plata, se contaban un centenar de pueblos con parroquia: por ejemplo, en la jurisdicción de Córdoba, entre otros, Villa del Rosario, Villa Tulumba, Río Cuarto, Salsacate y Villa María del Río Seco. En Catamarca ya existían Pueblo Viejo, Pomán y Andalgalá; en San Miguel Monteros y Simoca.

## Cuyo
Las tres ciudades de Cuyo –Mendoza, San Juan y San Luis– fueron fundadas desde Chile y permanecieron bajo la autoridad de la Capitanía General de Chile, como Corregimiento de Cuyo. Jurídicamente, desde 1609, Cuyo perteneció a la Real Audiencia de Santiago de Chile. La población indígena, casi enteramente perteneciente al pueblo huarpe, era pacífica y se mantuvo sometida a la encomienda. Sin embargo, tuvieron su carácter: un gran grupo de huarpes quedó en las lagunas de Guanacache y, cuando los españoles ordenaron reunir a los indígenas en San Juan o en San José de Jáchal, un grupo de familias que vivían a mitad de camino entre ambas se negó y permaneció en el hoy inhóspito pueblo de Mogna. Se cree que los huarpes participaron en la segunda y tercera guerras calchaquíes, pero otros autores suponen que los hechos relatados corresponden a otros pueblos, llegados desde el norte para atacar las ciudades cuyanas.
Durante dos siglos no hubo más poblaciones «blancas» que las tres ciudades, que a su vez no pasaban de tres rancheríos con iglesia y plaza, dedicados a la ganadería y la agricultura de cereales y, sólo marginalmente, de viñedos y olivos. En esa región, el mestizaje fue particularmente rápido, y alcanzó también a las poblaciones indígenas, que continuaron sometidas, primeramente al régimen de encomiendas y luego al yanaconazgo, pero olvidaron rápidamente su idioma y costumbres. La población indígena decayó rápidamente, no solamente por las violencias de la conquista y por las enfermedades introducidas por los españoles, sino porque sus habitantes eran trasladados a Chile, donde se incorporaban a las encomiendas del otro lado de la Cordillera, y porque –para escapar de esa verdadera caza de esclavos– los huarpes huían hacia el sur, incorporándose a poblaciones insumisas como los pehuenches del sur de la actual provincia de Mendoza y norte de la del Neuquén.
El territorio era gobernado por un corregidor, nombrado ocasionalmente por el Rey, pero más usualmente por el capitán general de Chile. Su capital era Mendoza o San Juan, casi indistintamente, y una vez instalado el corregidor en la que ocuparía, nombraba a un teniente de corregidor para la otra. La escasa importancia poblacional de San Luis nunca le mereció siquiera esa pequeña distinción.
Recién en la segunda mitad del siglo XVIII la población de Cuyo había aumentado lo suficiente como para iniciar un nuevo ciclo de fundaciones: en 1751 fue fundada San José de Jáchal, y en 1776 San Agustín del Valle Fértil, en un lugar donde se habían establecido varias misiones de distintas órdenes religiosas, todas las cuales habían fracasado.
La región cuyana se mantuvo independiente de las autoridades del Tucumán y del Río de la Plata, pero no de sus circuitos comerciales: esa región producía principalmente vinos, aguardientes y frutas secas, que no se podían ubicar en el mercado chileno, ya que allí también se producían en cantidad, de modo que se colocaban en el Tucumán y el Río de la Plata. A partir del siglo XVIII, las relaciones entre las localidades fronterizas comenzaron a aumentar junto con el crecimiento de la población, las mejoras de los caminos y carretas, y también gracias al comercio de esclavos. Otra razón para comunicar el Río de la Plata con Cuyo era servir de paso para los viajeros que tuvieran que pasar del Atlántico al Pacífico, ya que el viaje a través del Cabo de Hornos se consideraba demasiado peligroso: el comercio entre el Río de la Plata y Chile se multiplicó por cinco entre 1730 y 1780, en ambas direcciones: de Chile se importaba cobre y productos manufacturados del Perú y de América Central, como ropa, cacao o añil.
La población de Cuyo también sufrió la presión de los ataques araucanos –de las parcialidades pehuenches y ranqueles– y debieron resguardarse imitando los esfuerzos de sus vecinos, con la formación de milicias móviles y voluntarias de caballería. La ciudad de San Luis fue la más castigada por esos ataques; de hecho, era atacada desde el sur desde los tiempos de su fundación, lo que fue una de las razones por las cuales vivió dos siglos en constante peligro y sin opciones para crecer. A diferencia de la región pampeana, en San Luis los malones empezaron mucho más temprano, a principios del siglo XVII y, aunque ocasionales, nunca se detuvieron.
Durante todo el período, San Luis fue la más pobre y menos favorecida de las ciudades del sur del virreinato peruano; subsistió exclusivamente por su ubicación junto al camino que conducía desde el Tucumán a Chile y por la venta de aguardiente, producto concentrado del vino. El aumento de las relaciones económicas por esa ruta en el siglo XVIII favoreció a la ciudad ubicada junto al camino, pero la continua amenaza de los malones y la falta crónica de agua impidieron que su desarrollo como nudo de comunicaciones formase una ciudad pujante.
Como en el resto de la América española, la cultura de las ciudades cuyanas giraba en torno a la Iglesia católica, especialmente a las órdenes religiosas; tenían casas en la región los agustinos, dominicos, franciscanos y los mercedarios. Los hermanos de San Juan de Dios regían los hospitales de San Juan y Mendoza, y las jesuitas organizaron una escuela secundaria en San Juan. En San Luis, más pobre que las otras dos ciudades, sólo parecen haber tenido residencia los dominicos y los jesuitas.
Hacia la segunda mitad del siglo XVIII, gracias en parte al desarrollo del sistema de carretas y de postas, las ciudades cuyanas estaban mucho más relacionadas comercial y humanamente con el Tucumán y con el circuito con cabecera en Buenos Aires que con Santiago de Chile, razón por la cual serían incorporadas al Virreinato del Río de la Plata cuando éste fue fundado, en 1777.

## El Paraguay
El territorio de la Gobernación del Paraguay no formaría parte de la Argentina, pero su historia estuvo íntimamente relacionada con las dos gobernaciones vecinas, especialmente con la del Río de la Plata: no solamente de Asunción habían salido los fundadores de las tres ciudades que sobrevivirían, sino que hasta 1616 habían formado una sola gobernación. Los propios paraguayos habían insistido en separar los territorios del noreste del Río de la Plata –el Guayrá– como una gobernación más, lo que finalmente el rey Felipe III ordenó a principios de ese año; sin embargo, a último momento el Rey decidió agregar al territorio segregado del Río de la Plata la ciudad de Asunción y su jurisdicción. Desde entonces existieron las gobernaciones del Paraguay y del Río de la Plata.
El territorio del Guayrá sobrevivió una década, hasta el inicio de los ataques de los bandeirantes, que primeramente destruyeron las misiones jesuíticas y después, en 1632, al mando de Antonio Raposo Tavares, atacaron y destruyeron las ciudades y villas de españoles del Guayrá, territorio que fue completamente evacuado hacia el Paraguay. La relación entre los jesuitas y los españoles y criollos fue buena durante casi todo el siglo XVII, pero algunos obispos se opusieron a ellos por rivalidad entre órdenes religiosas: en 1649 el obispo Bernardino de Cárdenas fue elegido gobernador por voto del pueblo, y lo primero que hizo fue expulsar a los jesuitas, confiscar sus bienes y armar un pequeño ejército. Los jesuitas regresaron con un ejército de indígenas de las misiones y lo derrotaron. Cuando los bandeirantes atacaron la provincia del Paraguay y causaron grandes destrozos, los paraguayos organizaron sus fuerzas militares sin apoyo de la Metrópoli, de modo que recurrieron al apoyo de los soldados guaraníes de las misiones para expulsarlos. Las relaciones con los jesuitas permanecieron estables durante más de medio siglo, aunque los choques ideológicos irían agriando el contacto: los criollos paraguayos estaban convencidos de tener derecho al autogobierno cada vez que la autoridad del Rey fracasase en darles un buen gobernante, y además estaban convencidos de su superioridad sobre las clases bajas, a quienes pretendían tratar con paternalismo y justicia; mientras que los jesuitas imponían sobre sus protegidos la autoridad más absoluta y dejaban a los indígenas claramente en una posición de minoría de edad permanente.
La mayor parte de la población del Paraguay se agrupaba –como en la actualidad– en las cercanías de la capital, Asunción. La mayor parte de su agricultura tenía lugar en esa pequeña área entre el río Paraguay y la cordillera de los Altos. La población, incluida su clase dirigente, era en su enorme mayoría de origen mestizo, aunque hacia el interior se encontraban indígenas presuntamente puros, que hablaban exclusivamente en guaraní.
Terminados los ataques portugueses, como en el Río de la Plata, surgió la urgencia por establecer los límites entre el Paraguay y el Brasil. Los colonos del Brasil habían ocupado desde 1719 la zona de Cuiabá, en el Mato Grosso, y las autoridades paraguayas no pudieron hacer otra cosa que reclamos por escrito, que no fueron atendidos. Fue en la década siguiente que estalló la revolución comunera, que sacudió al país durante catorce años.
También surgió un conflicto por el río Ygatimí, que había sido reclamado en algunas ocasiones por Portugal, y que fue ocupado por este reino en los años 1760; en respuesta, el gobernador Pinedo fundó la Villa Real de Concepción y expulsó a los brasileños de las márgenes del Ygatimí.
Existían dos instituciones laborales indígenas propia del Paraguay: una era el «mandamiento», similar en algunos aspectos a la mita, permitía organizar el trabajo forzado de los indígenas para ciertas obras públicas, pero especialmente para el transporte de los productos de exportación paraguayos, en particular la yerba mate y el tabaco. La otra era el «beneficio yerbatero», una forma de trabajo forzado pero a cambio de un sueldo, lo que no les impedía a los beneficiarios abusar y maltratar a los indígenas.
La gobernación fue incorporada al Virreinato fundado en 1777 como un territorio densamente poblado, al menos en su núcleo alrededor de Asunción, pero empobrecido por su aislamiento y por las medidas económicas que asfixiaban su comercio y producción.

## El Río de la Plata
La colonización del Río de la Plata era, por escasa diferencia de años, anterior a la del Tucumán. Pero la falta de indígenas que se pudieran sujetar a encomienda y la precariedad de los primeros asentamientos obligaron a trasladar toda la población hasta las orillas del río Paraguay, donde la ciudad de Asunción, alimentada por miles de indígenas guaraníes encomendados, pudo subsistir casi aislada del resto del mundo durante varias décadas. Declarada capital de la Gobernación del Río de la Plata y del Paraguay, años más tarde envió misiones a fundar otras ciudades sobre el río Paraná: Santa Fe en 1573, Buenos Aires en 1580 y Corrientes en 1588, a las que se agregó Concepción del Bermejo, fundada en 1585 junto a uno de los ríos del Chaco. Independiente del Tucumán, y con una idiosincrasia y una economía distintas, las relaciones comerciales mantuvieron unida esta región con las ciudades del interior.

### Hernandarias y el contrabando ejemplar

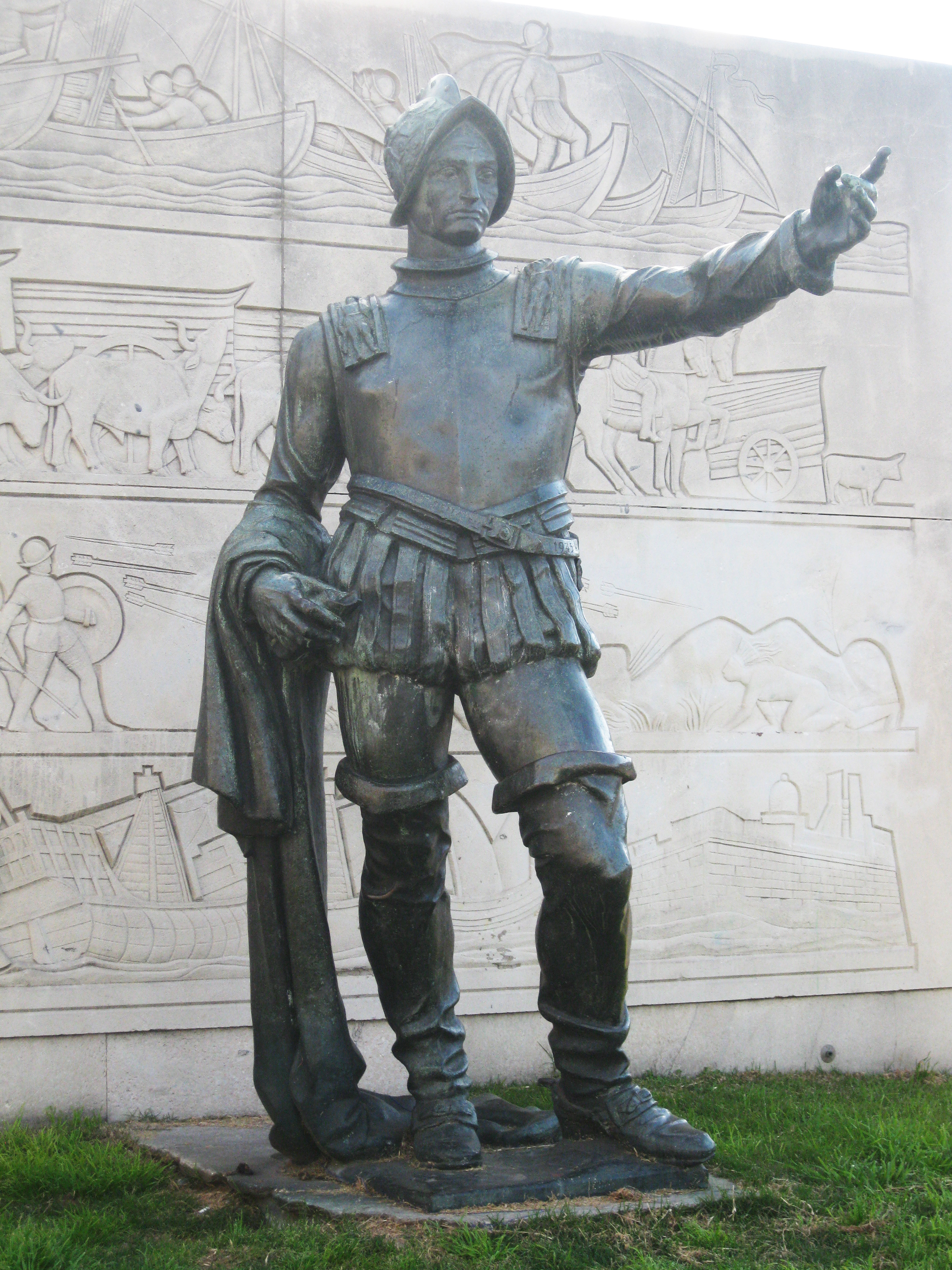
Monumento al gobernador Hernando Arias de Saavedra en Montevideo.

En diciembre de 1596 asumía la titularidad de la Gobernación del Paraguay y del Río de la Plata Hernando Arias de Saavedra, conocido también como Hernandarias; era el primer criollo –es decir, nacido en América– en asumir una gobernación en la región. De linaje hidalgo español, había ocupado diversos cargos administrativos como corregidor de Cuyo y como gobernador interino de Asunción, y había participado en la fundación de Concepción del Bermejo. Durante su primera gestión se destacó como un gobernante prolijo y dispuesto a imponer la autoridad real, por lo que en 1602 fue nuevamente elegido gobernador por elección popular; en esta segunda gestión se concentró en mejorar las condiciones de vida de los habitantes de Santa Fe y Buenos Aires, ciudad en la que transcurrió casi toda su gestión. Fundó la primera escuela, luchó contra los corsarios ingleses que atacaron el puerto y edificó fortificaciones. Comandó exploraciones hacia el sur de Buenos Aires –algunos autores creen que llegó a la Patagonia, pero en general se afirma que recorrió la actual provincia de Buenos Aires– y a través de la Banda Oriental.
Escandalizado con el contrabando que reinaba en la ciudad, tomó medidas drásticas para reprimirlo, pero al mismo tiempo obtuvo del Rey una Real Cédula, que autorizaba a comerciar algunas pocas cargas de harinas, carnes saladas y sebo. También intentó prohibir el comercio de yerba mate, cuyo consumo consideraba un «vicio abominable y sucio».
Pese a su prestigio como buen administrador, la firmeza con la que imponía la disciplina fiscal y la protección de los indígenas le valió la enemistad de las clases dirigentes en todas las ciudades de su administración. Dejó el mando en 1609, odiado por las oligarquías locales. La situación no mejoró con su sucesor, Diego Marín de Negrón, que murió envenenado por haber intentado controlar el comercio ilegal. Los contrabandistas, organizados en dos mafias, los "beneméritos" y los "confederados de la red de comercio", luchaban entre sí para controlar el comercio ilegal; el gobernador Mateo Leal de Ayala les permitió contrabandear a gusto, y hasta ayudó a amigarse a los dos grupos.
Es que el contrabando era la única forma posible de subsistencia de Buenos Aires: la ruta directa a través del Océano Atlántico no era utilizada para el comercio, debido a la facilidad con que los piratas ingleses y holandeses se apoderaban de los cargamentos. Por ello el tráfico de mercancías se hacía a través del Caribe, de Panamá, el Callao y desde allí por tierra hasta el Tucumán y el Río de la Plata: un recorrido absurdamente largo, que hacía inaccesibles los costos. De modo que los comerciantes porteños negociaban ilegalmente con el Brasil, desde donde obtenían mercancías y esclavos, que luego distribuían por el interior del Río de la Plata, el Paraguay y el Tucumán. El margen de ganancia era tal, que permitía sobornar generosamente a los funcionarios reales.
Una práctica habitual era que los buques extranjeros simulaban quedarse encallados en la costa, lo que obligaba a las autoridades a rematar las mercaderías encontradas a bordo; éstas eran compradas a precio vil por los contrabandistas, que luego pagaban la diferencia al capitán del buque, que no tenía problemas en desencallar y retirarse. Esta técnica, teóricamente dentro de la ley, era llamada «contrabando ejemplar».
Las autoridades españolas decidieron cortar el tráfico ilegal, para lo cual en 1615 volvieron a nombrar gobernador a Hernandarias, y al año siguiente se dividió la gobernación. Desde entonces, el Paraguay y las posesiones al noreste de ésta –Santiago de Jerez y el Guayrá– pasarían a ser la Gobernación del Paraguay, mientras que Buenos Aires, Santa Fe, Corrientes, Concepción del Bermejo y las tierras que las rodeaban pasaban a ser la Gobernación del Río de la Plata; Hernandarias fijó su capital definitiva en Buenos Aires.
La ciudad de Concepción del Bermejo podría haber sido el vínculo ideal entre el Paraguay y el Tucumán, pero al quedar separada de ambas y unida a la lejana Buenos Aires, perdió toda razón de ser y terminaría abandonada en 1632.
En 1618 terminó el último mandato de Hernandarias; su sucesor, Diego de Góngora lo mandó a arrestar y confiscó sus bienes, en castigo por haber defendido a la Corona contra los contrabandistas. Éstos, dirigidos por Juan de Vergara y Diego de Vega, compraron en la Audiencia de Charcas todos los puestos del cabildo porteño a perpetuidad, de modo que, desde entonces, la ciudad dependió abiertamente del contrabando. En 1623, la misma Audiencia de Charcas que había entregado la ciudad a los "confederados" envió uno de sus oidores a terminar con la banda de contrabandistas; en lugar de marchar directamente sobre Buenos Aires, éste se instaló en Córdoba y creó la Aduana Seca, que quitaba al comercio porteño el vínculo con la Gobernación del Tucumán, mientras mandaba a averiguar los hechos en Buenos Aires. En julio de 1624, el oidor Pedro Delgado Florez declaraba inocente y llenaba de elogios a Hernandarias, que fue liberado y se instaló en Santa Fe. Parte de los confederados, temiendo por sus vidas, se desbandaron, pero el resto decidió atacar al nuevo gobernador, Francisco de Céspedes, obligando a Hernandarias a marchar por última vez a Buenos Aires en su defensa, antes de regresar definitivamente a Santa Fe, donde murió en 1631.

### La Aduana Seca y el Puerto Preciso
Buenos Aires era una ciudad, pero su población no superaba los dos mil habitantes, y quizá duplicase ese número con la adición de los pobladores de la zona rural. Pero era una ciudad especializada en el contrabando, y los volúmenes que se ingresaban ilegalmente le daban un poder económico que, combinado con el poder político de ser capital de una provincia o gobernación, la hacía particularmente notable. No obstante, la administración colonial española no se podía dar el lujo de permitir ese nivel de violación de su autoridad: en 1622 se estableció la Aduana Seca de Córdoba, que controlaba y gravaba con una tasa del 50% el tráfico de mercancías entre el Río de la Plata y el Tucumán. Inicialmente estuvo ubicada en el valle de Punilla, aguas arriba de Córdoba, aunque en ciertos períodos parece haberse instalado en alguno de los cruces del río Tercero.
La Aduana Seca perjudicó seriamente el crecimiento de la ciudad contrabandista, que quedó estancada. Pero, carente de otra razón de ser, no intentó modificar la base de su comercio ilegal. Los beneficios del mismo, en todo caso, disminuyeron sensiblemente. Durante los años siguientes, Buenos Aires se beneficiaría no solamente del contrabando, sino de la ayuda económica de la Corona, preocupada por el riesgo de una posible ocupación extranjera, teniendo en cuenta que sus cuatro más destacados enemigos en Europa eran también las mayores potencias navales de su tiempo. Con el paso de los años, la ciudad puerto logró comenzar nuevamente a crecer, aprovechando su situación como proveedora de mercaderías a las ciudades del norte de su gobernación y del Paraguay, pero también esta ventaja le fue arrebatada: en 1662, la ciudad de Santa Fe fue declarada «puerto preciso», y comenzó a controlar y –desde 1680– gravar el tráfico por el río Paraná.
De modo que Buenos Aires continuó siendo apenas un poblado empobrecido, al menos hasta que la crisis de Colonia del Sacramento, en 1580, la puso de golpe en el centro de la preocupación estratégica de la Corona. En 1695 recibiría otra buena noticia: el traslado de la Aduana Seca de Córdoba a Jujuy, lo que convertía de nuevo a la ciudad en la puerta de entrada de las dos gobernaciones. Tras un breve período en el cual la sisa –el principal impuesto que se pagaba por las mercaderías en tránsito– fue eliminada, el Rey ordenó reponerla en 1726, y en 1739 fue extendido a cualquier mercadería que circulase por el río. De modo que el comercio a través de Buenos Aires pasó a depender principalmente de la circulación hacia el Tucumán, lo cual alimentaría la integración de ambas gobernaciones, y facilitaría la salida de plata del Alto Perú hacia el exterior.

### Vaquerías, malones y frontera
Los animales vacunos habían sido introducidos en Asunción poco después de su fundación, y Juan de Garay los había llevado en sus fundaciones de Santa Fe y Buenos Aires, de las cuales se habrían escapado algunas. Algunas décadas más tarde, esas vacas se habían multiplicado miles de veces, y dominaban ampliamente la población de herbívoros de la llanura pampeana; de acuerdo a estimaciones de fines del siglo XX, por momentos esa población habría superado los 300 000 animales. A partir de 1608, el cabildo de la ciudad otorgó permisos a los vecinos pobladores –los descendientes de los fundadores– para organizar partidas para capturar cabezas de ganado vacuno en expediciones denominadas «vaquerías». De las cabezas capturadas, parte eran consumidas como carne, y otra parte capturadas para su crianza en los alrededores de la ciudad; pero la mayor parte eran muertas en el lugar y se le extraía el cuero y el sebo. Con el paso del tiempo, el número de cabezas cercanas a la ciudad se hizo demasiado pequeña, por lo que fue necesario ir a buscar piezas de caza a larga distancia; A lo largo del siglo XVII, las expediciones se vieron obligadas a ir cada vez más lejos a buscar vacas: en 1689, el cabildo de Buenos Aires prohibió las vaquerías por seis años, para intentar recomponer los rodeos, pero ya para 1715 no hicieron falta más prohibiciones, porque no había más vacunos cimarrones.
Por su parte, también los indígenas se especializaron en la caza de vacunos, tanto para su consumo personal como para su exportación al otro lado de los Andes. Dado que indígenas y blancos hacían lo posible por no encontrarse, no había aún conflictos por las piezas; pero ambas poblaciones estaban aumentando, y los dos grupos se especializaban cada vez más en el traslado a caballo –entre los criollos, quienes vivían en el campo recibieron varios nombres, destacándose primero el de gauderios, que pronto mutó a gauchos. Hubo algunos choques entre ambas poblaciones, aunque hasta comienzos del siglo XVIII no pasaron de hechos aislados.
A principios del siglo XVIII, la población indígena se había incrementado notablemente debido a la llegada de aucas mapuches, provenientes de Chile y de la Cordillera de los Andes, que invadieron y absorbieron a la población tehuelche. Y, simultáneamente, los habitantes de Buenos Aires encontraron un gran negocio en la comercialización de cueros vacunos hacia Europa, como consecuencia de la guerra de Sucesión española. En algún momento de la segunda década del siglo XVIII se alcanzó un límite: por primera vez, criollos e indios estaban compitiendo por las mismas vacas, de modo que fue inevitable que chocasen. Casi inmediatamente, los indígenas lanzaron ataques organizados también sobre los vacunos mansos de la población criolla, iniciando el período de los malones, que duraría no menos de 170 años.

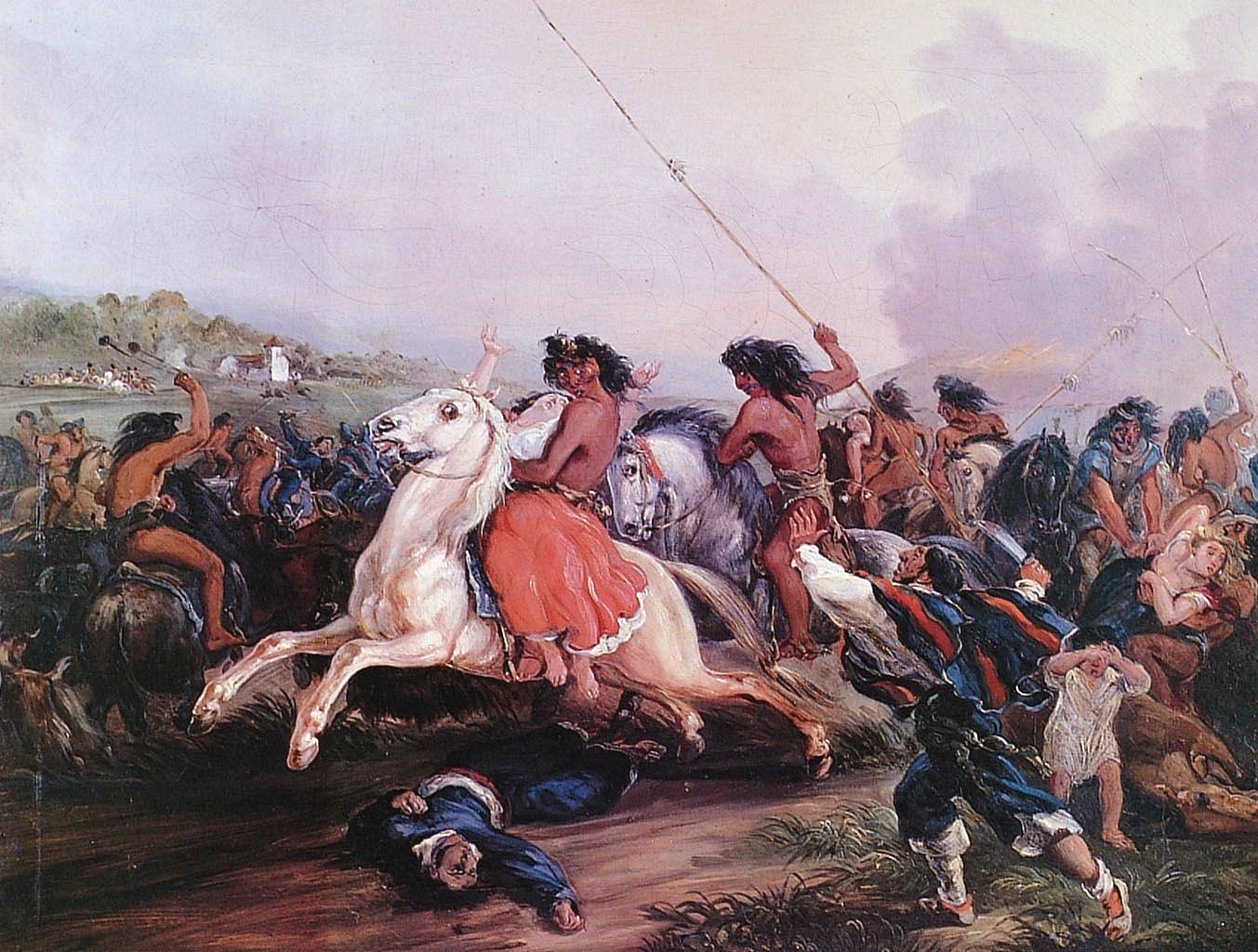
El malón (1845), por Mauricio Rugendas.

Inesperadamente, también, la "tierra de nadie" que separaba a los criollos de los indígenas pasó a ser una frontera; de hecho, se llamó universalmente «la frontera», tierra de choques entre ambas poblaciones. También, ocasionalmente, era la zona donde se producían intercambios pacíficos y hasta de socialización; criollos y esclavos negros huían a las tolderías de los indígenas, mientras que indios perseguidos en su tribu de origen se conchababan como peones en las estancias. No obstante los períodos de paz, que no eran pocos, la lucha por el territorio y por las vacas llevó a una serie interminable de destrucciones, matanzas y saqueos mutuos, que costaron la vida de decenas de miles de personas.
La estrategia indígena para esta guerra era simple: refugiarse en campos fértiles a mucha distancia de las poblaciones blancas, por ejemplo en Sierra de la Ventana, las sierras de Tandil o los montes del Tordillo, y aprovechar su libertad de movimientos para atacar por sorpresa y llevarse cuanto encontrasen a su paso: vacunos, caballos, ovejas, objetos personales, y también niños y mujeres. Los españoles, obligados por su sedentarismo, intentaron establecer líneas defensivas basadas en fuertes y fortines para frenar los ataques indígenas. En eso consistió, durante más de un siglo y medio, la lucha en la frontera sur.
El primer ataque importante se produjo en 1711, y sus participantes ya eran «araucanos». Las poblaciones de origen tehuelche, en cambio, se mantuvieron en paz por más tiempo, y ayudaron a los criollos en sus expediciones al sur, a buscar sal en las Salinas Grandes.
Desde 1730 en adelante se produjeron gran cantidad de ataques indígenas, resultando en la destrucción de pueblos como Arrecifes, Luján, La Matanza o Magdalena. Los criollos respondieron formando una milicia de 600 hombres para repeler estos ataques. En 1740, el cacique Cangapol lanzó algunos de los ataques más violentos sobre las poblaciones criollas, que sólo detuvo cuando fue reconocido como autoridad máxima de los pampas por medio de un tratado. Las poblaciones blancas aprovecharon ese período de relativa paz para crear varios fortines, como la Guardia del Zanjón en Magdalena, Samborombón, Salto y algunas otras. Mientras tanto, los jesuitas crean las Misiones jesuitas de la Pampa; pero ya en 1744 la paz se había roto: hubo nuevos malones, grandes matanzas, y las misiones fueron abandonadas.
En 1752 se creó el Cuerpo de Blandengues de la Frontera de Buenos Aires, que sería el encargado de defender la Frontera durante el resto del siglo XVIII.

### Santa Fe
Fundada a mitad de camino entre Asunción y Buenos Aires, Santa Fe fue durante un tiempo una localidad muy importante para el tráfico naval a lo largo del Paraná; parte de su prestigio provenía, también, de que casi toda su clase dirigente –incluidos varios de los tenientes de gobernadores– eran descendientes de Juan de Garay y de Hernandarias.
Como las ciudades móviles del Tucumán, Santa Fe también debió mudarse de su primitiva ubicación –en la actual Cayastá– debido a que estaba mal conectada por agua con el río Paraná y con Entre Ríos, demasiado expuesta a los ataques de los indígenas, y las lagunas hacían imposible llegar a ella con carretas. De modo que fue trasladada, en un largo proceso que abarcó los años 1650 a 1660 al rincón de la Vera Cruz, entre los ríos Salado y Colastiné, en el que es su ubicación actual.
La real cédula de diciembre de 1662 que otorgó al puerto de Santa Fe el título de "puerto preciso" favoreció al comercio local y el crecimiento de la población. No obstante, al comienzo del siglo XVIII no se habían producido grandes cambios: los indígenas del Chaco continuaban atacando y forzando las empalizadas que protegían la ciudad por su borde norte, y los de la Pampa atacaban los campos del sur de la jurisdicción. Como resultado de ello, de pestes habituales y de la dependencia de Buenos Aires, la pobreza de la ciudad seguía siendo notable.
En la primera década del siglo XVIII la situación de la frontera empeoró sensiblemente: los ataques de los indígenas del Chaco recrudecieron, la ruta directa a Santiago del Estero quedó cerrada y la ganadería fue prolijamente saqueada por los nativos. Una corriente de emigración llevó una parte de su población más al sur, a San Nicolás de los Arroyos, San Antonio de Areco, Rosario y, por supuesto, Buenos Aires. Gran parte de la ganadería sería trasladada a Entre Ríos, sólo para ser atacada dos décadas más tarde por los charrúas y chanás.
A partir de 1733 se vivió una mejora en la situación con la designación de Francisco Javier de Echagüe y Andía como teniente de gobernador hasta su muerte en 1742, y con su sucesor, Francisco Antonio Vera Mujica, que gobernó hasta 1766. Los dos eran hijos de destacados tenientes de gobernador, y formaron a partir de entonces el núcleo de la nueva aristocracia local. Ambos fueron buenos diplomáticos con los indígenas, sostuvieron las misiones de las órdenes religiosas, además de que consolidaron el territorio de la gobernación, y levantaron ligeramente la economía local. Vera Mujica formó parte de las fuerzas que atacaron a los guaraníes durante la guerra guaranítica de 1754 a 1756.
El carácter de puerto preciso le sería retirado pocos años después de la creación del virreinato del Río de la Plata.

### Corrientes
Los primeros años que siguieron a la fundación de Corrientes en 1588 fueron de continua guerra contra los indígenas, que se negaban a ser sometidos a las formas extremas de trabajos forzados que habían impuesto los fundadores. Éstos tuvieron que aceptar mejorar muy sensiblemente las condiciones de vida y de trabajo de los indígenas, a cambio de obtener una vida más pacífica: cientoveintitrés encomiendas permanecieron bajo el control de los españoles, que tenían derecho por tres vidas a una parte del trabajo de los encomendados. Éstos volvían a sublevarse cada cierto tiempo, pero gradualmente el peligro principal pasaron a ser los ataques de los guaicurúes a través del Paraná. La «pacficación» del interior del territorio tardó muchos años en lograrse, y se apoyó en campañas militares y en la reunión de los nativos en reducciones como la de Itatí. En esas fechas tempranas, Corrientes no tenía más de quinientos habitantes.
En 1626 asumió el gobierno el primer teniente de gobernador destacado de Corrientes: el portugués Manuel Cabral de Alpoin, que reunió una gran cantidad de indígenas en pueblos de indios, entre ellos Empedrado, Santa Lucía, Santa Ana de los Guácaras y la versión definitiva de Itatí. A él se debió la conquista del interior de la actual provincia, la plantación de las primeras vides y cañas de azúcar. Cuando se ordenó la expulsión de todos los portugueses de la ciudad por dos veces, Cabral de Alpoin se negó rotundamente a obedecer. A mediados del siglo, Corrientes tenía mil vecinos, cuando su capital Buenos Aires tenía 1200.
Todos los cargos en el cabildo habían sido adquiridos de por vida por compra, y en el año 1668 el teniente de gobernador decidió deponerlos a todos, de modo que sus sucesores tuvieron que ser elegidos en cabildo abierto. No obstante, meses después el teniente de gobernador decidió rematar esos mismos cargos. Los años finales del siglo XVII y los primeros del siglo XVIII estuvieron signados por ataques cada vez más frecuentes, ya no sólo de mocovíes, sino también de tobas, abipones y vilelas; y, desde la costa del río Uruguay, también de charrúas. Las revoluciones comuneras del Paraguay distrajeron la atención durante casi dos décadas, pero a su término debieron invertirse gran cantidad de recursos en alejar de la frontera a los indígenas del Chaco y de la Banda Oriental. El interior de la futura provincia de Corrientes, en cambio, permaneció estable y casi libre de ataques indígenas, de modo que se pudieron fundar algunos pueblos, como Itatí, Saladas (Corrientes), Caa Catí, Las Garzas, etc.
Fuerzas correntinas combatieron contra los indígenas misioneros durante la guerra guaranítica, logrando algunos avances. 
En 1762 estalló la revolución comunera de Corrientes, que causó bastantes destrucciones, pero duró pocos meses. Más tarde, con la expulsión de los jesuitas, los correntinos reclamaron un amplio territorio que había sido de las Misiones, pero que no le fue concedido.

### Entre Ríos
El espacio entre los ríos Paraná y Uruguay permanecía deshabitado, en el sentido de que no había allí ciudades ni pueblos, pero desde la fundación de Santa Fe se habían repartido mercedes de tierra entre los conquistadores, algunos de los cuales establecieron haciendas ganaderas, aunque en un principio explotaban el ganado cimarrón, es decir salvaje, que era también muy abundante allí, estimándose la cantidad todal en más de 100 000 cabezas. Por iniciativa de Hernandarias, se prohibió a los vecinos matar cabezas de ganado cimarrón, con lo cual éstos lograron reunir en sus estancias hasta 50 000 animales en tres años. Para su explotación se pretendió reducir a los indígenas, pero ni los charrúas, ni los mepenes ni los chanás estaban dispuestos a someterse ni a sedentarizarse, y rápidamente se dispersaron. Toda la población estuvo, desde entonces, formada por criollos, verdaderos gauchos, que se acercaban voluntariamente a las humildes estancias de los vecinos de Santa Fe y Buenos Aires. Un pequeño caserío en La Bajada, actual Paraná hacía las veces de punto de reunión y servía para embarcar los cueros de la zona, protegido desde principios del siglo XVIII por un pequeño fuerte de la agresividad de los indígena. Poco después se creó allí una parroquia, lo que significó la fundación formal del pueblo. También se formó una compañía de milicias "del Paraná", para la defensa de la región.
Una particularidad propia de Entre Ríos era el «rescate», una forma de casi esclavitud que reemplazaba veladamente a las reparticiones de indios. Posteriormente debió ser prohibido, cuando derivó abiertamente en esclavitud.
En 1749, una campaña de represalia contra los indígenas ordenada por el gobernador José de Andonaegui terminó en una masacre y el traslado de los sobrevivientes a Santa Fe, repartidos entre los hacendados. La población criolla comenzó a aumentar a partir de entonces, y surgieron algunos pueblos informales, como Nogoyá o Matanza (actual Victoria), mientras la costa del Uruguay permanecía vacante. El noreste, en cambio, estaba habitado por indios guaraníes vinculados a las misiones jesuíticas.

## El conflicto interminable
Las conquistas en América nunca fueron iniciativas de las potencias coloniales. Los colonos ingleses eran grupos religiosos disidentes, o comerciantes de pieles; los franceses eran casi exclusivamente comerciantes de pieles y de azúcar. Los españoles tenían una ligera diferencia: las campañas de conquista eran, en general, campañas privadas autorizadas por la Corona. Primero entraban los aventureros, saqueaban lo que podían y se repartían los indios; si tenían éxito, después llegaban los representantes de la corona a poner orden en todo eso, formalizar la fundación de ciudades, asignar con más precisión los repartos de indios e instalar el gobierno civil y eclesiástico. Ocasionalmente, el conquistador era un representante real, por ejemplo un gobernador, pero eso no hacía gran diferencia: el capital lo ponían los privados, y los beneficios inmediatos los recaudaban ellos.
En el Chaco, en la región pampeana y en la Patagonia, los españoles tenían como vecinos al desierto y a algunos indígenas nómadas que, si bien podían causar mucho daño con sus ataques sorpresivos, rara vez ponían en peligro el dominio de los españoles sobre el territorio que habían ocupado. Por el norte, el Tucumán limitaba con el Alto Perú español, y por el oeste, tanto Cuyo como el Tucumán limitaban con las posesiones españolas en Chile. Pero la seguridad que esta ubicación les daba tenía un flanco débil: mal definida, peor conocida y pésimamente guarnecida, la frontera con el Brasil portugués resultó ser el mayor problema político y humano de este período.

### El Guayrá, las misiones y los bandeirantes
Desde la época de la conquista, la frontera entre las posesiones del Reino de Portugal y las del Reino de Castilla en América del Sur estaba fijada por la Línea de Tordesillas, que reservaba al primero una franja estrecha de la costa, llamada en general Brasil. Desde allí, los portugueses habían lanzado expediciones de captura de indígenas, a quienes esclavizaban con más dureza que los españoles. Y habían fundado algunas poblaciones dentro del territorio teóricamente español, como San Pablo, en 1554.
Las conquistas en América nunca fueron iniciativas de las potencias coloniales. Los colonos ingleses eran grupos religiosos disidentes, o comerciantes de pieles; los franceses eran casi exclusivamente comerciantes de pieles y cultivadores de azúcar. Entre los españoles, las campañas de conquista eran campañas privadas autorizadas por la Corona. Primero entraban los aventureros, saqueaban lo que podían y se repartían los indios; si tenían éxito, después llegaban los representantes de la corona a poner orden, formalizar la fundación de ciudades, asignar con más precisión los repartos de indios e instalar el gobierno civil y eclesiástico. Ocasionalmente, el conquistador era un representante real, por ejemplo un gobernador, pero eso no hacía gran diferencia: el capital para la campaña era privado, y los beneficios inmediatos los recaudaban los conquistadores. Los portugueses, que no tenían un Estado que fuera capaz de estabilizar sus conquistas, colonizaban puntos en la costa: tanto en África, como en la India y en América, tenían solamente factorías comerciales y plantaciones. La Corona portuguesa aportaba los cañones de sus buques y las pequeñas guarniciones de las ciudades; fuera de ellas, los colonos hacían lo que les parecía, incluyendo matanzas y capturas de nativos para esclavizarlos; entre ellos estaban los temibles «bandeirantes».
Mientras tanto, los españoles habían avanzado profundamente hacia el este desde el Paraguay, con ciudades y con misiones jesuíticas. No hubo conflictos notables entre unos y otros hasta 1580, año en que Portugal pasó a ser posesión del rey de Castilla Felipe II, ni tampoco durante las siguientes dos generaciones. Durante ese período se formaron compañías privadas con apoyo de la administración brasileña, llamadas «bandeiras», especializadas en la captura de esclavos indígenas; los bandeirantes se acercaron gradualmente a las posesiones españolas, atacando las aldeas de indígenas no reducidos.
No obstante, a partir de 1627 los bandeirantes se fijaron un nuevo objetivo: los pueblos de indios de las trece misiones guaraníticas del Guayrá. A lo largo de cuatro años de una guerra continua, once misiones fueron destruidas y la mayor parte de sus habitantes esclavizados; a fines de 1631, los que quedaban, unos 12 000 indígenas dirigidos por el padre Antonio Ruiz de Montoya, partieron hacia el sudoeste con lo que pudieron cargar. Bajaron hacia el sur siguiendo el curso del río Paraná hasta llegar a la zona del arroyo Yabebiry, donde refundaron dos de las misiones abandonadas: San Ignacio Miní y Nuestra Señora de Loreto. De los doce mil que habían partido, sólo 4000 llegaron a destino: el resto fue muriendo, se dispersó por la selva o fue capturado por los portugueses, y también por los españoles, que reforzaron así sus encomiendas. Al año siguiente, cuando nada quedaba ya de las misiones del Guayrá, los bandeirantes continuaron avanzando hacia el oeste y destruyeron las villas de la región, incluidas Villa Rica del Espíritu Santo, la Ciudad Real del Guayrá y Santiago de Jerez, que fue finalmente abandonada en 1640.
A partir de 1640, el reino de Portugal recuperó su independencia por medio de una breve guerra civil, y se transformó en el rival perfecto para los reinos españoles, especialmente porque se alió permanentemente a Inglaterra. Los ataques de los bandeirantes se dirigieron ahora sobre los treinta pueblos de los ríos Paraná y Uruguay, de modo que éstos debieron modificar su estatus de territorios no militarizados para formar milicias capaces de defenderse y generar estrategias de colaboración entre las misiones. Como resultado, en marzo de 1641, los guaraníes finalmente hicieron frente a los bandeirantes en la batalla de Mbororé, cerca del río Uruguay, causando una masacre entre los atacantes.
A partir de ese momento, las bandeiras disminuyeron sensiblemente su accionar sobre las misiones, continuando en cambio sus capturas de esclavos entre los indígenas no reducidos. Por otro lado, los gobiernos españoles autorizaron a los jesuitas a armar milicias guaraníticas, que gradualmente llegarían a los 7000 hombres. Esto permitió consolidar la estructura política de las misiones jesuíticas y pacificar el territorio.
Los portugueses continuaron su avance hacia el oeste, pero sólo al norte de las misiones y del Paraguay; simultáneamente hicieron algunos avances por la costa atlántica, fundando en 1675 Santa Catarina, y dejando en claro su intención de continuar más hacia el sur.

### Colonia del Sacramento
Las áreas efectivamente ocupadas por los blancos eran muy limitadas; la Patagonia y la región chaqueña no habían sido ocupadas, y tampoco la margen izquierda del Paraná y del Uruguay, donde sin embargo se fundaron algunas estancias y reducciones de indios. Los portugueses, viendo ese amplio territorio vacante, y deseando aprovechar su riqueza en vacas y caballos, planearon crear una colonia de su país allí. Por razones estratégicas, optaron por ocupar la isla de San Gabriel y la península ubicada enfrente de ésta, donde a principios de 1680 el capitán general de Río de Janeiro, Manuel Lobo, fundó la Colonia del Sacramento.

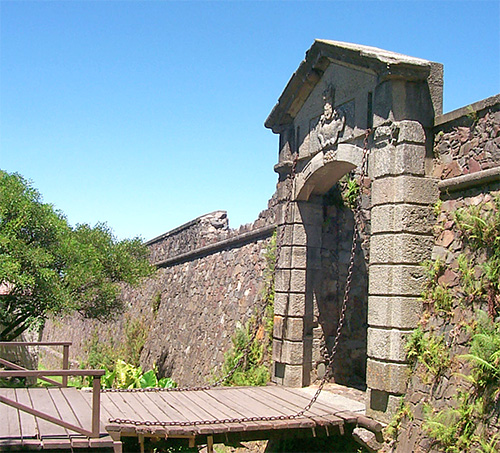
Murallas de Colonia del Sacramento.

La fortaleza estaba ubicada casi exactamente frente a Buenos Aires, y la respuesta del gobernador del Río de la Plata, José de Garro, fue inmediata: reunió un contingente de 3000 soldados guaraníes y atacó la ciudad, capturándola. Lobo y los oficiales fueron tomados prisioneros y conducidos a Buenos Aires, donde el primero falleció. Pero la corte portuguesa reclamó a la española y obtuvo el apoyo de Inglaterra en sus presiones; el gobierno español, recientemente derrotado en la guerra franco-neerlandesa, deseaba conservar algunos años de paz, por lo que se dispuso a devolver Colonia a Portugal, lo que se ejecutó apenas se supo del comienzo de una nueva guerra contra Francia, en 1683. La España de Carlos III, «el hechizado», no podía darse el lujo de abrir otro frente militar.
Dada su escasa dotación militar, la pequeña ciudad de Colonia sólo podía explotar una pequeña zona en torno a sus murallas. En cambio, se convirtió en el centro del contrabando entre el Brasil y el mercado interior del Río de la Plata y el Tucumán. En ocasiones este contrabando tenía lugar con la complicidad de los comerciantes porteños, pero otras veces eludían a Buenos Aires, comerciando directamente con los puertos de la cuenca del Plata.
Durante la Guerra de Sucesión Española, el gobernador Alonso Juan de Valdés e Inclán organizó el sitio de Colonia y repelió una fuerza naval portuguesa enviada para socorrerla; no pudo evitar que el auxilio entrara en la ciudad, pero los daños fueron tales que obligaron a los portugueses a evacuar la ciudad. Nuevamente sería devuelta a Portugal por el Tratado de Utrecht, de 1713, que imponía además un permiso para introducir esclavos en el Río de la Plata, un "asiento" de algunas cuadras en la propia ciudad y un "navío de permiso" autorizado a ingresar cada año de 500 toneladas de mercancías al puerto de Buenos Aires; el contrabando continuó y se intensificó: el navío de permiso ancló frente al puerto y no se movió de allí, intercambiando mercadería con otros buques británicos más pequeños, de modo que las 500 toneladas anuales se multiplicaron varias decenas de veces, además de que el asiento y el puerto de Colonia sirvieron para que allí también anclaran y desde allí manejaran el contrabando los buques ingleses y franceses. Los españoles entregaban plata en monedas o cueros vacunos, mientras que los contrabandistas aportaban telas, tabaco, aguardiente y esclavos.

### Montevideo y la Banda Oriental
La Banda Oriental del Río de la Plata seguía siendo tierra de nadie, excepto por la existencia de Colonia y las vaquerías para extracción de cueros, carne y grasa. Dado que estaba claro que era territorio de la Gobernación de Buenos Aires pero no a qué cabildo correspondía, fue necesario llegar a un reparto de derechos de matanza en la llamada «vaquería del mar», por la cual las misiones guaraníticas tenían derecho a extraer 60 000 cabezas, Buenos Aires 30 000 cueros –que estaba obligada a sacar por Santa Fe– y esta última ciudad solamente 6000 animales para consumo.
El gobernador Bruno Mauricio de Zabala llegó en 1717 a su gobernación con instrucciones de impedir todo contacto de los portugueses con Buenos Aires, pero esto era imposible con sus escasos medios. En diciembre de 1723 le llegó la noticia de que los portugueses estaban por intentar una fundación en la bahía de Montevideo, unos 140 km al este de Colonia. Zabala reaccionó rápidamente: sin instrucciones y por su propia iniciativa, embarcó a la casi totalidad de la guarnición de Buenos Aires y se trasladó a Montevideo. No hubo necesidad de atacar a los portugueses, que se retiraron, y en febrero de 1724 fundó la ciudad de Montevideo, en la que instaló unos cuantos vecinos de Buenos Aires más algunos colonos enviados desde Canarias.

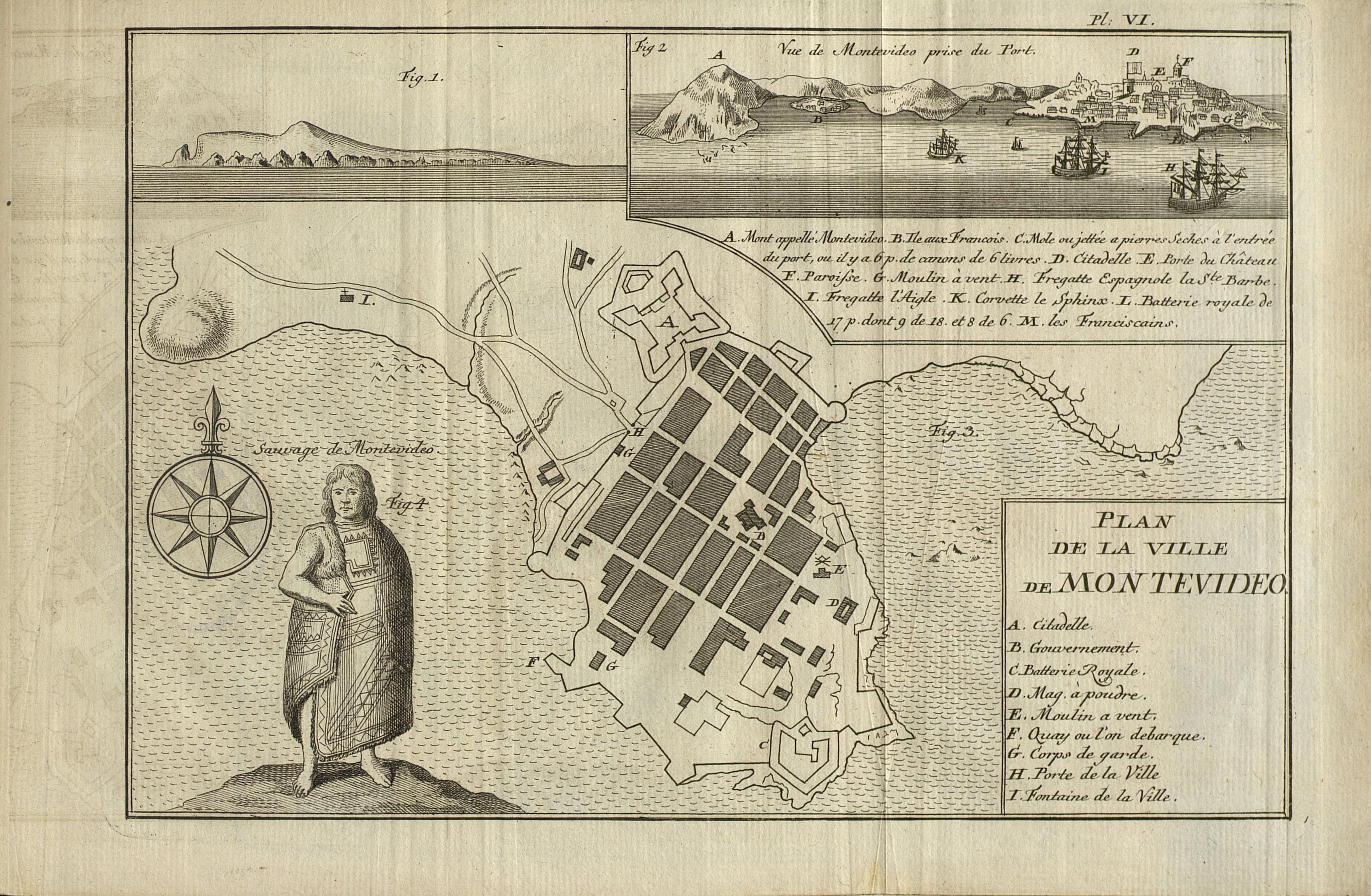
Mapa y vista de Montevideo hacia la década de 1760, por Antoine-Joseph Pernety.

La nueva fundación no detuvo el avance de los portugueses, pero los obligó a permanecer alejados, además de aislar a Colonia del Brasil; los portugueses avanzaron por la costa atlántica y fundaron Río Grande en 1737, aumentando las expediciones desde allí hacia las vaquerías, a tal punto que en 1746 se habían agotado por completo. A modo de respuesta por estas expediciones, en 1750 se creó la Gobernación de Montevideo, independiente de la del Río de la Plata; la ciudad fue dotada de fuerzas militares propias y, especialmente, de un apostadero naval. Lentamente, el sur de la Banda Oriental dejó de ser tierra de nadie y de conflictos con Portugal para pasar a ser un territorio organizado en torno a la ganadería y la agricultura, donde se fundaron algunos pueblos.
La población de la Banda Oriental estuvo desde entonces concentrada en una franja no demasiado profunda a lo largo del Río de la Plata, donde la ganadería era la actividad preponderante, excepto por los alrededores de las ciudades y pueblos, donde se instalaban los chacareros a cultivar trigo y maíz. A esa franja se le sumaba un área que va desde la zona central de la costa hasta ambas márgenes del río Yí, zona de grandes estancias ganaderas. La vaquería del mar se extinguió rápidamente.
El noroeste del actual territorio uruguayo estaba dominado por los guaraníes, y el noreste por los portugueses. Para frenar las expediciones portuguesas se crearon algunas fortalezas defensivas, como el Fuerte de San Miguel, que no impidieron el contrabando pero evitaron que los portugueses hicieran más fundaciones hacia el sur. La Fortaleza de Santa Teresa, fundada por los portugueses en territorio claramente español, no modificó ese equilibrio.

## La economía
Desde los años 1570 en adelante, toda la economía del Tucumán y gran parte de la del Río de la Plata y Cuyo giraron en torno al Cerro Rico de Potosí, desde donde se exportaba la inmensa mayoría del metal precioso que circulaba en el mundo como moneda. La casi totalidad de la economía del Tucumán giraba en torno a las necesidades del mercado del Alto Perú, es decir no solamente Potosí sino también el centro administrativo de Chuquisaca y las ciudades de La Paz y Cochabamba, y gran parte del comercio desde el Río de la Plata y Cuyo dependía también de ese gigantesco centro económico. Además, alrededor del 20% de toda la plata de Potosí se desviaba ilegalmente de su destino natural en Lima camino a la metrópoli, y "bajaba" por el Tucumán hacia Buenos Aires, donde se intercambiaba por mercancías importadas, en su gran mayoría de contrabando. Buenos Aires vivió de ese comercio durante todo el siglo XVII, con un pequeño aporte de las exportaciones de cuero y sebo. Aún cuando durante el siglo XVIII el tráfico de metales preciosos disminuyó, nunca desapareció del todo, compartiendo entonces su rol en la exportación con los cueros, y pagando por un creciente volumen de productos importados, entre los que destaca el tráfico de esclavos.

### Monopolio comercial y productivo español
El objetivo central de la colonización de la América por parte de la Corona española –si dejamos de lado el supuesto interés en la evangelización de los indígenas– era apoderarse de la mayor parte de la plata y oro extraídos del nuevo continente para solventar sus ambiciones territoriales en Europa. Para ello necesitaba tener el monopolio, o al menos el control absoluto de todo lo que ingresara o exportara América, y a ello dedicó gran parte de sus esfuerzos: no sólo estaba completamente prohibido comerciar con potencias extranjeras, sino que los puertos americanos ni siquiera estaban autorizados a comerciar entre ellos. Se ha criticado muy frecuentemente que España podría haber aprovechado ese monopolio para exportar a América sus propias manufacturas, pero en cambio se limitaba a ingresar mercaderías compradas en otros países europeos.
A mediados del siglo XVI, las potencias europeas enemigas de España habían autorizado a sus navegantes a convertirse en piratas, es decir, a capturar y apoderarse de los buques españoles y de sus cargamentos. La respuesta española fue organizar dos escuadras anuales desde la península a América, una que desembarcaba en la costa mexicana, y la otra que después de dejar parte de su carga en Santa Marta y Cartagena de Indias llegaba a Portobelo. Desde allí se cruzaba el istmo a pie o a lomo de mula, y se embarcaba nuevamente en Panamá, para llegar a Lima. La larguísima ruta era más segura que viajar en buques aislados cada uno a su puerto de destino, pero a cambio encarecía enormemente el costo de las mercaderías.
Cuando la ciudad de Buenos Aires mostró que podía ser una eficaz puerta de entrada para productos europeos en el Río de la Plata, el Tucumán y quizá también el Alto Perú, los poderosos comerciantes limeños presionaron al máximo a la Corona, y lograron que –con la excusa de la seguridad– ese puerto permaneciera cerrado permanentemente al comercio español. Las únicas excepciones eran unos pocos permisos de comerciar, que no alcanzaban siquiera a proveer a la escasa población de la ciudad.
El sistema de flotas y galeones anuales se mantuvo hasta fines del siglo XVII; durante la guerra de sucesión española casi fue abandonado, y posteriormente se prefirió enviar buques rápidos sin escolta, aprovechando la decadencia de la piratería inglesa, y la casi desaparición de la holandesa. Una real orden del año 1735 dio por terminado, finalmente, el sistema de galeones a Portobelo. A cambio, la Corona ofrecía escoltar una flota de buques cada vez que hubiera constancia de que la totalidad del cargamento anterior hubiese sido completamente vendido –algo que difícilmente tendría lugar antes de los cinco años.
Con la llegada de los borbones, gradualmente el papel de los reinos de indias se transformó en el de verdaderas colonias: los intereses de los indianos estaban permanentemente supeditados a los de la metrópoli, y los españoles peninsulares tenían prioridad sobre los nativos para los cargos públicos, los negocios y las carreras eclesiástica y militar. Las Indias se transformaban en la América española, propiedad de España. Junto con esa pérdida de estatus, los americanos debieron soportar que las autoridades creasen artificialmente un mercado a su costa: en distintos momentos, ordenaron arrancar todos los olivos y todas las vides del continente, para obligar a los americanos a comprar aceite y vino españoles. La orden nunca se cumplió del todo, pero con sólo el inicio de cumplimiento que tuvo, causó un enorme daño a la producción local y a los productores.

### De las vaquerías a las estancias
Durante la primera mitad del siglo XIX, el mercado exterior de la Argentina dependió en más de un 75% de los cueros y de la carne salada, es decir de la actividad de los saladeros. Esta actividad no muy era antigua: antes de la fundación del virreinato del Río de la Plata, en la región sólo se había aplicado en la primera mitad del siglo XVII, cuando una Real Cédula autorizó la exportación de cecinas –esto es, tiras finas de carne saladas y secadas al sol- en barriles al Brasil; cada exportación requirió una autorización especial, y sólo se hicieron setenta embarques de ese producto antes de que el comercio con el Brasil fuese completamente prohibido en 1655. También hubo algunas ventas de contrabando, pero el escaso valor del producto generaba tan poca ganancia a los contrabandistas, que nunca representaron un volumen apreciable.
Los principales productos locales de exportación, además de la plata, eran el cuero y el sebo, y los visitantes se asombraban de que la carne de los animales muertos fuera aprovechada para consumo solamente de sus faenadores, y el resto se dejara para alimento de las aves y perros cimarrones. El cuero, utilizado para correajes, se exportaba salado, lo que obligaba a largas expediciones a las Salinas Grandes en busca de sal.
A medida que las vaquerías iban agotando las existencias de vacas salvajes, los vaqueros empezaron a arrearlas hacia la ciudad, para faenarlas allí. Luego aprendieron que las vacas se quedaban donde se las llevaba, especialmente si se les ofrecía un palenque, es decir un simple poste vertical, que los vacunos utilizaban para rascarse; en una llanura sin un solo árbol, un poste donde pudieran rascarse es todo lo que querría un vacuno, de modo que allí se reunían a diario, y con el paso del tiempo lo identificaban con su querencia, el lugar que identificaban como propio. El siguiente paso era levantar unas pocas casas cerca del palenque, un corral para caballos, y eso era todo: había surgido un sistema ganadero sencillo pero eficaz: la estancia, una forma de organización rural que ha perdurado en cierta forma hasta el presente. Los estancieros criaban vacunos, ovinos y equinos, y los vendían para aprovechar su carne, su cuero y su sebo. Era una forma de producción mucho más eficiente que las vaquerías y permitía una alta densidad de animales, pero requería de más mano de obra. Y, además, atraía a los malones indígenas, que no tenían más que arrear los rodeos reunidos alrededor del palenque o de la aguada.
Las exportaciones de cueros eran uno de los rubros principales del comercio de Buenos Aires, sólo por detrás de la plata para el siglo XVII, y durante ciertos períodos por encima de ella, en el siglo siguiente. Durante el primer cuarto del siglo XVIII se alcanzaron los números más altos de exportación de cueros, superando repetidamente las 75 000 unidades al año, para continuar entre 1726 y 1739 con un promedio de más de 13 000 cueros anuales. En 1740, la guerra contra Gran Bretaña hizo caer significativamente estas cifras, que se recuperarían a partir de 1748. Junto con el cuero, se exportaba también grasa y sebo, aunque los valores comerciados era muy inferiores, y algunas fanegas de trigo y barriles de cecinas, que tenían muy escaso valor.
No obstante, al igual que en el resto de la América española, las enormes extensiones de suelo y el escaso valor de los productos de las estancias no permitían a los estancieros aspirar a formar parte de la aristocracia urbana, que giraba más bien en torno a los cargos públicos y al dinero del comercio y el contrabando. De hecho, los estancieros alcanzarían la cúspide de la escala social recién en los años 1820, y jamás estuvieron cerca de ella antes del fin del siglo XVIII.

### Transporte
Desde comienzos de la conquista se utilizaron mulas para el transporte de personas, y enseguida también arrias de mulas para el de mercaderías. Tempranamente se comenzaron a usar carretas tiradas por bueyes, pero éstas no fueron de uso práctico hasta su reemplazo por la carreta con toldo, de un solo eje y ruedas tan altas como una persona, o más. Con estas carretas, surgidas en algún momento del siglo XVII y capaces de vadear ríos y pantanos fue posible comunicar toda la región llana y de sierras bajas, desde Buenos Aires hasta Jujuy. Era un medio de transporte lento, pero seguro, no excesivamente incómodo, que no requería que los pasajeros se mojasen y que podía dar refugio durante las noches y las tormentas.
Una extensa red troncal de caminos y postas, construida a lo largo de la primera mitad del siglo XVIII, comunicaba todas las ciudades del Virreinato del Perú. Su creación no está especialmente documentada, pero muchos de sus detalles son conocidos gracias al libro escrito por el visitador Alonso Carrió de la Vandera, a quien encargaron una visita general de las postas y ciudades desde Buenos Aires hasta Lima. Además de un informe formal al Rey, Carrió escribió un curioso relato de viaje, editado en 1773 como El lazarillo de ciegos caminantes, usurpando para ello el nombre de su presunto acompañante, un indígena llamado Concolorcorvo, Alternadas con las ingenuas reflexiones cargadas de prejuicio y racismo del autor, se describen con detalle las postas, los vehículos, el origen social de los viajeros y la actividad de los maestros de posta. El relato permite saber que los caminos estaban divididos en etapas pensadas para recorrer en un día, de entre 3 y 20 leguas cada una en la llanura, con algunos tramos excepcionales de 24, y de 2 a 10 leguas a partir de la quebrada de Humahuaca, donde el terreno escabroso obligaba a recorridos más breves. En las provincias del sur del Virreinato del Perú, el camino recorría aproximadamente la ruta 9 desde Buenos Aires a Jujuy y Humahuaca, y tenía además un desvío a partir de Villa Nueva, por el que se iba a San Luis, Mendoza y de allí a Santiago de Chile.
En la región del Río de la Plata la navegación de los ríos, especialmente el Paraná y el Paraguay eran la opción más conveniente para cargas y pasajeros. Existían algunas rutas terrestres, pero resultaban más caras y lentas. La navegación, de todos modos, no era nada segura en esos ríos llenos de meandros y altos fondos, y con sus costas rodeadas de pantanos. Pese a que las normas monopólicas prohibían construir buques en América, en Asunción, Corrientes y Santa Fe había astilleros donde se armaban buques aptos para la navegación fluvial. El modelo más usual era, ya en el siglo XVIII, el bergantín, pero se construyeron varios modelos más.
Los puertos eran instalaciones precarias, y el viento pampero destruía los buques, aún cuando estuviesen anclados en puerto. El caso más extremo era el puerto de Buenos Aires, que no permitía acercarse a tierra más que a embarcaciones de mínimo calado, en el Riachuelo; los buques fondeaban en la «rada», un espacio apenas un poco más hondo que los que lo rodeaban a cientos de metros de la costa, y de allí debían trasladarse en bote. La mejor ruta de acceso a Buenos Aires y al río Paraná era un canal cercano a la costa de la Banda Oriental, pero esa era llamada la «costa del carpintero» debido a la gran cantidad de barcos que habían terminado encallados y destruidos en la orilla. Y aún había otro peligro: no había faros ni se habían confeccionado buenos mapas, de modo que navegar por el río de la Plata o por el Paraná no resultaba tampoco una opción segura.

### Exportaciones del Litoral fluvial
Ubicada más lejos del puerto, Santa Fe y las propiedades de sus vecinos en Entre Ríos dependían también de la exportación de cueros, pero principalmente del comercio favorecido por el puerto preciso. No obstante, tal como relataba Concolorcorvo –seudónimo del visitador Alonso Carrió de la Vandera– en su Lazarillo de ciegos caminantes, el otro gran negocio, especialmente para la población rural, era la cría y comercio de mulas. En efecto, éstas se criaban en cantidades enormes en las estancias de Entre Ríos o de Santa Fe, y eran luego enviadas a las minas de Potosí para ser usadas como bestias de carga; en su camino, se detenían para engordar en el Valle de Lerma, lugar donde los ganaderos de Santa Fe las vendían a los mineros del Alto Perú.
Corrientes dependía también del tráfico fluvial, ya que no sólo era un puerto de apoyo para las exportaciones del Paraguay –yerba y tabaco– sino que también pasaba por ella gran parte del tráfico de los productos de las misiones guaraníes. Además producía cierta cantidad de cueros, yerba, arroz, azúcar y maíz, y en la ciudad se construían pequeñas embarcaciones, se tejían hilados y se elaboraban aperos criollos para montar: cinchas, riendas y rebenques.
Por su parte, las Misiones guaraníticas exportaban, en forma conjunta, gran cantidad de yerba mate, además de cantidades menores de otros productos, como los cueros de vacunos. La yerba era una infusión de uso generalizado en todo el Virreinato del Perú, de modo que el tráfico yerbatero alcanzaba a Buenos Aires, a todo el Tucumán, Chile, el Alto y el bajo Perú. A diferencia de los paraguayos, que se contentaban con recoger la yerba en los yerbales naturales del Alto Paraná, los jesuitas habían logrado cultivarla, y competían con alguna ventaja contra los paraguayos, por lo menos durante el siglo XVII. En el siglo siguiente, el reemplazo de los beneficiarios por empresarios yerbateros que contrataban a la población paraguaya empobrecida, y que lograron finalmente cultivar la yerba mate en las cercanías de Asunción, invirtió la relación: mientras las Misiones seguían exportando las 12 000 arrobas anuales que tenían autorizados desde hacía décadas, el Paraguay exportaba 25 000 arrobas hacia 1680 y 50 000 a comienzos del siglo XVIII, además de que unas siete u ocho mil arrobas de los jesuitas eran exportadas por Asunción. No obstante, los precios habían bajado mucho, con excepción de los de la yerba caaminí, de mejor calidad y exportada por los jesuitas. A fines del siglo XVII, los misioneros comenzaron a exportar también hilados finos de algodón y vacunos en pie. Las rebeliones comuneras afectaron seriamente el comercio paraguayo: en 1730 no exportaban más de 15 000 arrobas de yerba, y tuvo que esperar a superar la mitad del siglo para volver a los números anteriores, llegando hacia el momento de la creación del virreinato a las 160 000.
Había algunos puertos menores a lo largo del río Paraná, como Rosario, San Nicolás de los Arroyos, Baradero, San Pedro, Goya y San José del Rincón, que no pasaban de ser caseríos provistos cada uno de una capilla y un puerto, donde se embarcaban los productos ganaderos.

### Industria y comercio en el Tucumán
Mientras que en el Río de la Plata, comunicado con el resto del mundo por agua, las exportaciones dominantes fueron productos primarios, en el Tucumán el transporte de éstos era demasiado costoso, ya que se hacía por tierra, a lomo de mula o de llama. Por esa razón, desde el principio predominó la venta de productos manufacturados, destacándose especialmente los textiles, elaborados por los indígenas, pero también los licores y algunos productos más complejos, como las carretas y muebles. Sus principales mercados fueron, desde el comienzo al final del período, el Alto Perú –principalmente Potosí– y el Río de la Plata. El aumento de la población debería haber impulsado el aumento del comercio pero, dado que simultáneamente se produjo un continuo descenso en la producción de plata altoperuana, al menos durante el siglo XVII y la primera parte del siguiente, se observa cierto estancamiento en la circulación de moneda y, por ende, de mercancías. El crecimiento de los mercados del Río de la Plata y Chile compensaron ese efecto, pero sólo parcialmente.
A partir de 1740, la extracción de plata de Potosí comenzó un ciclo de mayor producción, lo cual benefició a las economías de todo el Imperio español, pero muy especialmente sus regiones limítrofes, entre las cuales estaba el Tucumán. Una década más tarde, subían por la Quebrada de Humahuaca 20 000 mulas, 2500 vacas, 1600 tercios de yerba y 280 cargas de aguardiente. A cambio, ingresaban al Tucumán telas –especialmente los gruesos tocuyos de Cochabamba–, azúcar de Arequipa, coca de las yungas, lana de vicuña y, por encima de todo, plata amonedada.
La economía del Tucumán era, entonces, una economía subordinada a la producción y el valor de la plata del Potosí; sus productos no se exportaban a otro mercado que al potosino, lo cual podría ser una desventaja, pero también una ventaja: no se dependía de los flujos comerciales de ultramar –tan sensibles a las muy frecuentes guerras– sino únicamente a la capacidad de los mineros de extraer plata del Cerro Rico.
En términos generales, aún hasta el final del período colonial, el comercio de alimentos sólo respondía al mercado local, con excepción de los vacunos, que podían ser arreados hasta su destino. El comercio a mediana distancia se encargaba de solucionar las necesidades del resto de productos, desde textiles hasta productos artesanales hechos de arcilla o madera, pasando por las bebidas alcohólicas.

### Estancamiento del Tucumán y progreso del Litoral
Hasta mediados del siglo XVII, Potosí enviaba a la metrópoli entre dos y tres millones y medio de pesos anuales. Pero la producción empezó desde entonces a disminuir, con el agotamiento de las menas más ricas, y con el comienzo de la devaluación de la moneda –que consistía en reducir su contenido de plata, reemplazándolo por cobre. A comienzos del siglo XVIII, ya no salía siquiera un millón de pesos anuales. Por consiguiente, el comercio ligado al metal de Potosí también decayó fuertemente, afectando –entre otros– a los mercados del Tucumán. La fuente inagotable de riquezas comenzaba a ceder, y las poblaciones que dependían de ella percibieron una notable caída en la demanda de bienes. Las artesanías tucumanesas le permitirían continuar siendo relativamente prósperas, pero la presión cada vez mayor del monopolio español, por ejemplo sobre aceites y vinos, contribuía a la crisis económica general de la región.
El contrabando continuó siendo la principal actividad en Buenos Aires: se ha calculado que entre 1600 y 1750, el tráfico legal desde Buenos Aires no superó el 30% de todo el movimiento comercial del puerto. Toda la costa del Río de la Plata y el Paraná fueron terreno propicio para desembarcos clandestinos, y la población rural cercana participaba de las operaciones de contrabando, y este panorama continuó, pese al aumento de las fuerzas policiales, por lo menos hasta la ley de libre comercio de 1778.
A mediados del siglo XVIII, Buenos Aires ya estaba en franco crecimiento, impulsado por el comercio de esclavos y el contrabando: el erario perdía grandes cantidades de dinero, mientras los comerciantes porteños se enriquecían cada vez más. Rutas y vehículos cada vez mejores permitían transferir mayores cantidades de plata desde el Alto Perú a Buenos Aires, y rápidamente al exterior. La debilidad de la diplomacia española, además, la impulsaba a legalizar cada vez más formas de comercio exterior, lo que impedía la persecución de actividades que antes eran ilegales. Simultáneamente, la progresiva libertad para importar mercancías iba arruinando las artesanías tradicionales del interior.
Con la explosión de las exportaciones de cueros, Buenos Aires cambió su condición de simple intermediaria entre Europa –y también Brasil– con los mercados del interior y del Alto Perú e incorporó importantes aportes de mercaderías de producción propia. Eso favoreció el proceso de acumulación de capitales en la ciudad-puerto, lo que le permitió acortar las distancias en población, y hasta reemplazar al Tucumán como principal preocupación de la Corona en la región.
El proceso de caída de precios, que duró desde mediados del siglo XVII a comienzos del siglo XVIII, afectó principalmente a las zonas donde la producción no aumentaba, precisamente aquellos que en las etapas previas habían maximizado la utilización de mano de obra, es decir, las poblaciones artesanas del Tucumán. Por el contrario, las mejoras en las condiciones y el haber alcanzado una escala adecuada para impulsar una demanda fuerte llevaron a un rápido aumento de la agricultura, especialmente en Córdoba, y más aún en Buenos Aires.. A mediados del siglo, con el cambio en la tendencia de los precios y cierto grado de apertura de los puertos, sería el Río de la Plata quien aprovecharía para colocar sus productos primarios a cambio de productos industriales que competían con éxito con las artesanías del Tucumán. A lo largo del siglo, tanto la migración interna como una creciente migración desde la Península se dirigieron principalmente a Buenos Aires. La ciudad pasó de 6000 habitantes a mediados del siglo XVII a unos 40 000 en los años inmediatamente anteriores a la instauración del Virreinato.
La población del Tucumán continuaba siendo mayor que la del Río de la Plata, pero la primacía comercial de esta última iba haciendo que el Tucumán y el Paraguay perdieran su primacía política. La atención que le dio la Corona durante la segunda mitad del siglo XVIII se justifica porque, por razones estratégicas y económicas, Buenos Aires era ya la ciudad más importante de la región.

## Población

### La ciudad
Los vecinos vivían en las ciudades. Una ciudad era una institución formal, la capital de un territorio, un espacio donde los vecinos tienen algunos derechos y tienen también figuración social. No estaba firmemente establecido quién era vecino o no, y un complejo sistema les asignaba a algunos de los recién llegados que hubieran adquirido casa y hubieran mantenido cierto comportamiento, el mismo grado de vecindad que a los descendientes de los fundadores. Los vecinos tenían derecho a participar en los cabildos abiertos, y podían ser elegidos regidores o cualquier otro cargo en el cabildo.
Los grupos dominantes eran notablemente estables, pero aun así el paso del tiempo los fue renovando, casi siempre con personajes nuevos, llegados directamente de la Península: nada quedaba en la época del virreinato, por ejemplo, de los descendientes de Garay y Hernandarias, que habían dominado Santa Fe durante un siglo, y en Córdoba los Cabrera, que habían marcado el ritmo durante un siglo y medio, eran apenas una de las quizá veinte familias más tradicionales. Las aristocracias de algunas de las localidades más chicas, en cambio, como La Rioja, conseguían mantener su estatus por más tiempo, y lo conservaron desde el siglo XVII hasta las guerras civiles del XIX.
La vida de la ciudad giraba en torno a la plaza y la iglesia. La plaza no era un «espacio verde» con carácter decorativo: era allí donde se anunciaban las noticias importantes, se castigaba a los reos y donde tenían lugar las ferias en las que los habitantes se proveían de alimentos y algunos otros elementos de consumo. Las plazas eran, también, el lugar para el intercambio social entre todos los habitantes. Alrededor de ellas se agrupaban las casas, y más allá de los límites estaban las "quintas" o "chacras", inicialmente pobladas por indígenas. Pero ya a partir de la segunda mitad del período colonial, inclusive en las ciudades del Tucumán, los habitantes de las secciones de chacras eran criollos blancos, aunque de un nivel social inferior a la élite dominante, y también mestizos. Los indios vivían mucho más allá, en los pueblos encomendados, o se fusionaban en la población criolla de las afueras de las ciudades.
Había vecinos encomenderos que vivían en el campo, pero todos ellos tenían casa en la ciudad. También los estantes, es decir los blancos forasteros o nativos hijos de forasteros, que no tenían derecho a voto en el cabildo, vivían mayoritariamente en la ciudad en el siglo XVII. A partir del siglo siguiente comenzaron a residir también en pueblos, tanto en los antiguos pueblos de indios, como en los más nuevos, creados al borde de los caminos –generalmente junto a un vado– o a la sombra de un fuerte defensivo. Pero, hasta el final del período, la gran mayoría de la población blanca vivía aún en las ciudades, y en gran parte del territorio los pueblos eran donde vivían los indígenas.
Sólo en el siglo XVIII surgieron las villas, es decir poblaciones que no llegaban al nivel de ciudades ni tenían un amplio territorio bajo su jurisdicción, pero que se autogobernaban por medio de un cabildo. De todos modos, cada una de esas villas estaba sometida a la jurisdicción de una ciudad. Tenían la categoría de villas, por ejemplo, Luján y San Nicolás de los Arroyos en jurisdicción de Buenos Aires, Rosario, en la de Santa Fe, La Carlota en Córdoba, o San José de Jáchal en San Juan.

### La vida cotidiana
A principios de los milseiscientos, aún la vida cotidiana de los blancos es la misma que se vivía en España; la vestimenta, la comida, el calendario ordenado por las fiestas religiosas, la etiqueta y la cortesía, todo reproducía el modo de vida español; y para quienes hubieran logrado al menos un pequeño ascenso social, el modo de vida de los hidalgos peninsulares. Con el paso del tiempo, se fueron incorporando elementos culturales americanos, mientras que los que vivían en los márgenes de la sociedad elitista adoptaban francamente costumbres indígenas, que se mostraban a la vista en el uso del poncho y la vestimenta de los gauchos. Algunos de estos rasgos lograban subir lo suficiente en la escala social como para ser adoptados por las élites, como el consumo del mate. Por su parte, los indígenas trataban de continuar su estilo de vida como si no hubiesen perdido su libertad, o bien aceptaban perder también su identidad, y trataban de comportarse lo más que les fuera posible como criollos. Vivían en ranchos como los de los criollos, con paredes de adobe y techos a dos aguas, e incorporaban gradualmente a sus vestimentas la ropa europea, como las camisas y pantalones españoles.
Ante la falta de la política como se la entendió a partir de la Independencia, era muy importante era el mérito militar, pero sobre todo la figuración social. La sociedad estaba basada en la desigualdad jurídica, y cada uno ocupaba «su lugar» en una escala jerárquica. Cuando los pleitos no eran por dinero, eran por el orden de preeminencia de los vecinos, es decir por quién debía sentarse y quién permanecer parado, quién ingresaba primero al cabildo o a la iglesia, quién tenía derecho a tomar la palabra en primer lugar. También existía una marcada etiqueta que se reflejaba en la forma de vestir, que no sólo indicaba las clases sociales y los oficios, sino que tenían el acceso vedado a ella los miembros de las clases inferiores. Los indios eran sometidos al pago de tributos personales, y quedaban por consiguiente fuera de «la sociedad» como la entendían las clases superiores; pero como los indígenas fueron perdiendo participación numérica en la población y tampoco existía la nobleza en las gobernaciones del sur, era necesario establecer diferenciaciones con otro criterio: el honor, heredado de los antepasados, y la honra obtenida por servicios al Rey o a la comunidad.
Los intercambios interpersonales fuera de la familia giraban en torno al trabajo o a las fiestas. La Iglesia, obsesionada con que los festejos y conmemoraciones no se salieran de cauce y derivaran en excesos, logró convertir las fiestas religiosas en puras ceremonias con todos los movimientos y palabras previamente pautadas. La población acudía gustosa a estas fiestas, porque eran las ocasiones en que se exponía lo más desarrollado del arte arquitectónico, decorativo y textil, y porque, a pesar del control social ejercido, era una buena oportunidad para socializar. Pero ese mismo excesivo control del comportamiento en las fiestas religiosas dejaba insatisfecha a la población, que necesitaba cada tanto subvertir los valores reales o ficticios que sustentaban el control social. Y es por eso que existían también las fiestas mundanas, no religiosas, que permitían diversiones más genuinas –y en ocasiones, con tintes salvajes, como en las corridas de toros, juegos violentos, carnavales, etc. Las autoridades civiles debían mantener un delicado equilibrio entre permitir a la gente que se divierta, prohibir los excesos y perseguir los delitos cometidos bajo la cubierta de las fiestas.

### La mujer
Con la información sobre las mujeres ocurre lo mismo que con la de los esclavos o indios: la información escrita es ínfima, y la mayor de las veces mediatizada por los hombres. Apenas podemos acercarnos un poco a su forma de vida, pero saber lo que realmente pensaban de sí mismas o de su condición femenina es directamente imposible. Uno de los testimonios directos que muestran el pensamiento íntimo de una mujer, la literatura de Sor Juana Inés de la Cruz está excesivamente mediatizado por el sentimiento de lealtad de la escritora y por un gran esfuerzo por cumplir lo que se esperaba de ella; al fin y al cabo, era una monja.
Si en una sociedad tradicional establecida, como la europea de la Edad Moderna, las mujeres tienen un papel establecido secundario y subordinado, en una sociedad de frontera como la de las gobernaciones del sur durante el período colonial su papel es todavía más limitado. Básicamente se consideraba que sus únicas funciones posibles eran reproductivas y del mantenimiento del hogar –limpieza de la casa, cocina, confección y reparación de la ropa, cuidado de los niños y poco más. Bajo cuerda, también tenían un papel en la satisfacción sexual de los hombres, pero de eso no se hablaba. En suma, su papel central estaba dentro del matrimonio; para quienes rechazaran el matrimonio, estaban los conventos de monjas.
Una mujer no debía salir de su casa, y mucho menos hacerlo sola: aún para ir a misa, debía estar acompañada. Caso contrario, llovían sobre ella las acusaciones de búsqueda de sexo.
La mujer de las clases inferiores, cuando el cuidado de los hijos le daba tiempo, trabajaba y aportaba al hogar: entre sus trabajos más comunes se cuenta el arado de la tierra con bueyes o caballos, la venta ambulante o en ferias, la preparación y venta de comida, la atención de puestos en ferias, el hilado, tejido y confección de ropa, y el servicio doméstico.
La religión impregnaba toda la vida en las Indias, y el Concilio de Trento determinó el papel del sexo en la vida de las personas: se bendecía el sexo en el matrimonio, pero fuera de este uso, como toda otra búsqueda de placer, era condenable. Los hombres tenían sus obligaciones, y el placer sexual atentaba contra su cumplimiento, por consiguiente la mujer era vista como una ocasión de pecado, más que como una persona. Llegando al extremo, para algunos discursos, como las reflexiones sobre la propia vida o los sermones de misa, la mujer era un instrumento o representante del diablo.  A tal punto llega la obsesión contra, que los estudiantes, que pasaban casi todo el año enclaustrados en el Colegio o la Universidad, se negaban a volver con sus familias en las breves vacaciones, porque allí había mujeres y eran ocasiones de pecado.
Durante todo el período, las medidas legislativas, las decisiones judiciales y hasta las formas de solucionar los conflictos de la sociedad hacían permanente mención de la "fragilidad" de las mujeres, con lo que se referían en realidad a la tendencia –supuestamente mayor entre las mujeres que entre los hombres– a tener sexo por fuera del matrimonio. Ese comportamiento, automáticamente asociado a la prostitución, era uno de los mayores temores tanto del legislador como de los miembros del clero. Basándose en esa presunción, también, los curas confesores solían caer en el pecado de "solicitación", es decir la petición de relaciones sexuales, cuando no directamente el abuso o la violación.

### El matrimonio
De acuerdo al derecho canónico de la época, los hombres podían casarse a partir de los catorce años, y las mujeres a los doce. Pero como a esa edad no eran independientes ni siquiera habiéndose casado, muchas veces los hombres posponían su matrimonio hasta los veinticinco o los treinta años. Las uniones con edades desparejas eran la norma.
El matrimonio tenía una función social ligada al mantenimiento del linaje, los bienes y el honor familiar. Nada tenía que ver allí el amor, de modo que se establecía por conveniencias sociales de las familias de los contrayentes: cuando los futuros contrayentes eran aún niños, se firmaba un contrato con una promesa de futuro matrimonio, que los obligaba a casarse en la adolescencia. Las razones para elegir pareja para una hija o hijo estaban atadas al deseo de tejer alianzas con familias del mismo nivel social –y, si fuera posible, mayor– para beneficio económico de la familia. Durante el período en que los reyes de España también lo eran de Portugal se tejieron alianzas matrimoniales que dieron entrada en las provincias españolas a familias portuguesas de larga descendencia posterior, tales como los Cabral en Corrientes, los Correa del Saá en San Juan
De todos modos, los matrimonios de grupos de poder, originalmente arreglados por los padres eran muy estables: la casi imposibilidad de su anulación, la condena social formal al amancebamiento y la imposibilidad de transmitir los bienes a los hijos de uniones irregulares eran disuasivo suficiente para el hombre. Para la mujer, la desprotección de vivir sin un esposo y la calificación de puta a quien conviviera una persona distinta de su esposo eran razones más que suficientes.
Entre las obligaciones no escritas de la esposa estaba la de tolerar las relaciones extramatrimoniales de su esposo, y criar a algunos de los hijos de esas uniones. Pero, con poquísimas excepciones, para la ley y para las herencias, hijos eran solamente los tenidos con la esposa legítima. Sin embargo, existía la posibilidad del divorcio, inclusive con la bendición de la Iglesia. Entre las razones válidas para divorciarse se contaban la herejía, la incapacidad de procrear, la traición al Rey, la violencia marital y la infidelidad  –que, en el caso de la mujer, consistía en haber tenido sexo con otra persona, pero para el hombre se requería convivencia prolongada. De todos modos, el divorcio no autorizaba un nuevo matrimonio: para lograr eso era necesaria la anulación del matrimonio, la que no se obtenía sino por consanguinidad.
Las clases sociales más bajas, en cambio, eran mucho más libres: sin linajes ni bienes que defender, para ellos el sexo, el amor y la vida familiar tenían mucho más valor por sí mismos. No obstante, la mayor parte de este beneficio era para el hombre; aún en las clases más bajas, lo que se esperaba –y la mayor parte de las veces ocurría– era la completa sumisión de las mujeres a los hombres.
Pasada la etapa de la conquista, en que los conquistadores se amancebaban con mujeres y niñas indígenas por falta de mujeres blancas, siguió una etapa con abundancia de mujeres blancas y criollas, de modo que el ritmo del mestizaje disminuyó mucho, sin desaparecer del todo. Durante todo el período colonial, sin embargo, había más mujeres que hombres, y siempre hubo más inmigrantes hombres que mujeres, lo que generaba los muy habituales matrimonios entre una mujer criolla que aportaba inserción social y algún patrimonio, y hombres de origen español, que aportaban algún capital móvil y la iniciativa que permite prever futuros ingresos.
Durante todo el período, las medidas legislativas, las decisiones judiciales y hasta las formas de solucionar los conflictos de la sociedad hacían permanente mención de la "fragilidad" de las mujeres, con lo que se referían en realidad a la tendencia –supuestamente mayor entre las mujeres que entre los hombres– a tener sexo por fuera del matrimonio. Ese comportamiento, automáticamente asociado a la prostitución, era uno de los mayores temores tanto del legislador como de los miembros del clero. Basándose en esa presunción, también, los curas confesores solían caer en el pecado de "solicitación", es decir la petición de relaciones sexuales, cuando no directamente el abuso o la violación.
La viudez era una categoría aparte, y muy positiva desde el punto de vista de la autonomía de la mujer: por primera vez en su vida, no dependía de nadie para sus decisiones ni para la administración de sus bienes, y por primera vez tenía derecho a ser oída por las autoridades.

### La esclavitud
Durante la primera fase de la conquista, el tráfico de esclavos negros estaba en manos de la Casa de Contratación, con sede en Sevilla, pero desde fines del siglo XVI predominó el sistema de licencias otorgadas por la misma Casa de Contratación, que en la práctica consistía en la venta de un derecho a importar cierta cantidad de esclavos en determinado puerto, sin competencia. El establecimiento receptor recibía el nombre de «asiento de esclavos», que también era utilizado para los contratos. El puerto de Buenos Aires tuvo su propio asiento por donde ingresaron unos pocos esclavos, hasta que a principios del siglo XVII fue cerrado al comercio ultramarino. Desde entonces, por un tiempo, los únicos esclavos que ingresaron fueron de contrabando desde el Brasil. Luego se contrataron algunos otros asientos –el arzobispo de Toledo, hermano del Rey, era uno de los beneficiarios– hasta que se volvió a cerrar en torno al año 1640. Desde entonces, nuevamente floreció el contrabando de esclavos, y entre 1606 y 1656 ingresaron por el puerto de Buenos Aires algo más de 13 000 «piezas de indias», es decir esclavos negros, con una tendencia a la baja a medida que avanzaba el siglo.
En el año 1613, tras la firma del Tratado de Utrecht, la Compañía del Mar del Sur, británica, accedió a un asiento en la ciudad de Buenos Aires, con derecho a importar esclavos. Entre 1715 y 1738, se enviaron desde Buenos Aires algo más de 3500 esclavos a Chile, y apenas unas decenas menos al Alto Perú. A ese número deben agregárseles algunos cientos enviados a otras provincias, algunos miles que quedaron en Buenos Aires, y otros miles que ingresaron ilegalmente.
Los esclavos eran utilizados para el trabajo manual en plantaciones, obrajes y actividades comerciales; pero no eran útiles para la minería en Potosí, ya que nunca lograban aclimatarse a una zona tan fría. Eso no significa que no los hubiera en Potosí; como en muchos otros lugares, eran aptos para tareas domésticas que requiriesen precisión y tolerancia a las inmundicias. De modo que había un intenso tráfico de esclavos desde el Tucumán hacia el Alto Perú, y eso incluía a Potosí.
Era frecuente la manumisión de esclavos; principalmente, aunque no de forma exclusiva, se ponía en libertad a quienes hubieran superado cierta edad, se otorgaba la libertad por testamento, o por compra por parte del propio esclavo. En la práctica, un porcentaje muy alto –en Buenos Aires ronda el 60%– de los libertos lo era por compra de sí mismos; y del resto, la gran mayoría eran ya demasiado viejos para trabajar. Otra particularidad eran las donaciones o adquisiciones de esclavos por parte de conventos y abadías, hechas con la condición de que sirvieran en ellas «todos los días de su vida», con lo que se prohibía su ulterior venta.
Tradicionalmente se ha insistido en que la esclavitud en las colonias más australes de América habría sido más «benigna» o humana que la de las zonas tropicales, donde trabajaban en plantaciones; estudios posteriores han limitado ese punto de vista, ya que, si bien las leyes pueden haber sido más humanistas –por ejemplo, los esclavos tenían derecho a acudir a los tribunales– en la práctica las crueldades que han quedado registradas no son menos dañinas para los negros. La principal diferencia parece haber sido de tipo económico: mientras en las regiones agrículas de alrededor del Caribe las economías dependían esencialmente de la explotación esclavista, por lo que eran «economías esclavistas», en el sur del continente la esclavitud servía para facilitar la vida de los amos y abaratar algunos costos, es decir que era una «economía capitalista con esclavos».

### Evolución de la población
Reunir información sobre la población es una tarea complicada, que incluye revisar listados con fines muy diversos: número de fieles de una parroquia, familias que deben pagar impuestos, padrones militares, etc. Nunca se hizo un censo de población durante el período: el primer censo oficial se hizo en 1778 sobre casi todas las jurisdicciones. De modo que arribar a un número completamente válido es una tarea casi imposible, y sólo se puede llegar a tener una idea muy general. De todos modos, es posible hacer algunas estimaciones basadas en esas fuentes.
Al  finalizar el siglo XVI, la población blanca del Tucumán no pasaba de 250 hombres, de los cuales 160 eran encomenderos que dominaban las vidas de decenas de miles de indígenas: de acuerdo a distintos cálculos, habría en el Tucumán entre 150 000 y 270 000 habitantes nativos. Según Ángel Rosenblat, la población del actual territorio argentino habría sido de unas 300 000 personas, justo antes de las guerras calchaquíes, de los cuales un 90% habrían vivido en el Tucumán, y el resto en el Litoral y Cuyo. Desde entonces, en una generación se habrían perdido más del 50% del total. A partir de ese momento, el mestizaje habría ido frenando la tasa de disminución de la población, aunque las luchas contra los indígenas habrían causado el efecto contrario. En cualquier caso, al finalizar las guerras calchaquíes el número de habitantes habría sido similar o algo menor que el de comienzos del siglo.
Diversos indicios muestran que la población comenzó a crecer a partir de los años 1680, primero lentamente y después cada vez más aceleradamente. El mismo fenómeno se dio en Europa, en parte debido a ciertos avances en la relación entre higiene y control de enfermedades. De modo que, al llegar al comienzo del nuevo Virreinato, o más exactamente al momento en que se hizo el censo de 1778 ordenado por la Corona, el crecimiento había sido muy notable: la suma de las ciudades censadas y sus jurisdicciones –todas menos Corrientes y Santa Fe– dio un número que oscila entre los 180 000 y 190 000 habitantes, de los cuales unos 70 000 fueron considerados blancos –número que incluye a los criollos, aún cuando genéticamente hayan sido en su mayoría mestizos. Para todo el virreinato, es decir incluyendo también el Alto Perú, el Paraguay y las cuatro gobernaciones militares, el resultado del censo fue de 420 900 habitantes.
A lo largo del siglo XVIII se produjeron varias sequías y epidemias asociadas a las mismas, que no habían ocurrido en el siglo anterior –o no habían sido registradas. A comienzos de 1717 estalló una epidemia en Buenos Aires que enseguida pasó al interior; se ensañó especialmente con los pobres –que estaban debilitados por la sequía– pero alcanzó a todas las clase sociales, matando a 17 000 personas en las gobernaciones, y se decía que había causado la muerte de unos 50 .000 indios de las Misiones. Es posible, aunque no es seguro, que haya sido viruela o fiebre tifoidea. Se la llamó la "peste grande".
En 1742 estalló una segunda peste de origen desconocido, de la que tampoco se sabe de qué enfermedad se trataba, aunque es seguro que no fue viruela. En Buenos Aires mató entre 700 y 900 personas, de una población total de 11 .000 habitantes. De todos modos, por mortíferas que hayan sido, estas dos epidemias no parecen haber afectado significativamente la tasa de crecimiento poblacional.
El censo arrojó algunas sorpresas y cambios de importancia. Todavía la jurisdicción de Córdoba, con 40 000 habitantes, era la más poblada; pero Buenos Aires, que crecía más rápidamente, ya estaba por superarla: tenía 37 000 habitantes. La ciudad de Buenos Aires ya era la más poblada, con 24 000 personas, seguida de Mendoza con 7500 y Córdoba algunos centenares menos. Salta, que pocas décadas antes había sido considerada la segunda por su población –y por eso era aún la capital del Tucumán–, quedaba sexta con 4300 habitantes, por detrás de Catamarca, San Juan y Santiago del Estero.
Las poblaciones totales aproximadas eran, sin Corrientes ni Santa Fe: Córdoba, 39 000 habitantes, Buenos Aires, 37 000, Tucumán, 21 000, Santiago, 16 000, Catamarca, 15 000, Jujuy, 12 000, Salta, 12 000, La Rioja, 10 000, Mendoza, 9000, San Juan 8000 y San Luis 7000.
La distribución por razas era, aproximadamente, de 75% blancos, 12% indígenas y 13% negros en Buenos Aires, aunque en la ciudad había sólo un 15% de blancos, contra un 30% de negros; en Córdoba 48% blancos, 11% indígenas y 41% negros. El porcentaje más alto de indígenas era el de Jujuy, que con 11 181 indios, estaba habitado en un 94% por indígenas; pero algunos de sus curatos este porcentaje era aún más alto: en Yavi se estimaba un 99% de indios. Por detrás de Jujuy, jurisdicciones como Santiago del Estero, Catamarca o San Juan tenían un alto porcentaje de indígenas.
El caso de la jurisdicción de San Miguel de Tucumán aparecía como muy particular: sin casi población indígena, atraía la población de sus provincias vecinas, y entre los años 1680 y 1778 la población creció 6,6 veces. Se registraron importantes cantidades de inmigrantes españoles para todo el Tucumán, que habría de tener importancia para la formación de las élites en el futuro. Pero, numéricamente, era mucho más importante la inmigración desde el Alto Perú. Las corrientes más importantes de migración interna estuvieron formadas por indígenas de Catamarca y Santiago; sin embargo, mientras gran parte de los hombres migrantes se instalaron en zonas rurales de otras jurisdicciones, la mayoría de las mujeres buscaron trabajo y vivienda en las ciudades. Y no sólo en las más cercanas.

## Conflictos internos y transformación
En 1713 se daba por terminada la Guerra de Sucesión Española con la firma de la Paz de Utrecht, por la que Felipe V, príncipe francés de la Casa de Borbón, conservaba el trono, pero perdía los Países Bajos, todas sus posesiones en Italia, la isla de Menorca y el Peñón de Gibraltar.
Además, España cedía a Inglaterra el derecho de introducir en sus posesiones ciento cuarenta y cuatro mil esclavos a lo largo de treinta años, además del derecho a comerciarlos en los puertos a través de un terreno con instalaciones comerciales, lo que se llamó el tratado de asiento o asiento de esclavos. De ese total, se estipuló que 1200 esclavos desembarcarían en Buenos Aires, de los cuales 400 estaban destinados a Chile. También se les concedió el derecho de enviar anualmente a la ciudad un buque con quinientas toneladas de mercadería para vender, el llamado navío de permiso. Los ingleses se instalaron en Retiro, desde donde vendían los esclavos –que terminaron por ser muchos más– y los efectos traídos por el navío de permiso, que en lugar de ir a Buenos Aires, se instaló en el Río de la Plata y se surtió de cientos de buques más pequeños que le traían mercancías, con lo que las 500 toneladas anuales de mercadería se multiplicaron varias veces. No sólo por derecha Inglaterra había roto el monopolio español, sino que además tenía vía libre para operar libremente de contrabando.
Superada la guerra, Felipe V dedicó todos sus esfuerzos a reformar el Estado español: unificó todos los reinos de que era rey en el único Reino de España, canceló todos los fueros de los antiguos estados formativos, forzó la adopción del castellano para toda la burocracia, la justicia, los documentos de la Iglesia y la educación, y reorganizó la compleja geografía política de la península con una división en veinte intendencias. Para las Indias, por el contrario, hubo pocos cambios en la organización política; el más relevante fue la creación del Virreinato de Nueva Granada en 1717, pero tampoco incluyó otros cambios drásticos. En las gobernaciones del sur, prácticamente nada cambió en cuanto a la organización territorial de las gobernaciones, exceptuando sus hijos, que ocuparon sucesivamente el trono, crearon cuatro gobernaciones militares: la de Montevideo en 1750 y las de Misiones, Moxos y Chiquitos, que habían sido de los jesuitas, poco después de su expulsión en 1767.

### Apogeo de las Misiones
En el siglo XVIII, las misiones guaraníticas llegaron a ser un verdadero emporio comercial, un "estado dentro del estado" –como lo denominaban sus detractores– que se estableció como un sistema de organización económica y social distinto al de las colonias que las rodeaban. Su autonomía y la adaptación de la organización social comunitaria de los guaraníes a un nuevo contexto permitió al sistema subsistir y progresar. Los ejércitos misioneros fueron de gran utilidad durante los enfrentamientos entre España y Portugal en el Río de la Plata.
En el campo religioso, cultural y educativo, la preeminencia de las órdenes era absoluta, y el predominio recaía en la Compañía de Jesús, que regenteaba varias escuelas primarias, las únicas escuelas secundarias y la única universidad, ubicada en Córdoba. Además de la influencia que ejercía sobre la clase dominante, tenía gran cantidad de propiedades agrícolas y ganaderas, y regenteaba reducciones de indígenas en la región chaqueña, en la región pampeana y, sobre todo, treinta misiones guaraníticas, consideradas modélicas por su organización social y económica, y por la protección que brindaban a los indígenas contra la explotación por parte de los españoles.
A partir de la década de 1730 los jesuitas intentarían extender sus misiones a dos regiones aún no incorporadas al dominio español: se instalaron en la Pampa al sur del río Salado entre los años 1740 y 1753, con la intención de hacer sedentarios e instruir a los indígenas en la doctrina cristiana. La primera fue la "Reducción de Nuestra Señora en el Misterio de su Concepción de los Pampas", fundada en año 1740 en la margen sur del río Salado, por los padres Manuel Quevedo y Matías Strobel. La segunda fue la "Reducción de Nuestra Señora del Pilar de Puelches", fundada en el año 1746 cercana a la margen de la actual laguna de los Padres, por los misioneros José Cardiel y Tomás Falkner. Finalmente, la "Misión de los Desamparados de Tehuelches o de Patagones", fue fundada en el año 1749 a cuatro leguas al sur de la anterior, por el padre Lorenzo Balda. Allí lograron evangelizar a un gran número de indios pampas. Strobel medió entre las autoridades de Buenos Aires y los pampas para establecer la paz entre ellos. Falkner y su colega jesuita Florián Paucke recogieron una gran cantidad de información acerca de las costumbres y usos de los indios pampas, que plasmaron en libros y exquisitos dibujos que dieron origen a la etnografía en el actual territorio argentino.

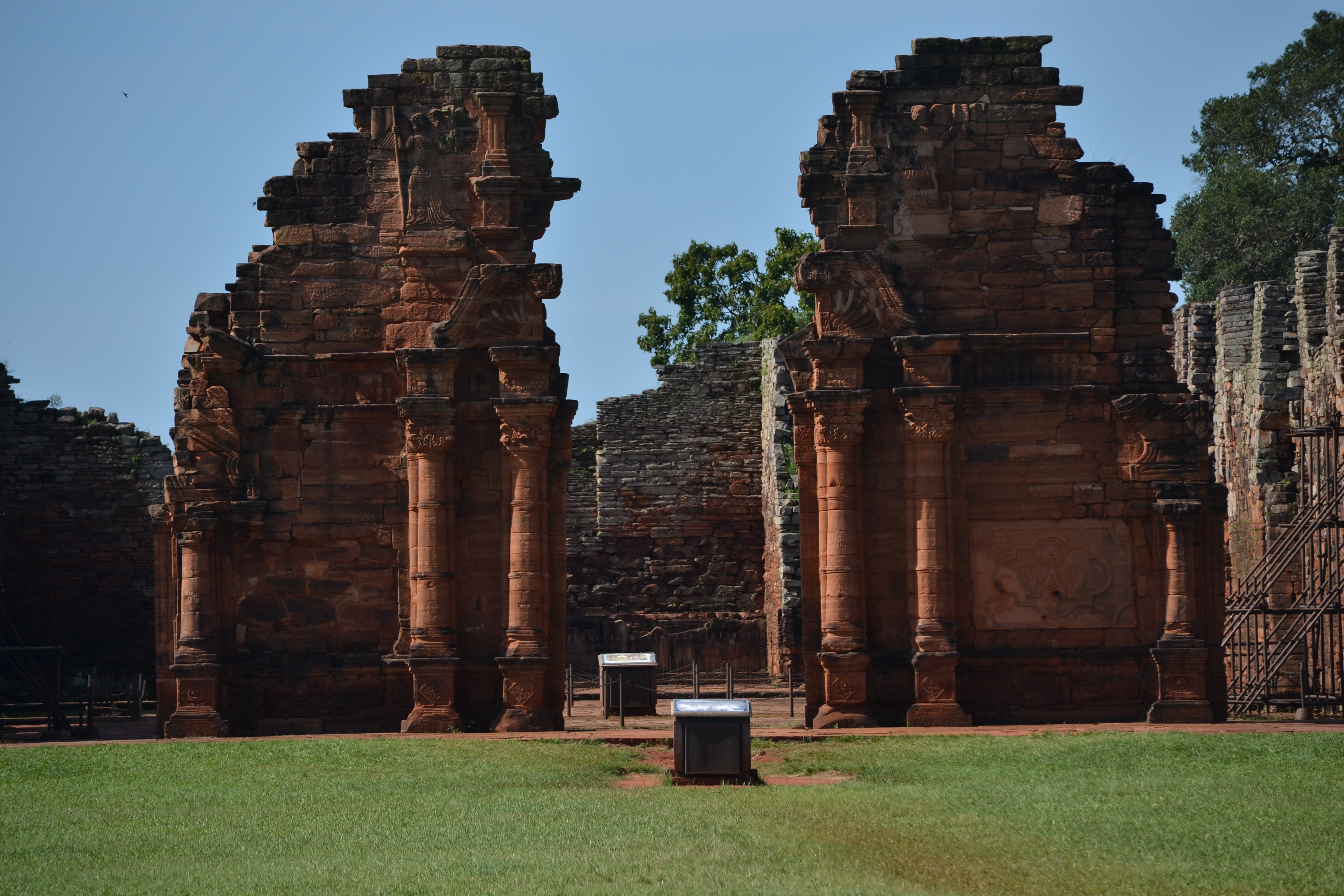
Ruinas de la reducción de San Ignacio Miní.

También hicieron repetidos intentos de instalar misiones permanentes en torno al Gran Chaco: tras algunos intentos infructuosos en el siglo XVII, volvieron a intentarlo a partir de 1735, con la fundación de San José de Petacas y algunas otras en la actual provincia de Santiago del Estero, algunas más en la cuenca superior del río Bermejo y varias a lo largo del río Paraná, entre las cuales se destacaron San Jerónimo (actual Reconquista y San Fernando (actual Resistencia).
Los habitantes de las ciudades españolas notaban que las misiones guaraníticas cada vez tenían menos que envidiar a las ciudades criollas, algo inaceptable en una cultura tan discriminatoria y racista como la de la época. Por otro lado, los guaraníes exportaban grandes cantidades de yerba mate y de tabaco, compitiendo contra los productores criollos. Además, el volumen de ventas les hacía pensar que las misiones debían estar acumulando grandes fortunas, que presuntamente estarían ocultas en algún lugar de las misiones, otra razón más para desear su desaparición.
Desde otro punto de vista, el esfuerzo de los misioneros estaba orientado a quitar a la cultura indígena su esencia y su estructura para moldearla a imagen y semejanza de la idea que tenían los jesuitas de una civilización ideal –aunque adaptada al clima y geografía de la región. Cuando alcanzó su cénit, de todos los componentes de su identidad cultural original, la civilización guaranítica sólo conservaba su lengua.

### Los comuneros de Paraguay y Corrientes
Durante todo el período en que se desarrollaron las Misiones Guaraníticas, la población de las ciudades de Corrientes y Asunción consideró que la existencia de esas misiones era un despojo de sus derechos, tanto los territoriales como de acceso a la mano de obra servil de los indígenas guaraníes. Estas situaciones llevaron a una rivalidad permanente y varios conflictos de gravedad.
En 1717, los encomenderos de Asunción iniciaron un juicio en contra del nuevo gobernador Diego de los Reyes Balmaceda, acusándolo de atacar a los pacíficos indios payaguás, emplear a doscientos indígenas libres en su propio beneficio para la cosecha de yerba mate, establecer impuestos sin autorización real, comerciar con extranjeros y mantener prisioneros a respetables vecinos de la provincia.
Cuatro años después del inicio del conflicto llegaba a Asunción, enviado por la Audiencia, el «juez pesquisidor» José de Antequera y Castro, que depuso a Reyes Balmaceda y ocupó el gobierno, poniéndose al frente de los comuneros. Tras un primer combate entre los ejércitos de ambos bandos, intervino con un ejército más poderoso –principalmente formado por guaraníes misioneros– el gobernador Bruno Mauricio de Zabala, quien obligó a Antequera a huir a Córdoba. Zabala ocupó Asunción y nombró un nuevo gobernador.
Algún tiempo después, Antequera viajó a Charcas a reclamar sus derechos, pero la Audiencia lo tomó prisionero y lo envió a Lima a afrontar un juicio por su actuación en el Paraguay. En la cárcel de Lima conoció al abogado Fernando de Mompox, a quien convenció de sus ideales. Mompox escapó en 1730 y se dirigió al Paraguay, donde se puso al frente de una nueva revuelta comunera, pero fue vencido y tomado prisionero.
Esa segunda gran revuelta perjudicó a Antequera, que fue condenado a muerte y ejecutado junto a Juan de Mena. La noticia de la ejecución causó un nuevo alzamiento en Asunción: en 1733, los comuneros enfrentaron al gobernador Agustín de Ruiloba, que resultó muerto. Zabala volvió entonces a intervenir y venció definitivamente a los comuneros en la batalla de Tavapy, en 1735, tras catorce años de disturbios y caos.
Zabala ordenó medidas extremas contra la provincia del Paraguay, entre las cuales estaba la condena a muerte de varios comuneros y su descuartizamiento, el destierro y confiscación de sus bienes a otros, reemplazo de los corregidores comuneros del cabildo por otros del bando legalista, la prohibición absoluta de cualquier tipo de reunión de vecinos, incluidos los cabildos abiertos, bajo amenaza de pena de muerte. En 1739 se agregó otro castigo: el restablecimiento del puerto preciso de Santa Fe, donde los comerciantes paraguayos eran obligados a pagar altísimos impuestos de circulación, o bien transportar las mercaderías en carretas desde Santa Fe hasta Buenos Aires; cualquiera de las dos opciones causaba severas pérdidas al comercio paraguayo.
Una última rebelión comunera, dirigida por fray José de Vargas Machuca, estalló en 1747 y fue rápidamente reprimida.
En 1762, ante la noticia de una nueva guerra con Portugal, el gobernador de Buenos Aires, Pedro de Cevallos, ordenó que la ciudad de Corrientes enviara un contingente de 200 milicianos a proteger las misiones guaraníticas, expedición que sería costeada por la población correntina. Los milicianos fueron, en cambio, empleados en recoger los vacunos alzados de las estancias de las misiones y, cuando protestaron, fueron arrestados. Puestos en libertad, regresaron sin sus jefes a Corrientes, de donde se negaron a regresar. El gobernador dispuso que Corrientes enviara otros doscientos hombres en reemplazo de los desertores, pero éstos también desertaron y acamparon a corta distancia de la ciudad, exigiendo un cabildo abierto, que efectivamente se reunió el 6 de abril de 1763. Éste dio la razón a los soldados, y destituyó al teniente de gobernador en nombre «del Común»; este término quería expresar que el conjunto de voluntades individuales forman una voluntad común que está por encima de cualquier autoridad, postura proveniente del antiguo derecho español, aunque había sido dejada en desuso por el absolutismo.
El gobernador respondió al año siguiente, nombrando un nuevo teniente de gobernador, que decidió hacerse obedecer con medidas crueles, prisiones y amenazas de muerte. Finalmente, en octubre de 1764, estalló un motín que arrestó al teniente de gobernador y forzó la celebración de un segundo cabildo abierto, que nombró a un reemplazante que resultó incapaz de mantener el orden. Cevallos envió entonces a un oficial irlandés de apellido Morphy a ocupar la ciudad y el gobierno; pese a que no se le hizo resistencia, encarceló a cuarenta y siete vecinos y les embargó sus bienes. En el juicio subsiguiente, los presos fueron condenados a muerte; pero el nuevo gobernador, Francisco de Paula Bucarelli, ordenó que fueran puestos en libertad y les fueran devueltos sus bienes. Y a continuación nombró como teniente de gobernador a Juan Manuel de Lavardén, el más eficaz colaborador de Cevallos.
Pero Bucarelli no había quedado bien parado: no podía contar con el reclutamiento de fuerzas militares en Corrientes, y la desconfianza por la guerra guaranítica hizo que tampoco contase con los indígenas de las misiones. De todos modos, su misión en el Río de la Plata era otra: solucionar definitivamente los conflictos con los jesuitas.

### La Guerra Guaranítica
A mediados del siglo XVIII reinaba en España Fernando VI, un monarca de poco carácter, casado con Bárbara de Braganza, una princesa portuguesa. Con la intención de asegurar la paz entre ambos reinos, y bajo la influencia de la diplomacia británica, en 1750 se firmó el Tratado de Permuta o de Uti possidetis, que establecía los límites entre Portugal y España en América del Sur, en el que inicialmente se pretendía que cada reino conservara lo que ya poseía, fuera legal o ilegalmente. Dada la presión ejercida sobre la corte para reclamar Colonia, el tratado la dejaba en manos de España, pero a cambio de una indemnización desproporcionadamente más valiosa: establecía el límite entre el Brasil y las Misiones a lo largo del río Uruguay, dejando en manos de los portugueses siete pueblos de guaraníes, junto con sus enormes campos de yerba mate natural y con 24 000 habitantes, que debían mudarse con todos sus bienes al oeste del río en el término de un año.
La noticia del Tratado llegó al Río de la Plata en 1751; los jesuitas se dedicaron activamente a denunciarlo, no tanto por el intercambio de territorios, sino por el escaso plazo que se daba a los habitantes de los pueblos para dejar todo atrás y crear otros nuevos al oeste del río Uruguay; las autoridades ignoraron las quejas, pero tomaron nota de que se estaba cuestionando la autoridad real. No obstante los reclamos, los jesuitas se dispusieron a cumplir sus cláusulas e iniciaron los preparativos para la evacuación. En cambio, los indígenas rechazaron por completo el traslado: el costo económico y humano era excesivo, y recaía exclusivamente sobre ellos; tras una serie de escritos muy bien razonados, anunciaron que no cumplirían con la orden real. Los jesuitas intentaron por todos los medios convencerlos de obedecer, pero no hubo caso: los indígenas recogían sus armas, cerrando los caminos y prohibiendo la entrada a los funcionarios reales. En España, la Corte dio órdenes de reprimir la sublevación.

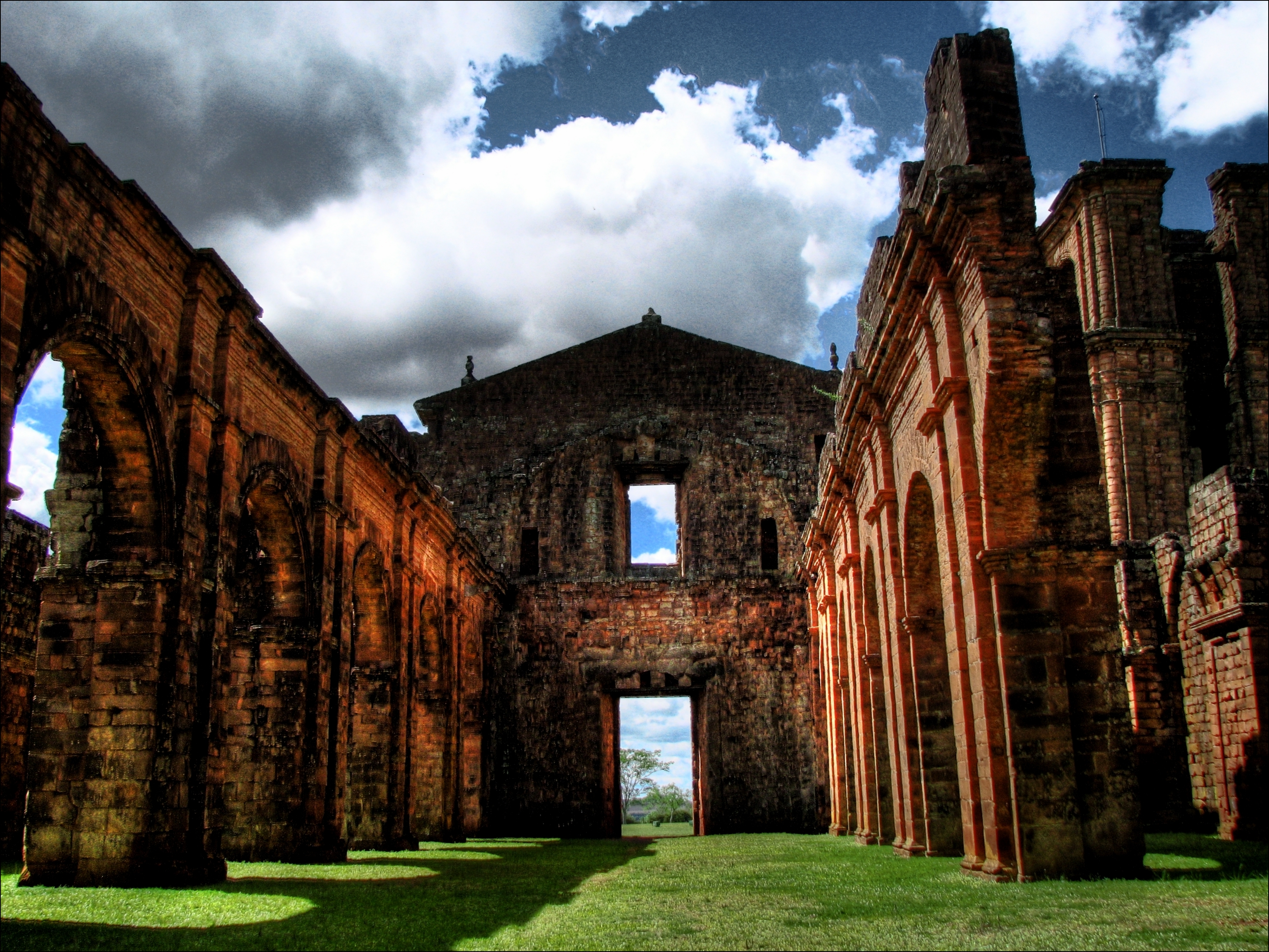
Ruinas del pueblo guaranítico de San Miguel, destruido por sus propios habitantes tras la guerra guaranítica.

En 1752 se había iniciado la demarcación oficial de la frontera, colocando mojones desde la costa hasta el interior; al llegar al Fuerte de Santa Tecla, límite con las misiones, se encontraron con que los guaraníes impedían el paso. En respuesta, el Rey ordenó tomar inmediatamente por la fuerza los siete pueblos y entregárselos a los portugueses. El gobernador de Buenos Aires, José de Andonaegui, reunió 1500 hombres y avanzó hacia el norte; pero fue derrotado y puesto en fuga por los indígenas del pueblo de Yapeyú. Los guaraníes tomaron la ofensiva y atacaron Río Pardo; aunque fueron derrotados, el ataque desorganizó a las fuerzas portuguesas, que suspendieron su avance. Hubo una serie de combates menores a lo largo de un frente complicado y cambiante, hasta que las fuerzas españolas y portuguesa se unieron e iniciaron un avance sostenido; los indígenas se defendieron por medio de guerrillas y se negaron a presentar batalla, pero en febrero de 1756 las fuerzas combinadas cercaron al ejército guaraní y lo destrozaron, causándole más de 1500 muertos.
Sólo entonces, los guaraníes se retiraron a la selva, incendiando algunos de sus pueblos, especialmente San Miguel; para el mes de junio, toda la resistencia había terminado. Los indígenas huyeron a las misiones occidentales, aunque algunos fueron esclavizados por los portugueses.

### El gobernador Pedro de Cevallos

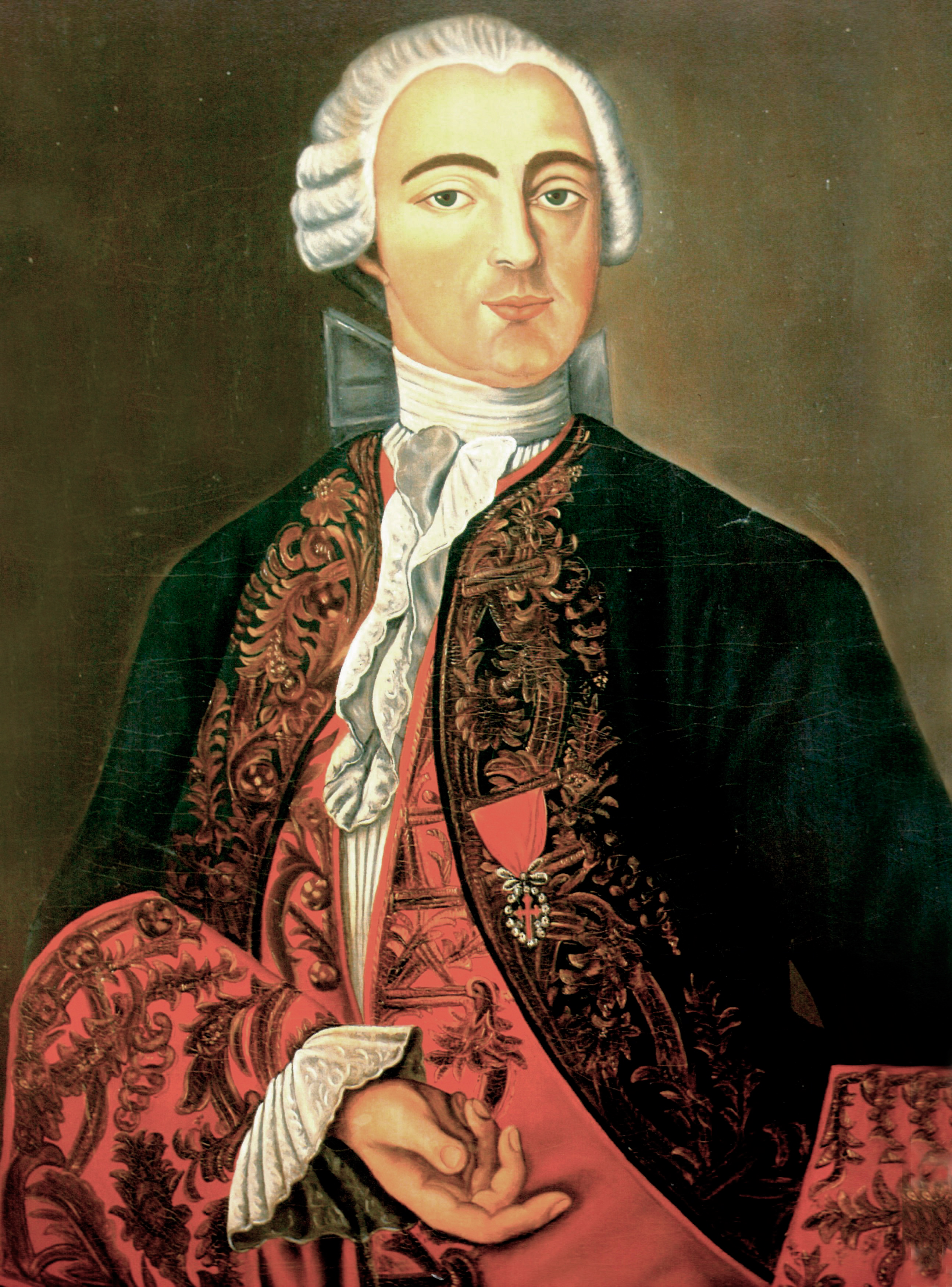
El gobernador Pedro de Cevallos

En los mismos días en que los indígenas misioneros eran vencidos, llegaba a Buenos Aires el nuevo gobernador, Pedro de Cevallos, un militar experimentado que había luchado en las guerras de las posesiones italianas del rey de España. Llegaba al frente de una división de mil hombres, una tropa de refuerzo por si tuviese lugar una guerra con Portugal causada por la Guerra Guaranítica. Sus instrucciones le indicaban volver a los guaraníes expulsados a sus pueblos, terminar la demarcación de límites con el Brasil, castigar a los jesuitas que habían cuestionado al Rey, prohibir la participación de la Compañía de Jesús en la comercialización de los productos de las Misiones... todo giraba alrededor de la Guerra Guaranítica y la frontera con el Brasil.
Pero cuatro años de guerra no habían servido de nada: como los encargados de fijar los límites no lograron ponerse de acuerdo en varios tramos, los portugueses se negaron a entregar Colonia, de modo que los españoles ocuparon las misiones orientales con sus propias tropas. Siete pueblos habían sido destruidos, miles de indios habían muerto, se había arruinado la confianza entre los indígenas, los jesuitas y los españoles, pero el Tratado había fracasado –sería formalmente anulado en 1761– y todo lo demás había vuelto al punto de partida.
La Corte española culpó de los hechos a los jesuitas. Por su parte, la Corte portuguesa fue más lejos aún: en 1759, todos los jesuitas eran expulsados de Portugal y de todas sus colonias.
Tras la anulación del Tratado de Permuta, en 1762 el nuevo rey Carlos III invadió Portugal como parte de la Guerra de los Siete Años. Cevallos, que había fortificado las costas del Río de la Plata, puso sitio a Colonia, que fue capturada ese mismo año, y repelió un ataque combinado de naves portuguesas y británicas. A continuación marchó a ocupar Río Grande, que fue abandonada por sus defensores. Allí recibió la noticia de la firma de la paz, que lo obligaba a devolver a Portugal la ciudad de Colonia; Cevallos sólo la devolvió después de haber demolido sus murallas y retirado sus cañones.
Cevallos no colaboró en la persecución de los jesuitas que se habían manifestado contra el tratado, por lo que Carlos III decidió reemplazarlo antes de tomar su largamente planeada decisión final acerca de los jesuitas: se lo consideraba, si no su partidario, al menos dispuesto a protegerlos. En agosto de 1766 fue reemplazado por Francisco de Paula Bucarelli.

### La expulsión
Las reformas borbónicas estaban orientadas a imponer la voluntad absolutista del Rey y la uniformización de España y del Imperio colonial: un solo modelo de organización política para toda la Corona. Frente a este ideal, el "Estado dentro del Estado" jesuítico resultaba una excepción inaceptable, al igual que la obediencia directa de la Compañía al Papa, por encima de la lealtad al Rey, que atentaba contra el régimen absolutista. Y por encima de todos estos factores se acumularon la Guerra Guaranítica, presuntamente debida a una rebelión de la Compañía, y las revueltas del año 1766, del que también fueron culpados los jesuitas. La suerte de la Compañía estaba echada.
Sin previo aviso y sin ninguna explicación de las razones de la decisión, el 2 de abril de 1767, el rey Carlos III firmó la Pragmática Sanción por la cual todos los jesuitas del imperio español fueron arrestados y expulsados. El gobernador de la provincia del Río de la Plata, Bucarelli, fue el encargado de ejecutar la orden en su provincia y en las del Tucumán y del Paraguay, y también en Cuyo. Arrestó y expulsó a los padres con toda la brutalidad que pudo desplegar, pasando por encima de la autoridad de los otros gobernadores y de los cabildos locales.
Las estancias jesuíticas y muchos otros bienes pasaron al dominio real y luego fueron subastadas por las juntas de Temporalidades. La mayor parte de sus casas de estudios –incluida la Universidad de Córdoba– y las misiones pasaron a ser administradas primeramente por los franciscanos –bajo cuyo mando languidecieron– y luego por administradores estatales. Bajo el mando de estos últimos, la economía de las misiones quedó completamente desorganizada por la intromisión de comerciantes privados, y como resultado gran parte de los guaraníes se desplazaron hacia regiones vecinas o a las ciudades, mientras otros regresaron a la selva. Muchos de ellos se trasladaron a las ciudades coloniales, como Corrientes, Asunción o Buenos Aires, donde se destacaron como compositores y maestros de música, plateros y pintores. Los pueblos permanecieron poblados, pero su época de grandeza había pasado, y mucho menos de la mitad de la población permaneció en ellos.
La expulsión de los jesuitas tuvo un gran efecto en la educación: la Universidad de Córdoba fue puesta bajo el mando de los franciscanos, con lo que perdió la solidez escolástica de los estudios jesuitas sin reemplazarla por nada concreto: el miedo de las autoridades a que cualquier modernización de los estudios llevase a poner en duda el poder absoluto de la Corona impidió llevar adelante un proyecto acorde con la ilustración que regía las ideas de reforma de los ministros de Carlos III. También los franciscanos se hicieron cargo de los colegios secundarios de Córdoba y Buenos Aires, donde el efecto del cambio de autoridades parece haber sido aún más negativo, al punto que en 1772 se les quitó el control del colegio de Buenos Aires para fundar allí el Real Colegio de San Carlos, dirigido por el presbítero Juan Baltasar Maciel, que sería la escuela de los dirigentes de la Revolución de la Independencia.
El sucesor de Bucarelli, Juan José de Vértiz y Salcedo, inició algunos proyectos para la modernización de Buenos Aires, creó un impuesto municipal de guerra para poder afrontar los gastos de las milicias que defendían a las poblaciones de los malones aborígenes, fundó el Real Colegio de San Carlos en reemplazo del Colegio jesuita e inició el servicio de alumbrado urbano. En 1770 publicó una Real Orden, que prohibía por completo el uso de lenguas indígenas.

### El virrey Pedro de Cevallos
En abril de 1775, los portugueses atacaron y recuperaron la ciudad de Río Grande, que estaba en manos españolas desde que Cevallos la ocupara en 1763, más las fortalezas de Santa Teresa, Santa Tecla y San Martín.
El exgobernador Cevallos permanecía en la corte española, donde había adquirido un enorme prestigio por haber contradicho al Rey acerca de una campaña militar y acertado en su pronóstico. De modo que, cuando Carlos III decidió recuperar una vez más la Colonia y asegurarse las posesiones en el Río de la Plata, consultó al exgobernador, quien dio indicaciones precisas y aconsejó los planes. Cuando el Rey le preguntó quién debía mandar la expedición, Cevallos desaconsejó que fuera el gobernador Vértiz, a quien consideraba demasiado veterano para esas correrías; entonces el Rey nombró para el cargo al propio Cevallos, varios años mayor que Vértiz. Días antes de ponerse al mando de la expedición que debía partir, Cevallos fue notificado de que debía asumir el cargo de virrey del recién creado Virreinato del Río de la Plata; se trataba de una creación provisoria y limitada a la misión militar de Cevallos. Incluía todas las gobernaciones que desde 1566 dependían de la Real Audiencia de Charcas, más el corregimiento de Cuyo.

El Virreinato del Río de la Plata; en tonos de verde, las intendencias que dependían de la Real Audiencia de Charcas; en tonos de rojo, la que dependían de la Real Audiencia de Buenos Aires. En gris, los territorios no conquistados.

Cevallos hizo una campaña rápida: zarpó de Cádiz en octubre de 1776, y en febrero siguiente atacó y ocupó Santa Catarina, que se rindió sin combatir. Pasó a Montevideo y desde allí se dirigió a Colonia, a la que puso sitio; diez días después, en el mes de junio, la ciudad se rindió y fue ocupada por los españoles. A continuación unió sus fuerzas a las del gobernador Vértiz, y marchó sobre Río Grande. Poco antes de llegar frente a la ciudad, que no tenía medios para resistirse, le llegó la orden del Rey de detener las operaciones: por el Tratado de San Ildefonso, del 1 de octubre de ese año, Portugal había cedido definitivamente a España la ciudad de Colonia y las Misiones Orientales, pero se reconocía la soberanía portuguesa sobre Río Grande y Santa Catarina.
Cevallos llegó a Buenos Aires en octubre de 1777, desde donde pidió al Rey que transformara el –hasta entonces– virreinato provisorio en permanente. Ocupó el cargo en Buenos Aires durante solamente ocho meses, pero tuvo tiempo de publicar la Pragmática o Ley de Libre Comercio de 1778, que ya había sido anunciada parcialmente durante su campaña en la Banda Oriental.
En marzo de 1778, Carlos III confirmaba definitivamente al Virreinato del Río de la Plata como una institución permanente, y poco después nombraba como sucesor de Cevallos a Juan José de Vértiz, quien poco antes había sido el gobernador del Río de la Plata. Junto con el comienzo del virreinato, la Ley de Libre Comercio favoreció especialmente el desarrollo de Buenos Aires, mientras la expulsión de los portugueses también implicaba una disminución del contrabando y el incremento de las rentas fiscales. La disposición para la libre internación de productos motivó un aumento en la producción de carretas, estimuló la agricultura y reguló el horario de las labores, la alimentación diaria de los peones y los salarios. Para aumentar las fuerzas de trabajo disponibles, la Ley favoreció el comercio de esclavos negros, ya sea directamente o en virtud del Tratado de Asiento. De los casi diez mil hombres que habían llegado con Cevallos, la mayor parte regresaron a España, pero unos mil quedaron como fuerza permanente en la ciudad, que veía así aumentada su seguridad y su autoridad, y se beneficiaba del pago de los salarios militares. Además quedaron en el Río de la Plata algunos oficiales que tendrían actuación destacada más tarde, como los futuros virreyes Pedro Melo de Portugal, Joaquín del Pino y Santiago de Liniers. También inició Cevallos la transformación de las gobernaciones que pasaron a depender del gobierno de Buenos Aires, incluidas sus gobernaciones periféricas de Montevideo, Misiones, Chiquitos y Moxos.
Todos estos cambios, ocurridos en pocos años, marcaron el abrupto final del período de las Gobernaciones y el principio de la historia de la actual Argentina en el Virreinato del Río de la Plata.

## Herencia del período
A fines del siglo XVI, el actual territorio argentino era una región habitada por una gran mayoría de indígenas agrupados en pueblos, sometidos a una minoría de españoles que residían en unas quince ciudades, en realidad rancheríos de barro apiñados en damero alrededor de una plaza y poco más. La Patagonia permanecía vacía de población sedentaria, existían dos ciudades dentro del amplio territorio del Chaco, y en algunas regiones había poblaciones agrícolas libres del dominio español. La economía era puramente de subsistencia, y dependía del trabajo agrícola de los indígenas encomendados y de la caza de vacunos cimarrones.
Ciento ochenta años más tarde, la situación era completamente distinta: la población había aumentado significativamente, se agrupaba en pueblos, villas y ciudades con paredes de adobe y techos de teja, habitados principalmente por criollos con algún grado de mestizaje y por negros libertos; no quedaban ya poblaciones sedentarias rebeldes y la economía dependía principalmente de la ganadería, el comercio y la agricultura. La Patagonia permanecía completamente en manos de los indígenas, al igual que el Chaco, donde todos los intentos de población española habían fracasado, con excepción de unas cuantas misiones religiosas que tardarían poco en ser abandonadas.
Tras dos siglos de preeminencia del Paraguay y después del Tucumán, la región social, política y económicamente más dinámica era la cuenca inferior del Río de la Plata, y más concretamente la ciudad de Buenos Aires. Un siglo y medio de conflictos con Portugal habían resultado en un reparto de los territorios en disputa, con el norte dominado por los portugueses y el sur firmemente en manos españolas, al menos por una generación más.
Al independizarse de España a partir de 1810, la Argentina heredaría esas mismas características y problemas, herencias de este período de tiempo transcurrido entre 1593 y 1776.